# معبد آناهیتا (بیشاپور)
معبد آناهیتا یا پرستشگاه آناهیتا (به پارسی میانه: Ādur-Anāhīd) از بناهای مشهور شهر باستانی بیشاپور است که در شهرستان کازرون قرار دارد. این بنا در قرن سوم میلادی به‌دستور شاپور یکم، پادشاه ساسانی احداث شد. معبد آناهیتا در سال ۱۳۱۰ به‌عنوان یکی از نخستین آثار ملی ایران به ثبت رسید. این سازه همچنین به‌عنوان بخشی از مجموعهٔ بیشاپور در فهرست میراث جهانی یونسکو به ثبت رسیده‌است.

## موقعیت جغرافیایی

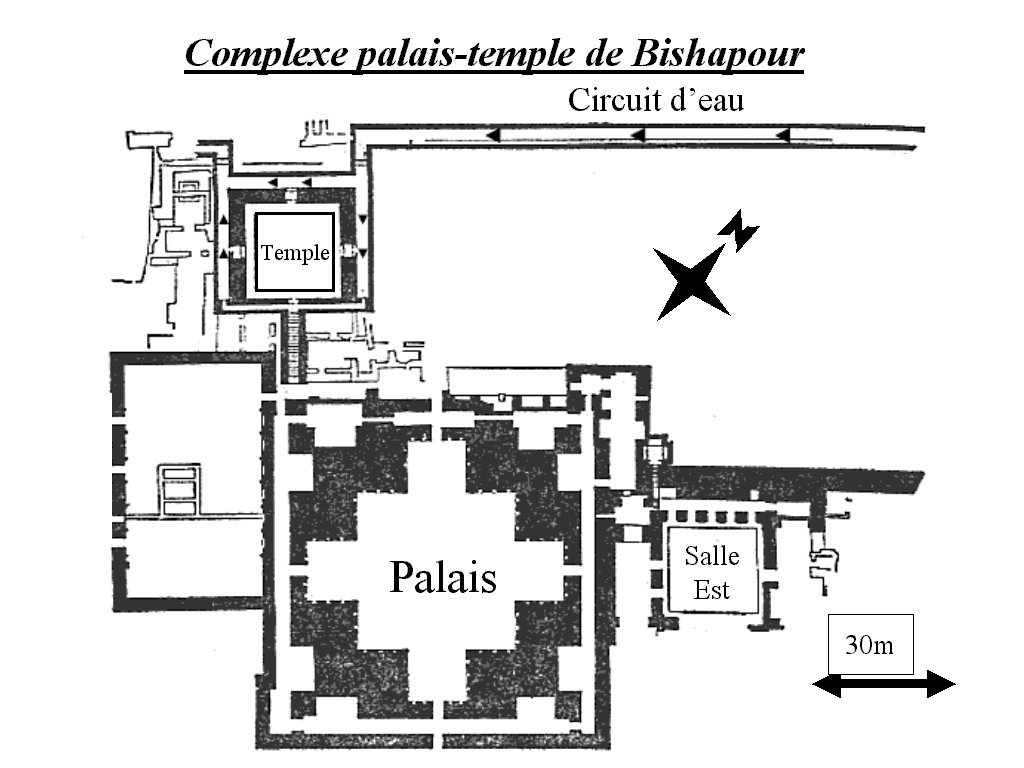
پلان ارگ سلطنتی بیشاپور، معبد آناهیتا در قسمت شمال غربی نقشه قرار گرفته است.

معبد آناهیتا در نزدیکی کاخ سلطنتی شاپور ساسانی ‌و همجوار با ایوان موزائیک و تالار تشریفات در شمال شرقی شهر باستانی بیشاپور، از پایتخت‌های شاهنشاهی ساسانی در ۱۵ کیلومتری غرب شهر کازرون واقع شده است.

## تاریخچه
معبد آناهیتا در نیمه دوم سدهٔ سوم میلادی به دستور شاپور یکم، پادشاه ساسانی در شهر بیشاپور احداث شد.
نخستین کاوش در شهر باستانی بیشاپور در سال ۱۹۳۵ میلادی به سرپرستی رومن گیرشمن، باستان‌شناس فرانسوی انجام شد. گیرشمن در این کاوش موفق به دست‌یابی به کروکی اندازه‌دار طرح راهروهای جانبی معبد آناهیتا شد.
پس از وقفه‌ای طولانی در عملیات کاوش شهر بیشاپور، عملیات به سرپرستی علی‌اکبر سرافراز در سال ۱۹۶۸ میلادی از سر گرفته شد. در این عملیات کاوش که چندین سال به طول انجامید، معبد آناهیتا آواربرداری و سپس ساماندهی و مرمت شد.

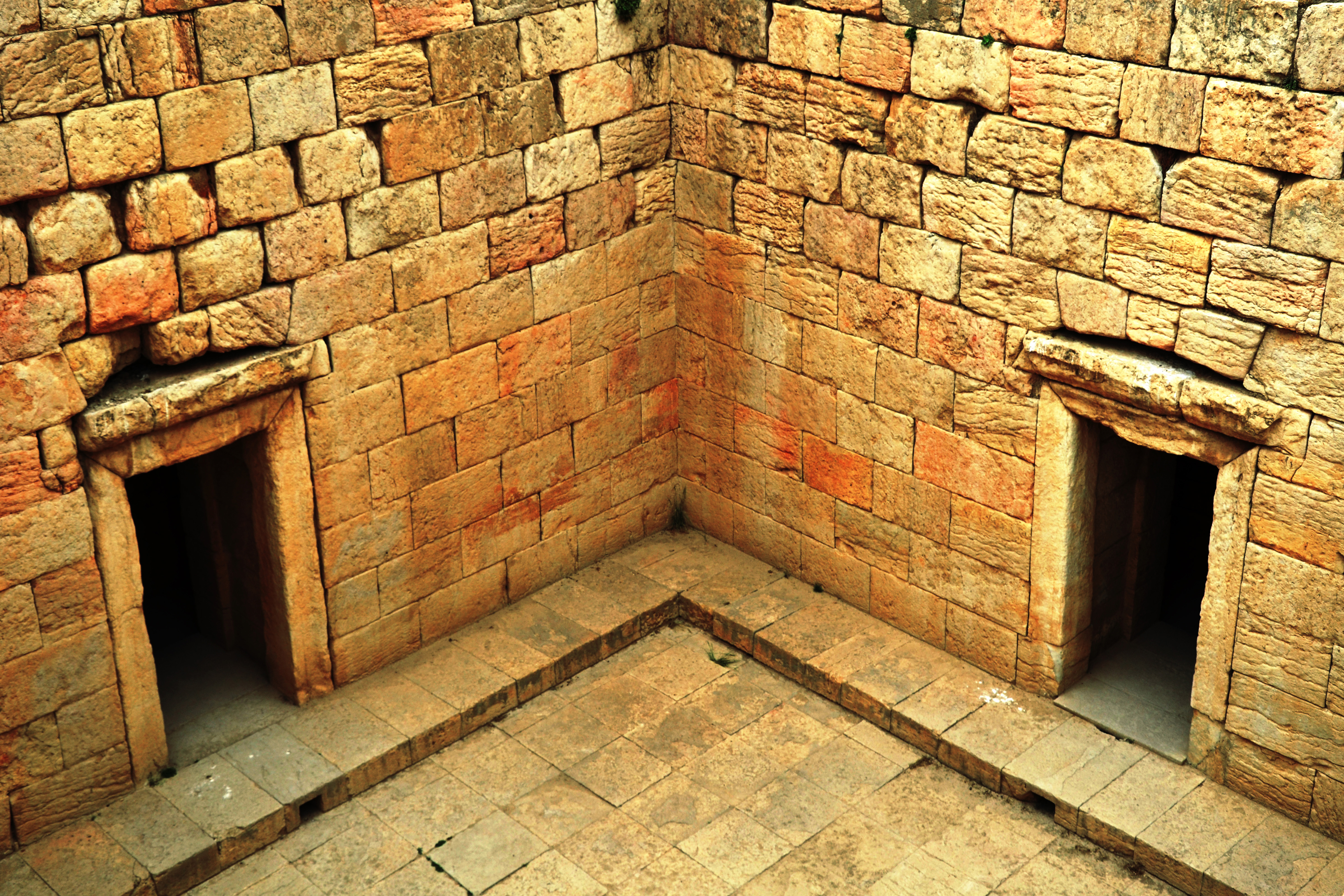
نمای درونی معبد آناهیتا

## کاربری
معبد آناهیتا محلی برای ستایش آناهیتا، از ایزدبانوان آریایی بوده‌است. این بنا همچنین محل برگزاری جشن‌های مذهبی دورهٔ ساسانی در فصول جاری شدن آب رودخانه شاپور به درون معبد و همچنین پاکیزگی آیینی پیش از ورود به آتشکده بوده‌است.

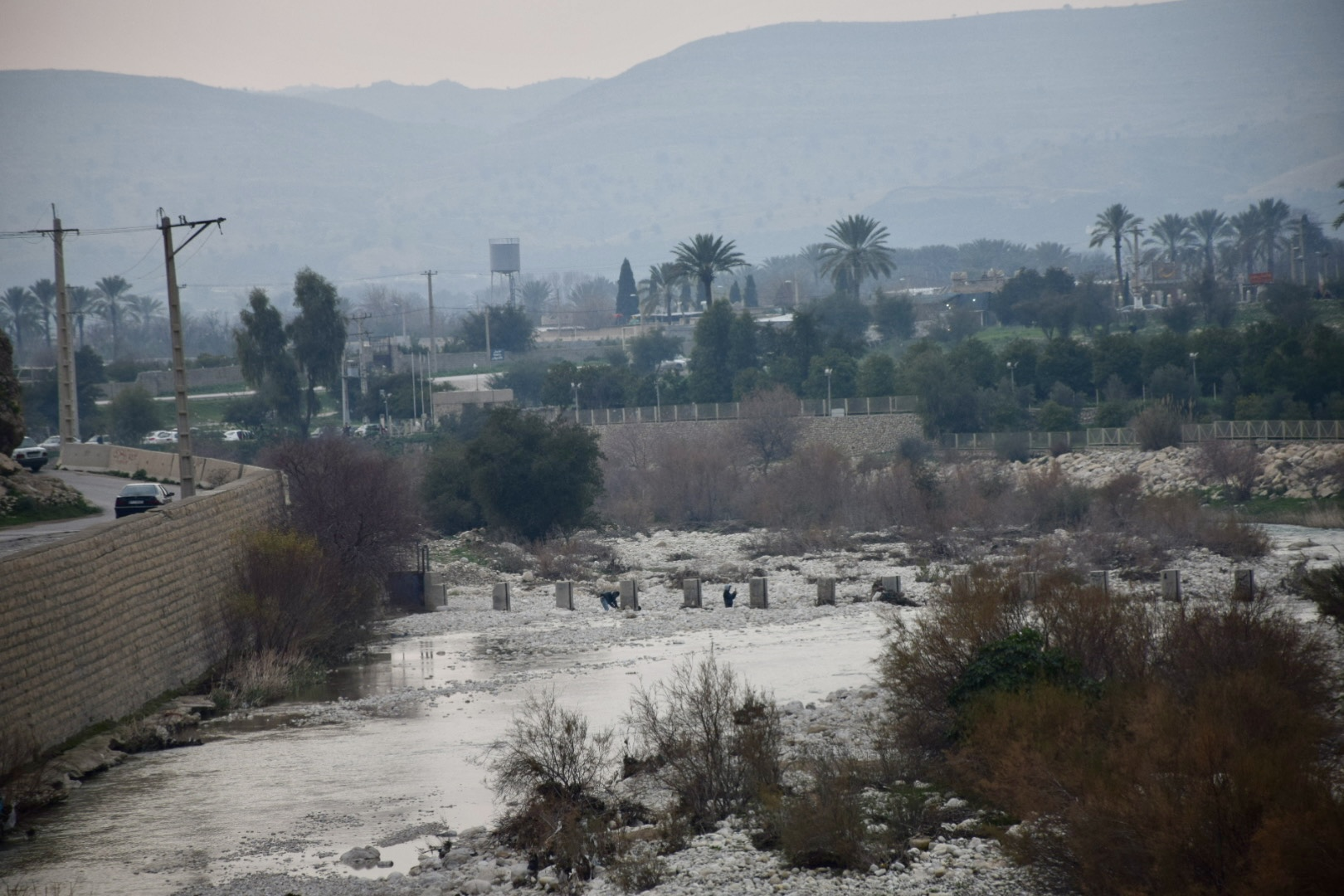
رودخانهٔ شاپور

## ویژگی‌های معماری
معبد آناهیتا، اتاق چهارگوش بزرگی به صورت مکعب در فرورفتگی ۶ متری از سطح زمین است که هر ضلع آن نزدیک به ۱۴ متر است و از سنگ‌های تراشیده‌شده و بدون ملات و به‌صورت دوجداره ساخته شده و به سبک معماری هخامنشی است. این سنگ‌ها با بست‌های آهنی به یکدیگر متصل شده‌اند. پلکانی از کاخ نیز به این معبد متصل بوده‌است. پرستشگاه فاقد سقف است و هدف این بوده که آب رودخانهٔ شاپور را که در فاصلهٔ ۲۵۰ متری آن جاری‌است به درون پرستشگاه آورده تا پس از جریان یافتن درون پرستشگاه به وسیلهٔ قناتی خارج گردد.

## نگارخانه

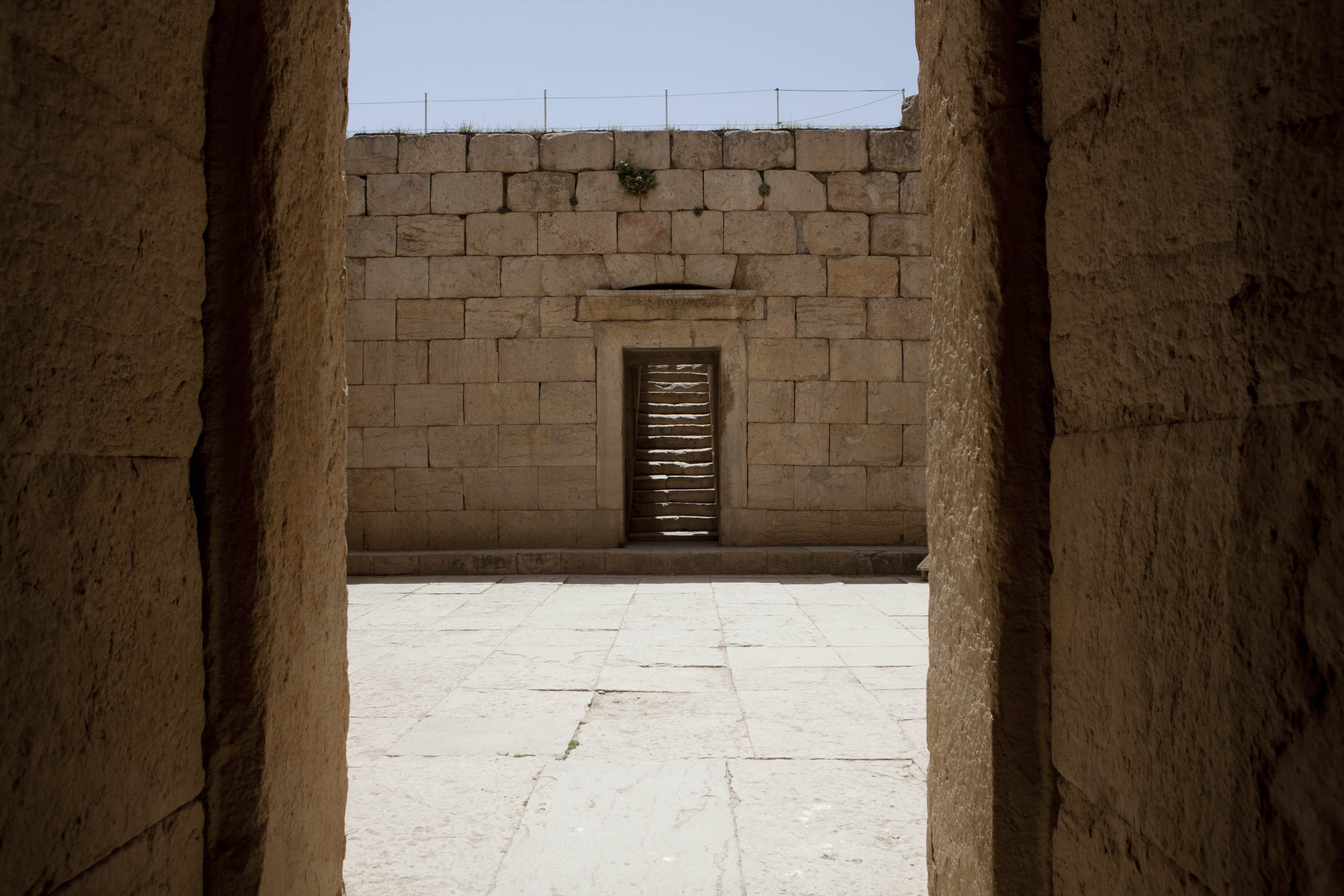
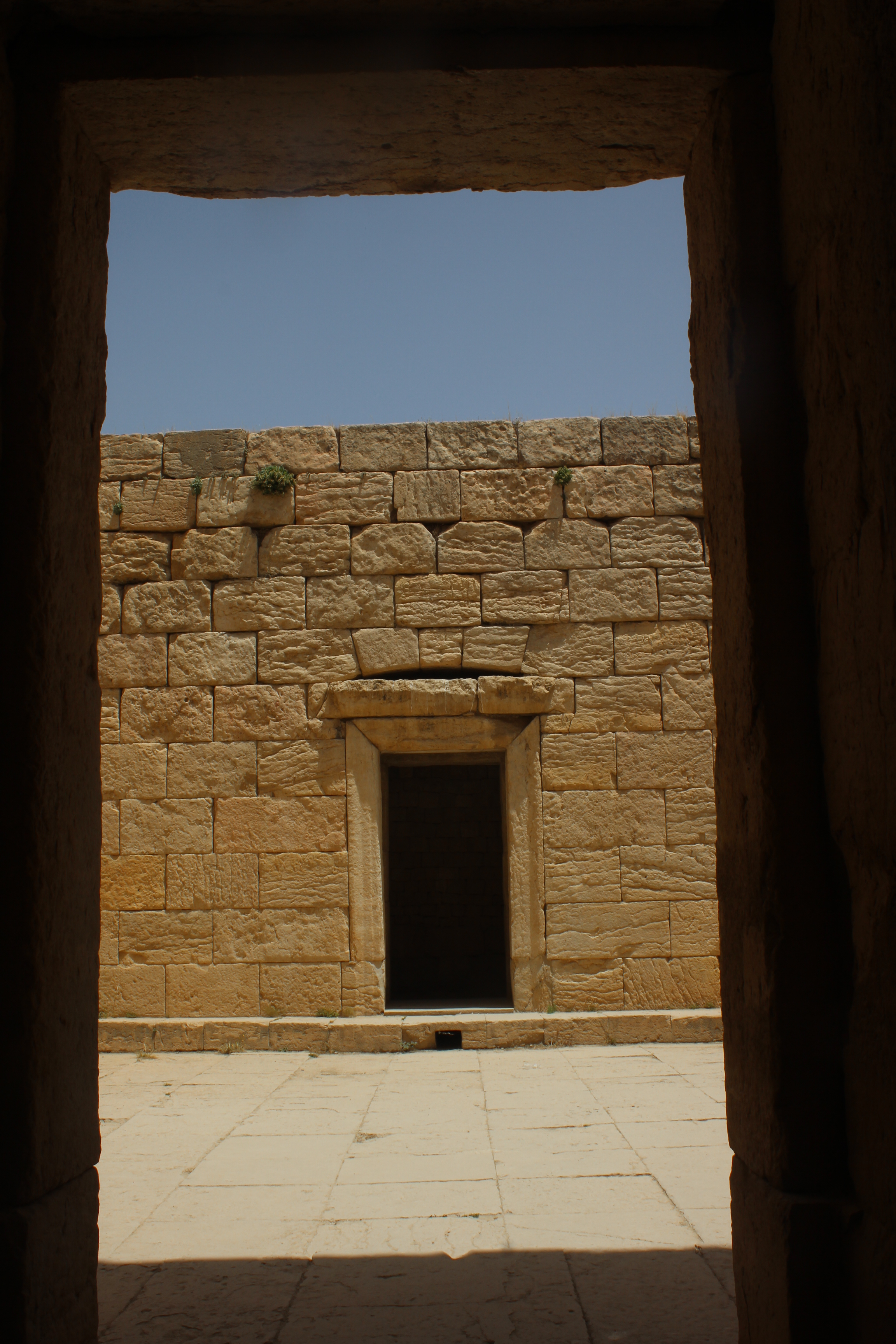
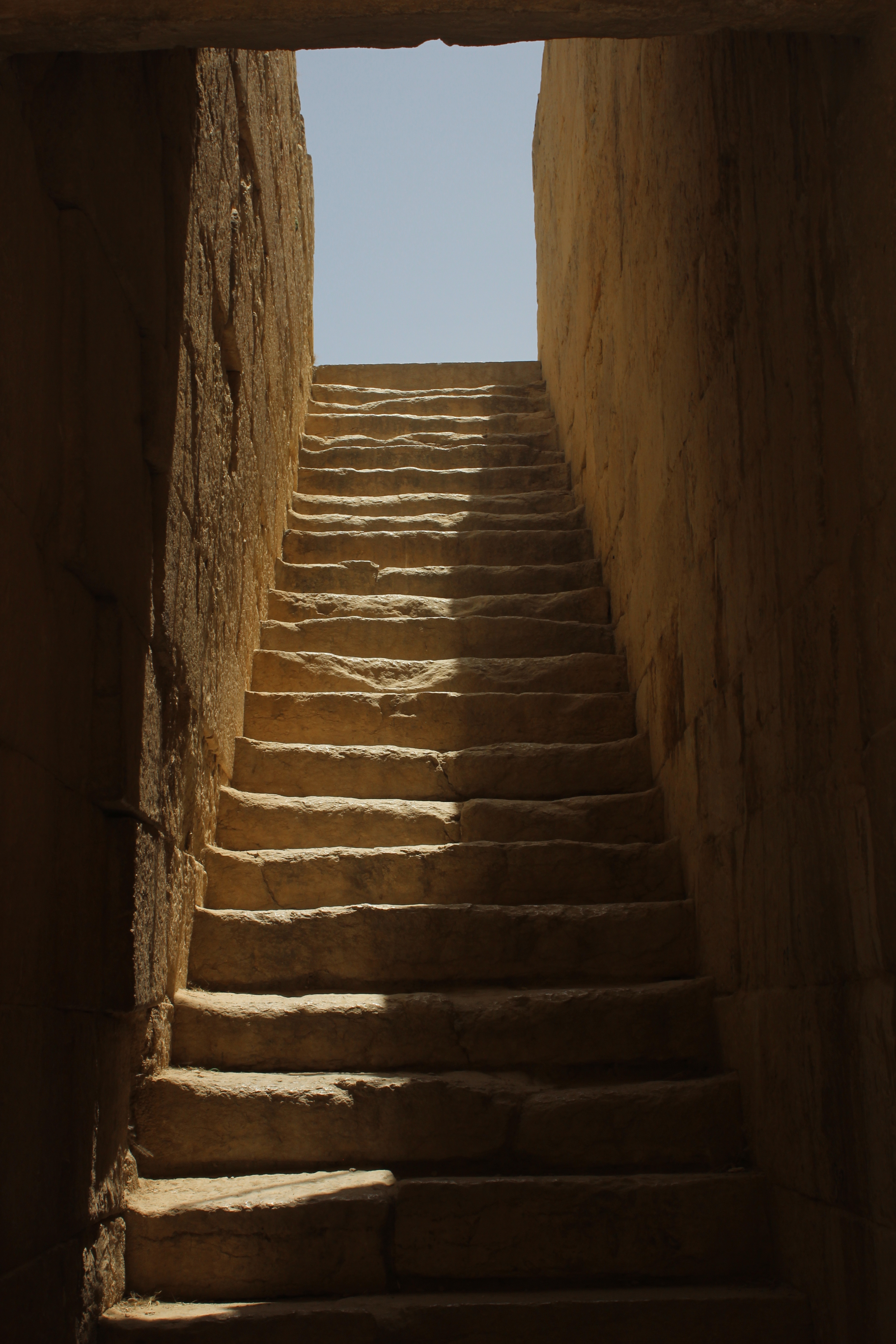
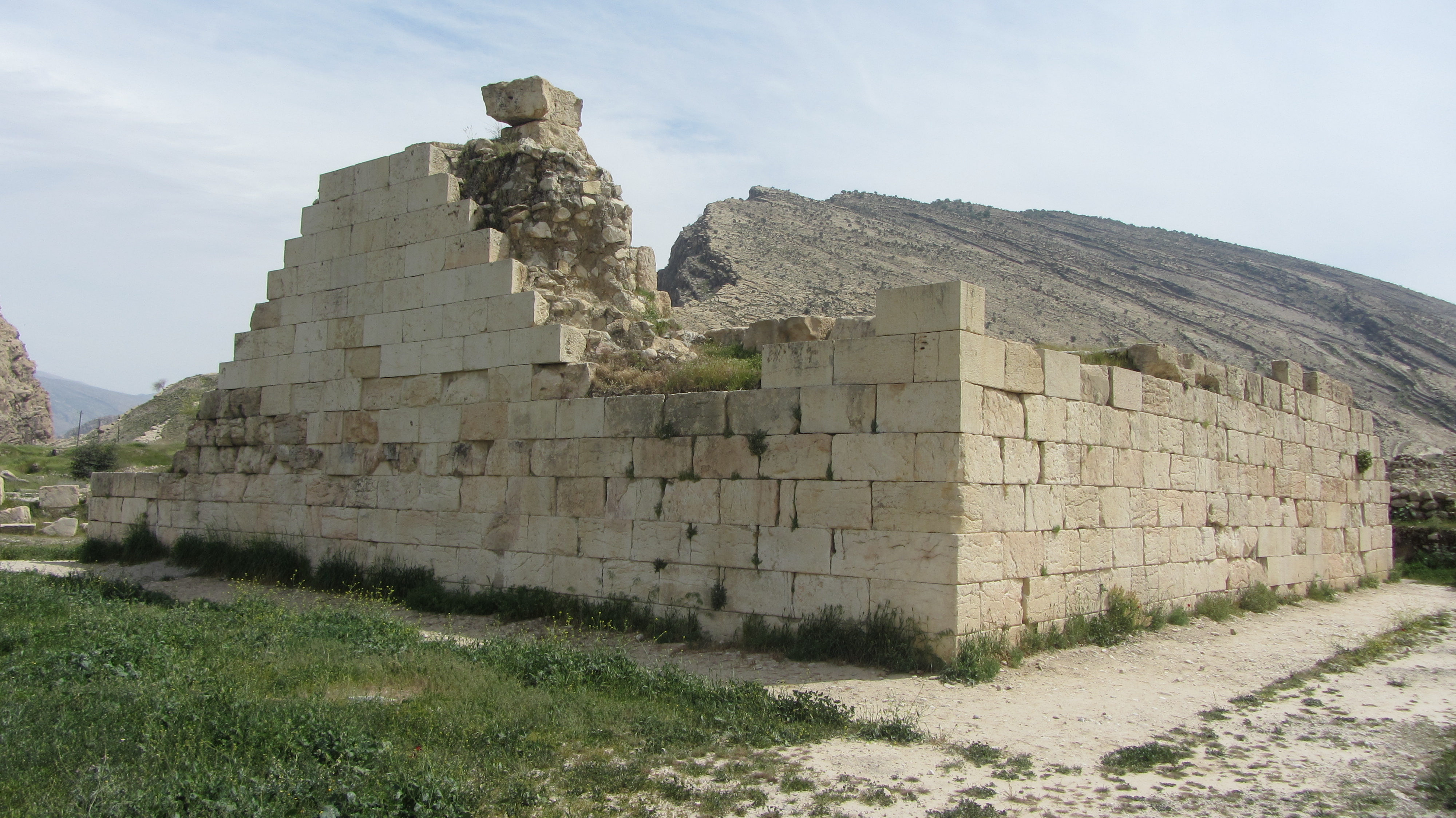
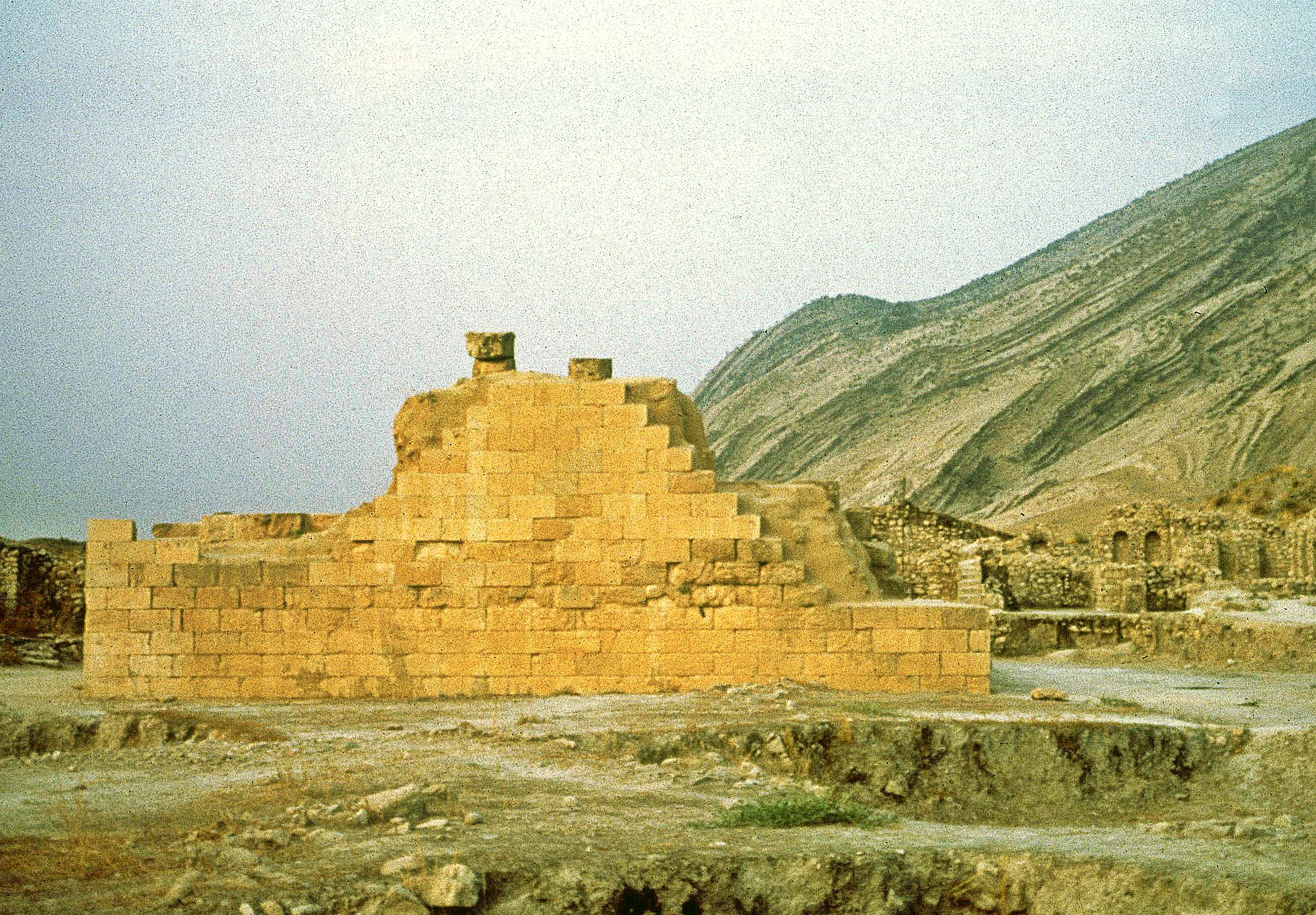
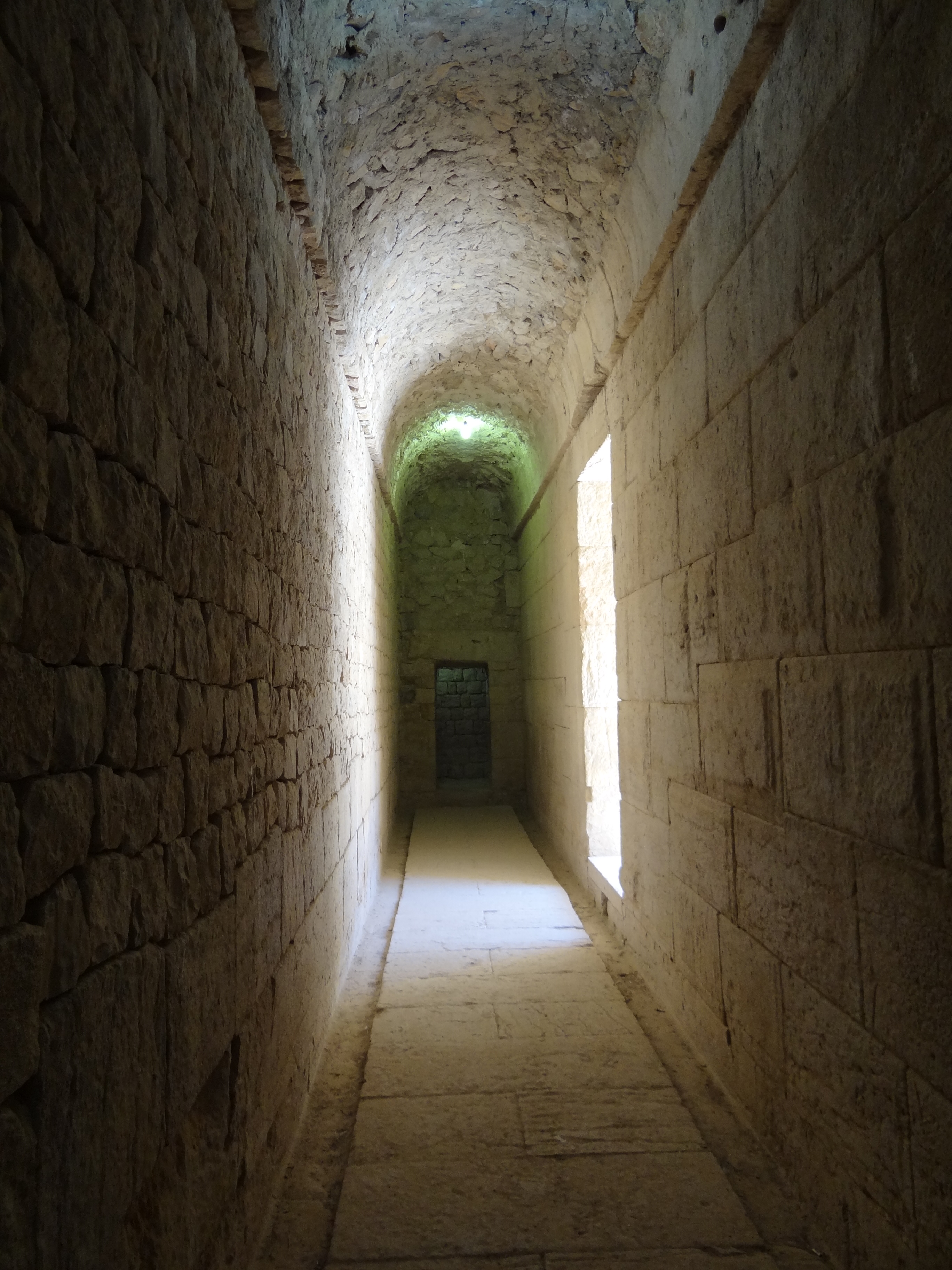
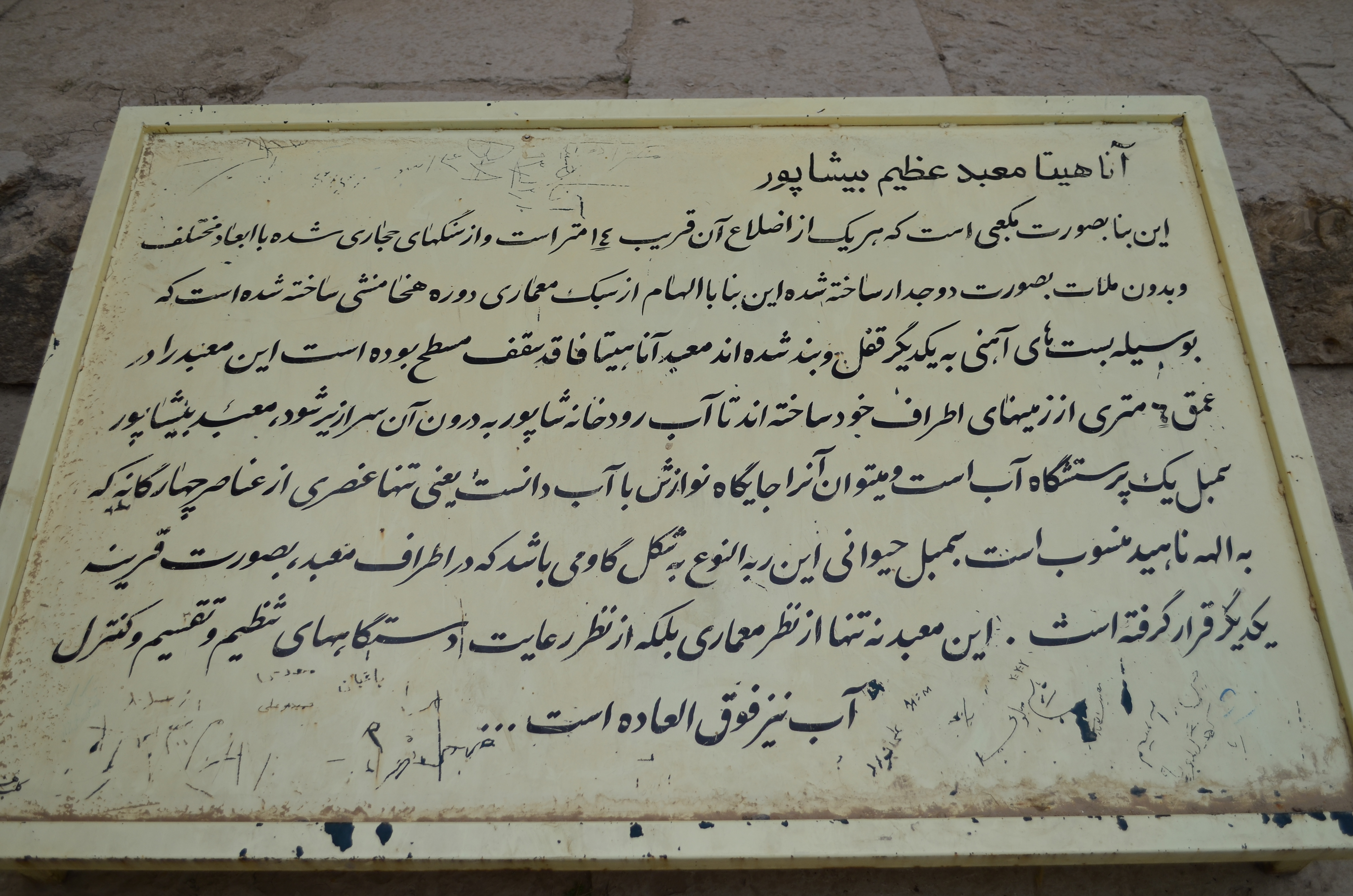
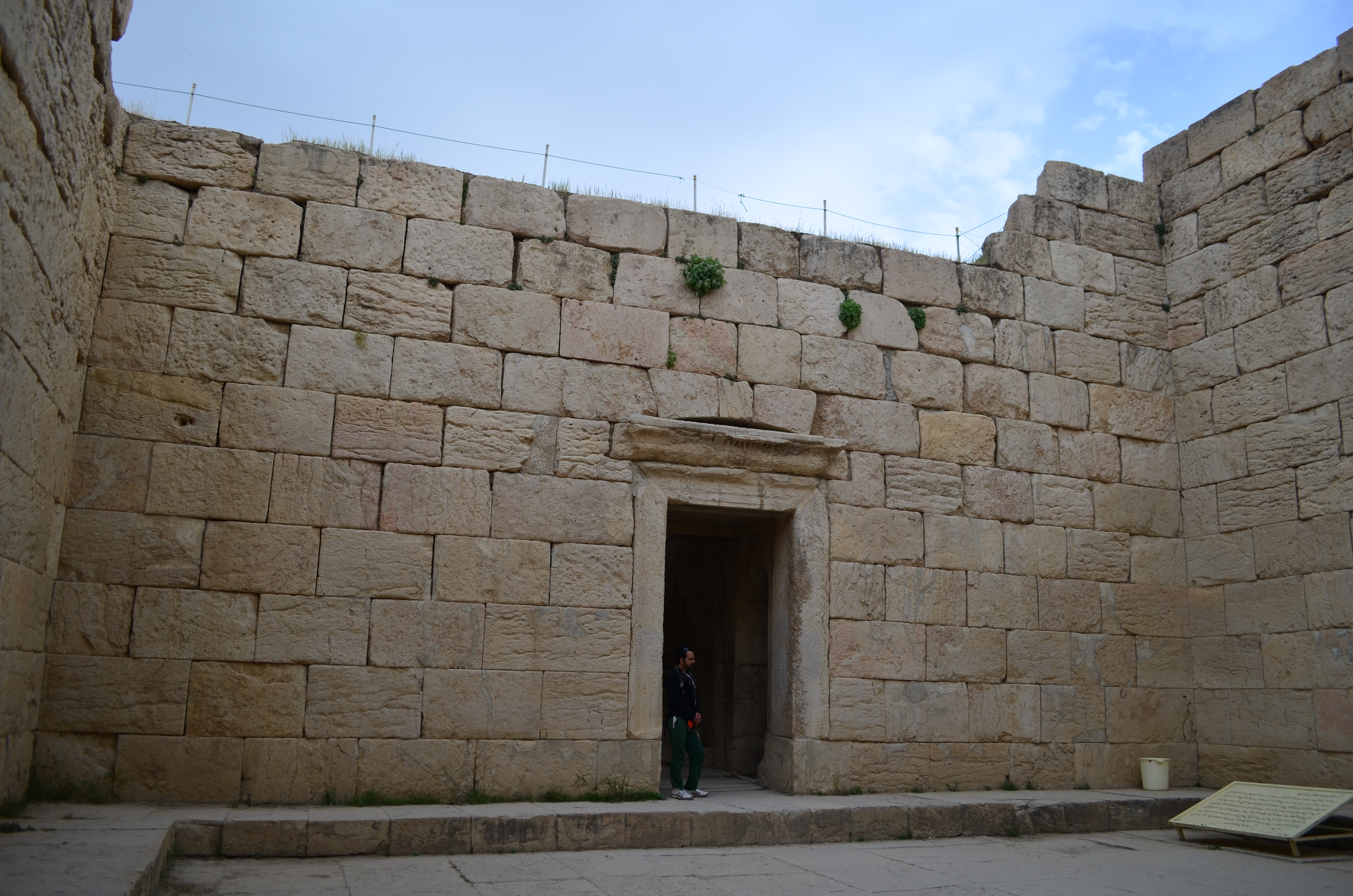
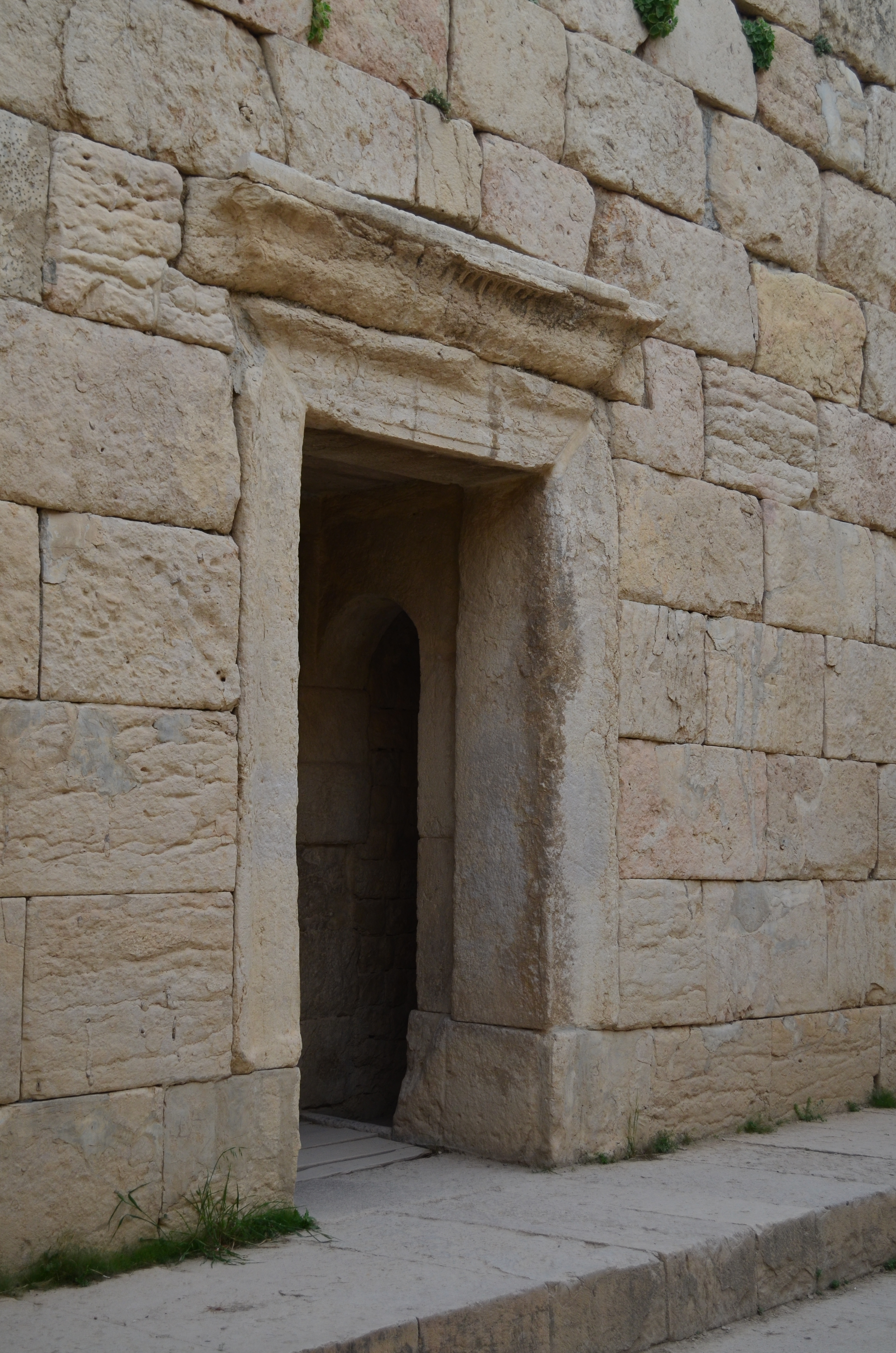
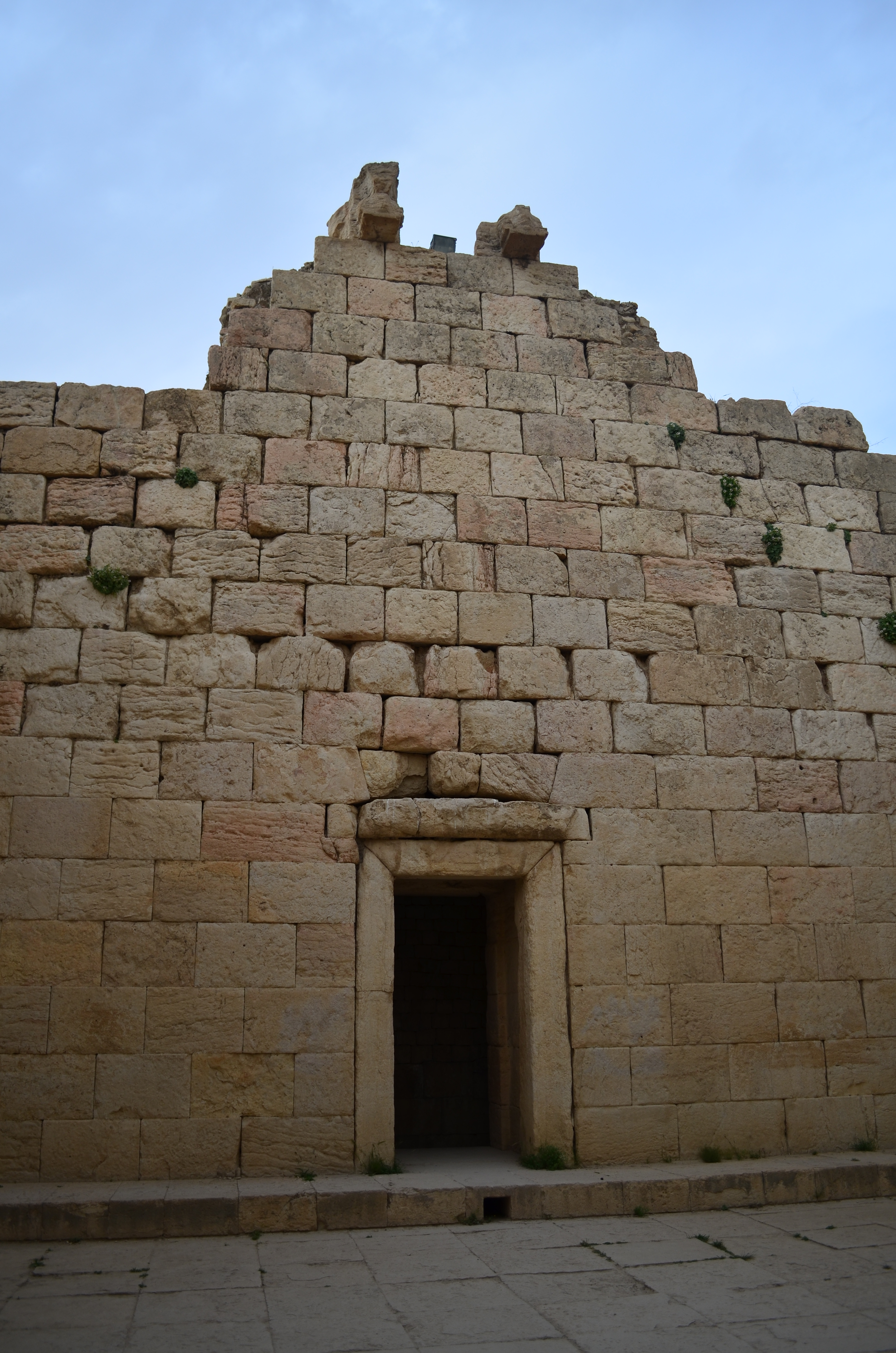
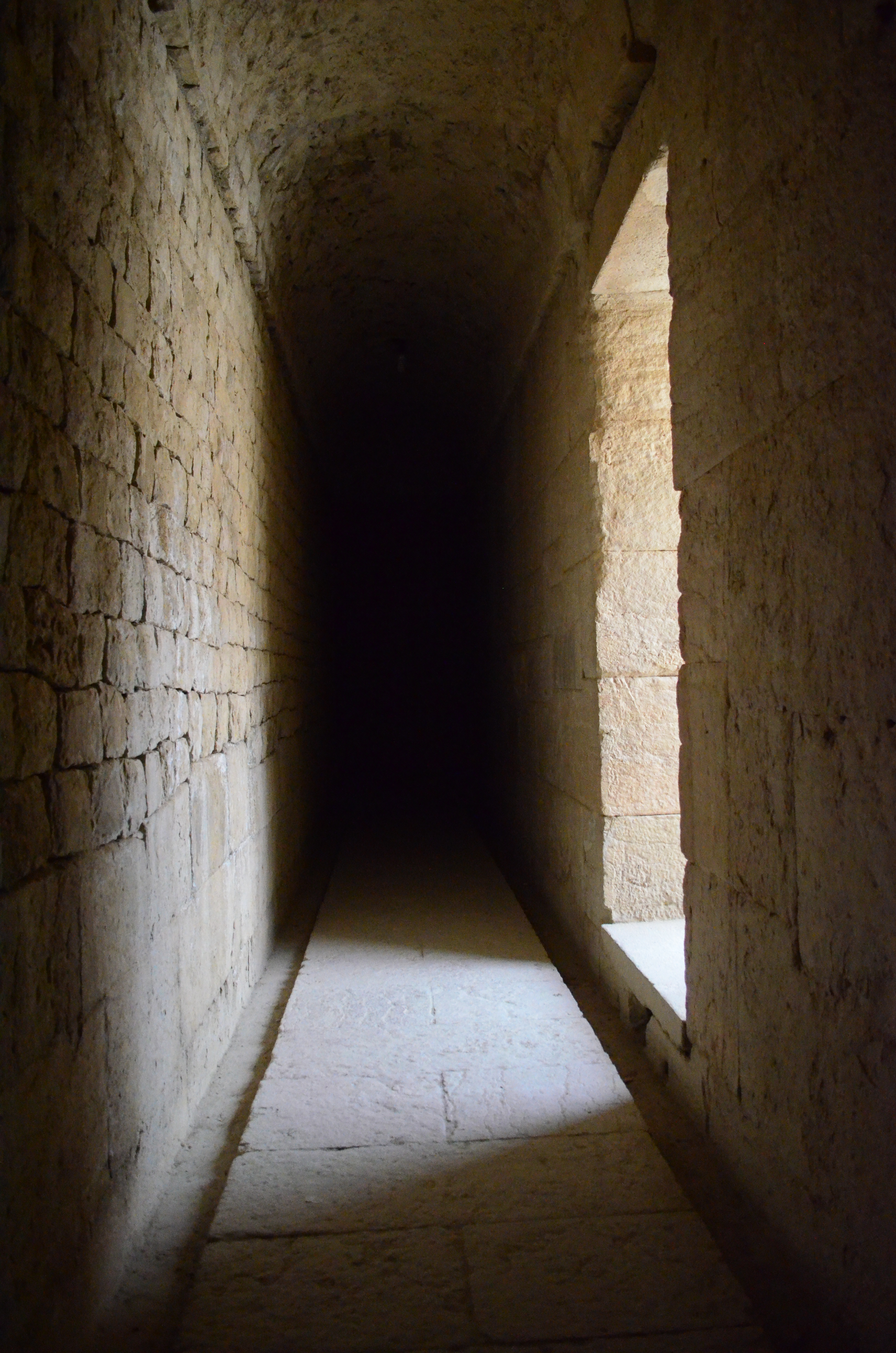
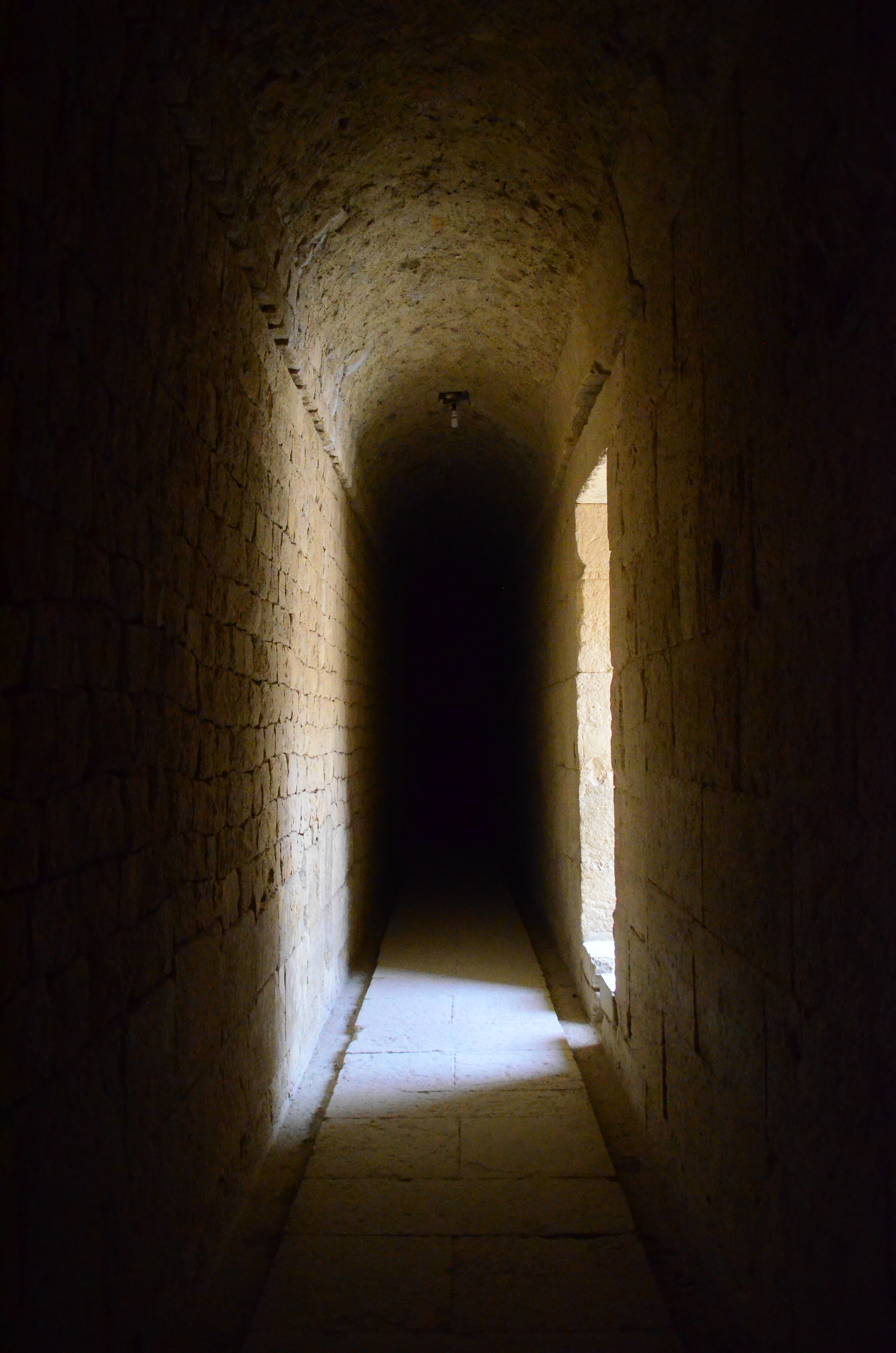
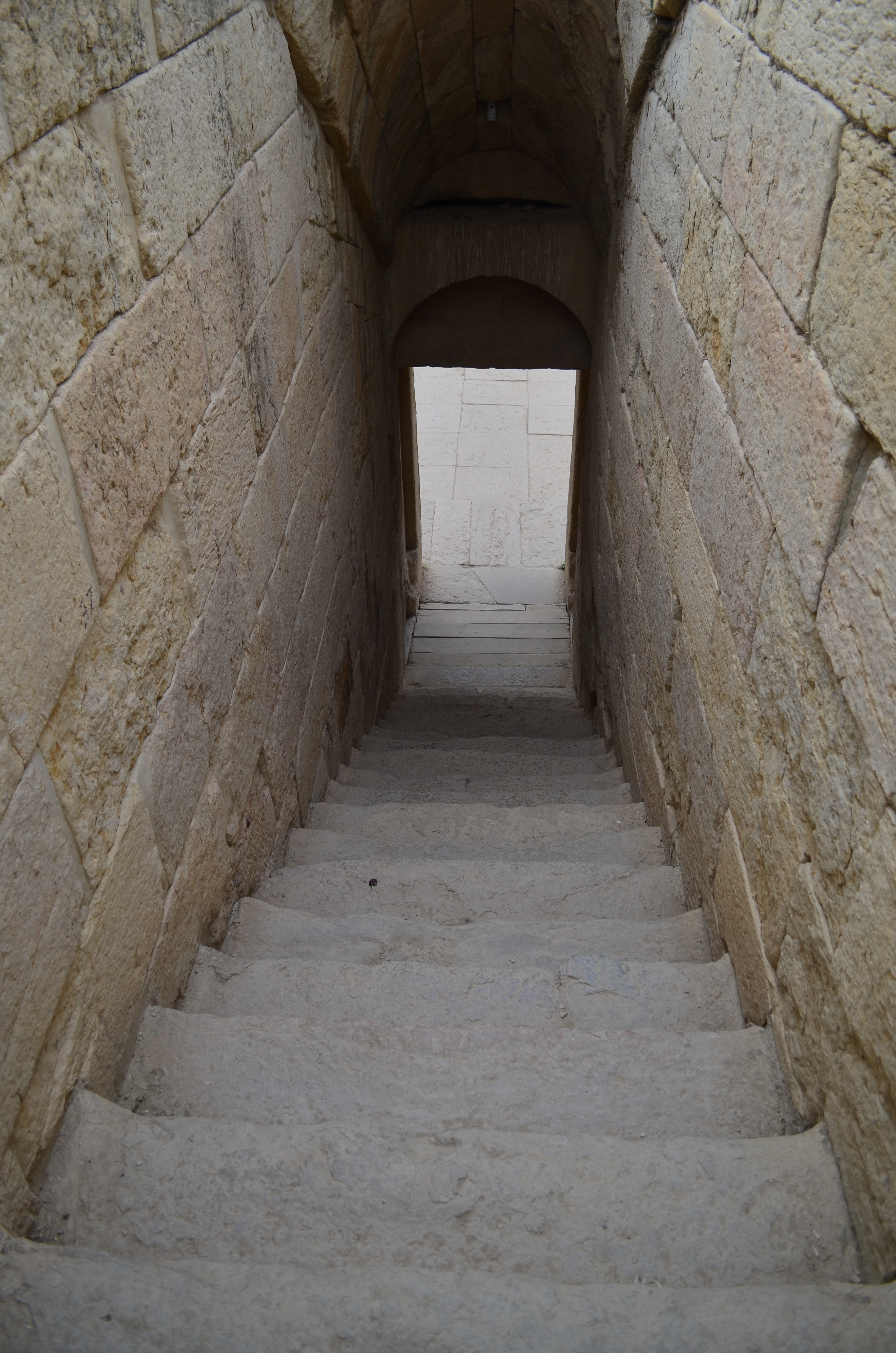
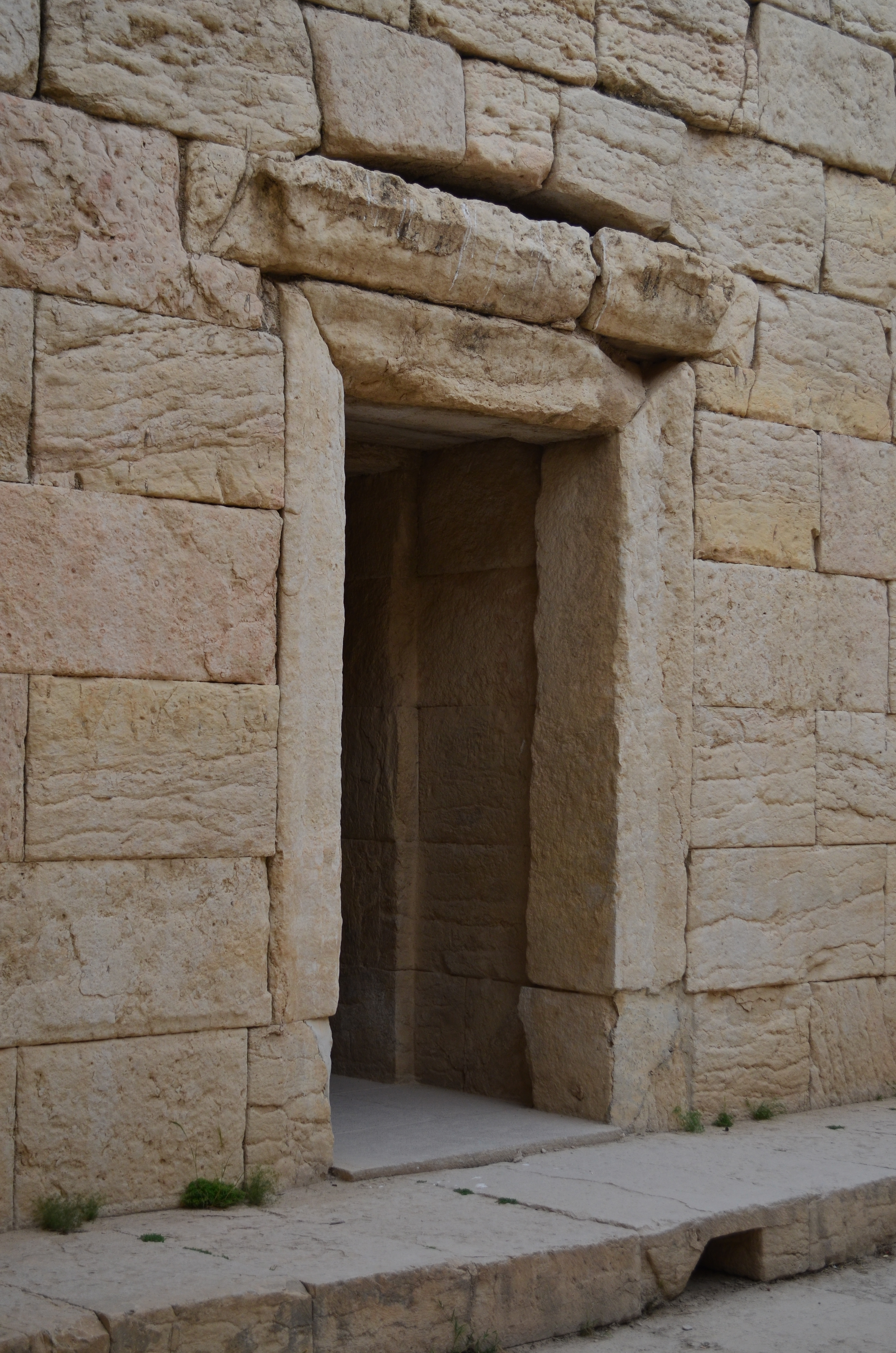
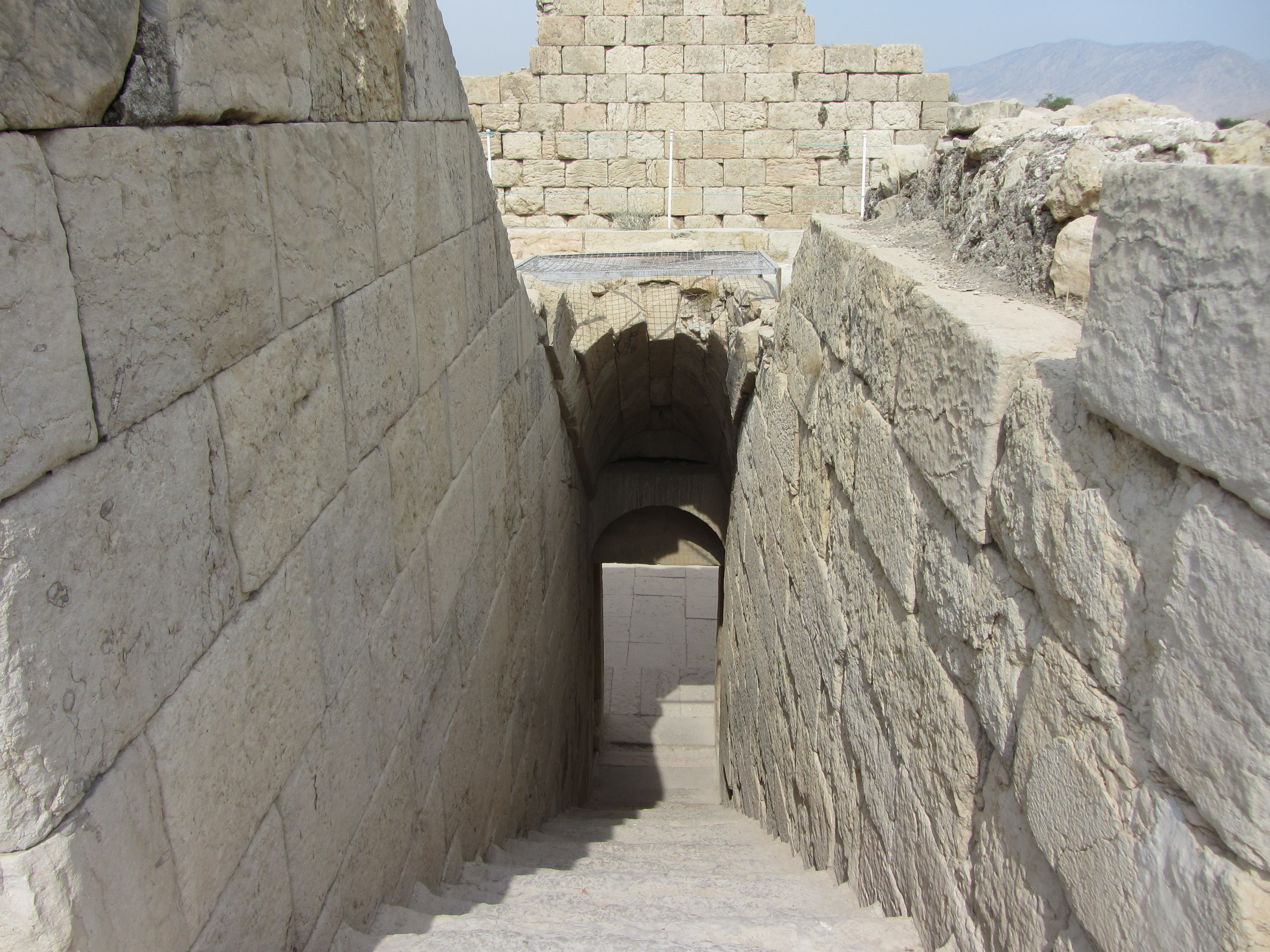
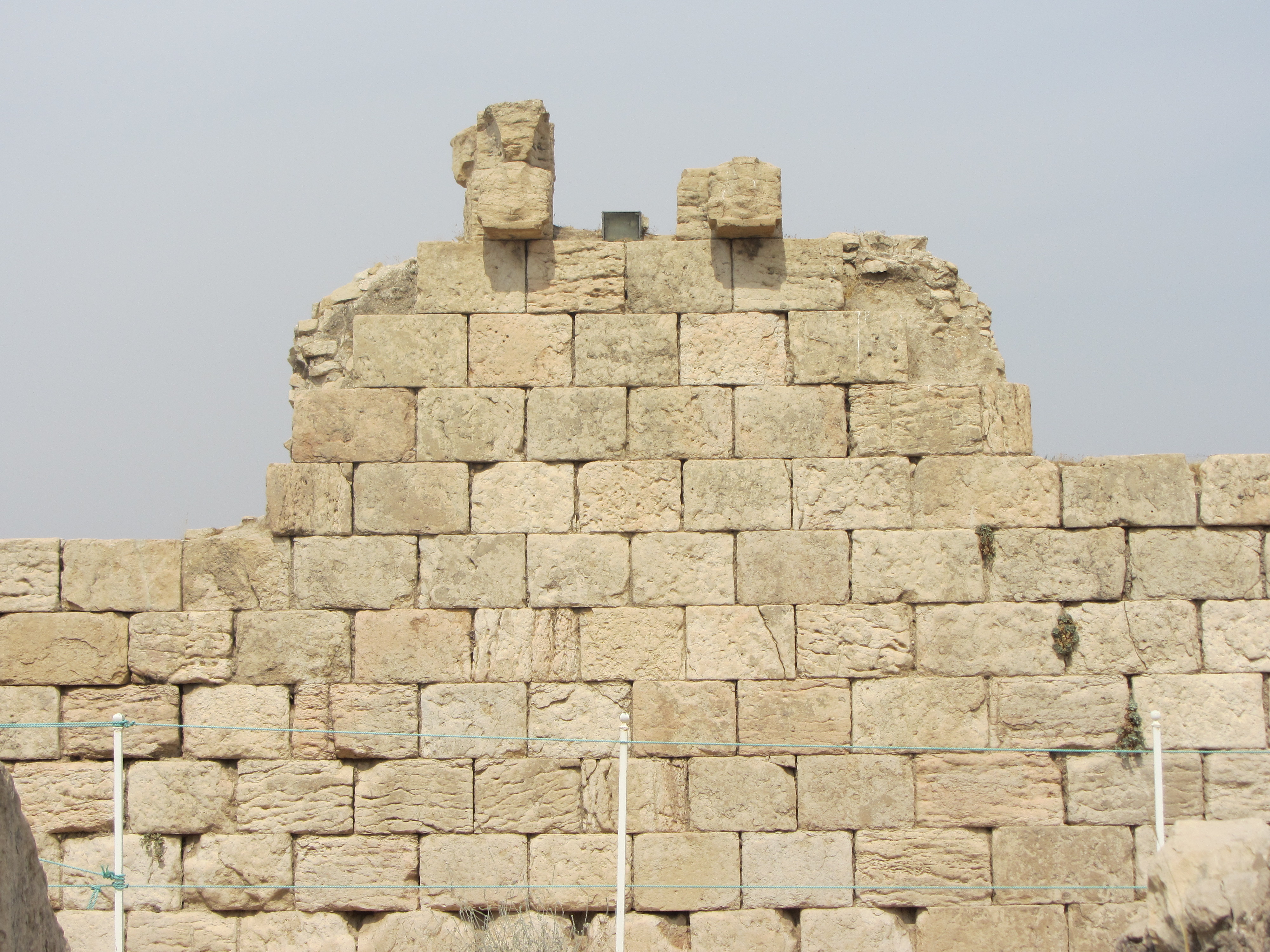
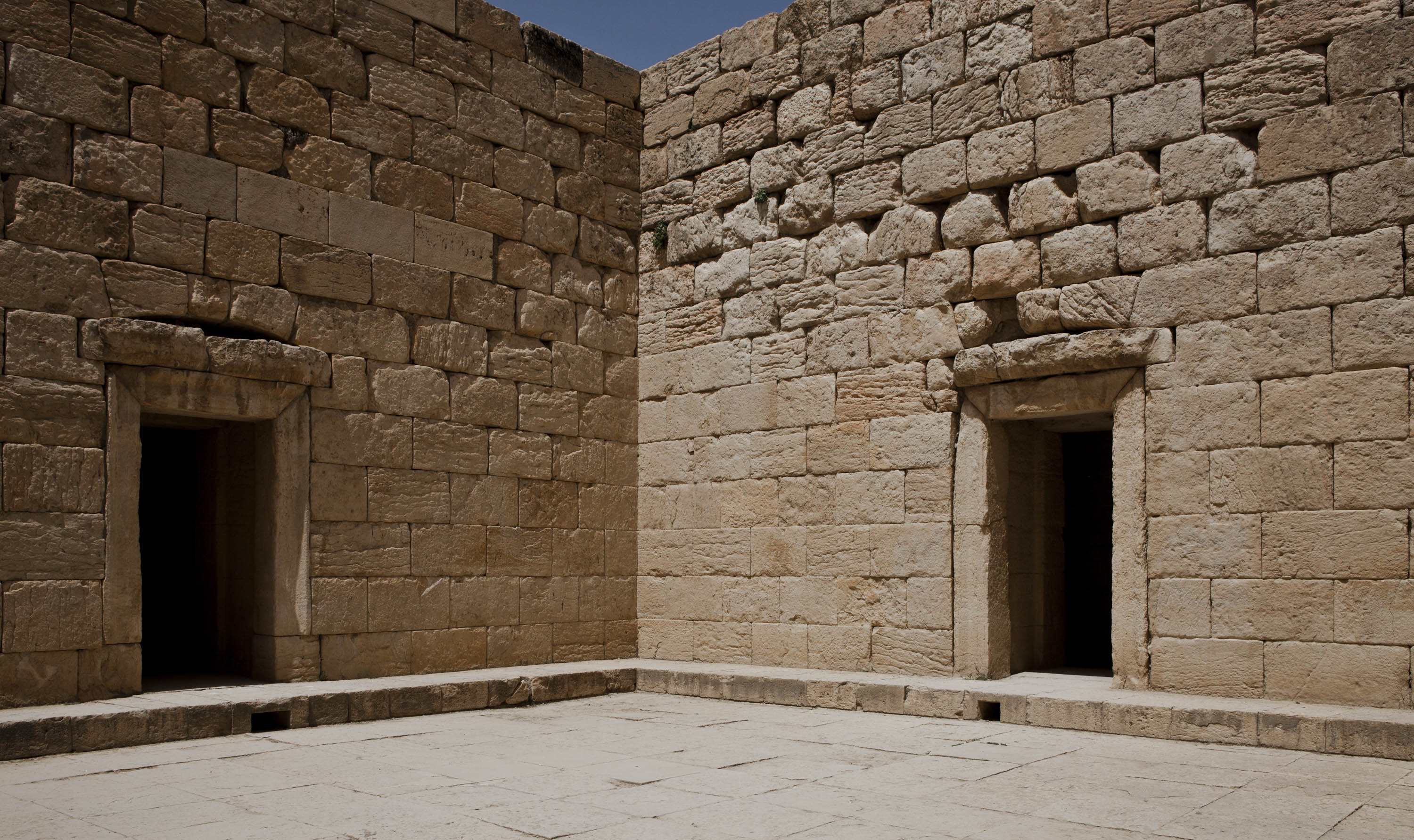
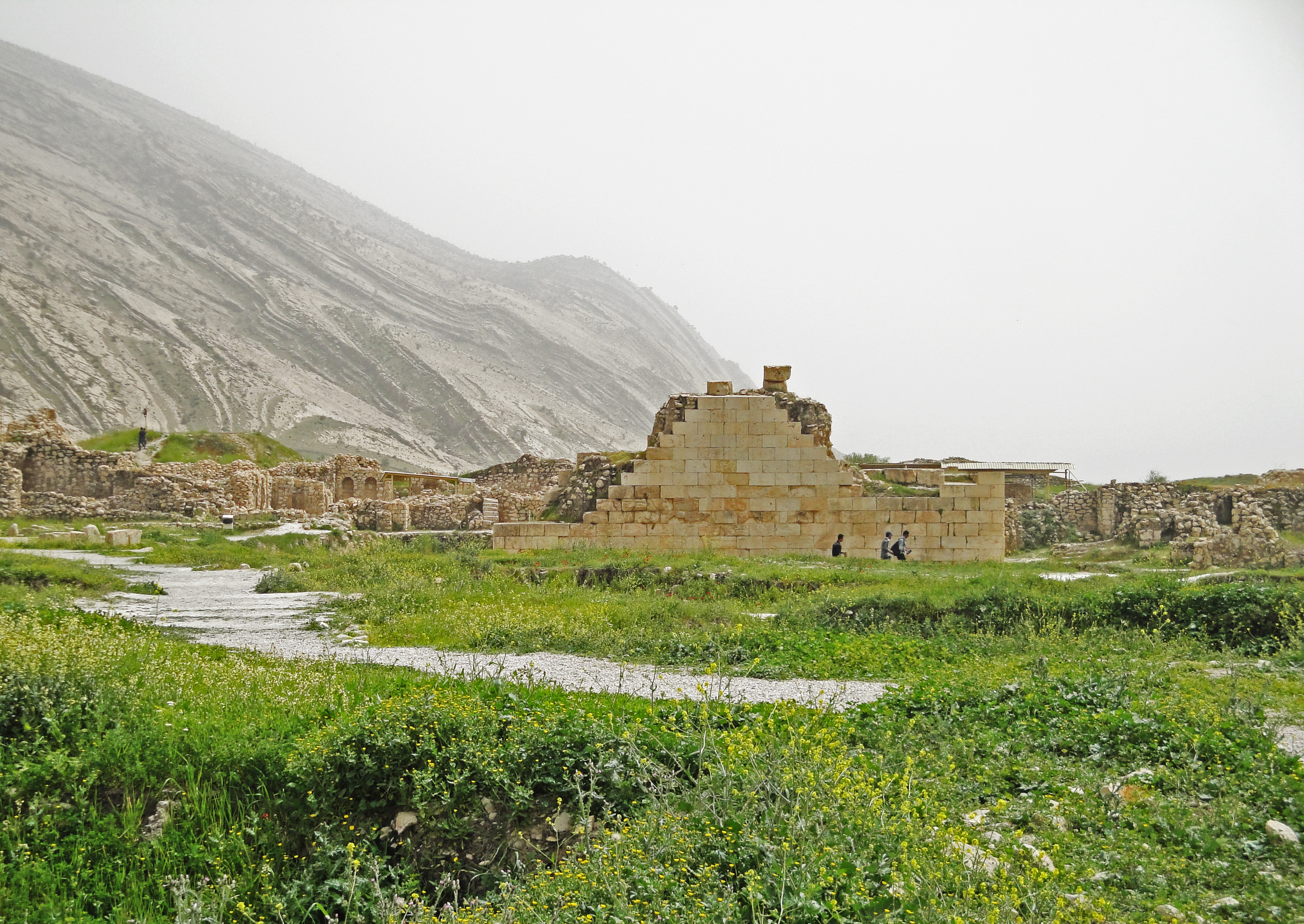
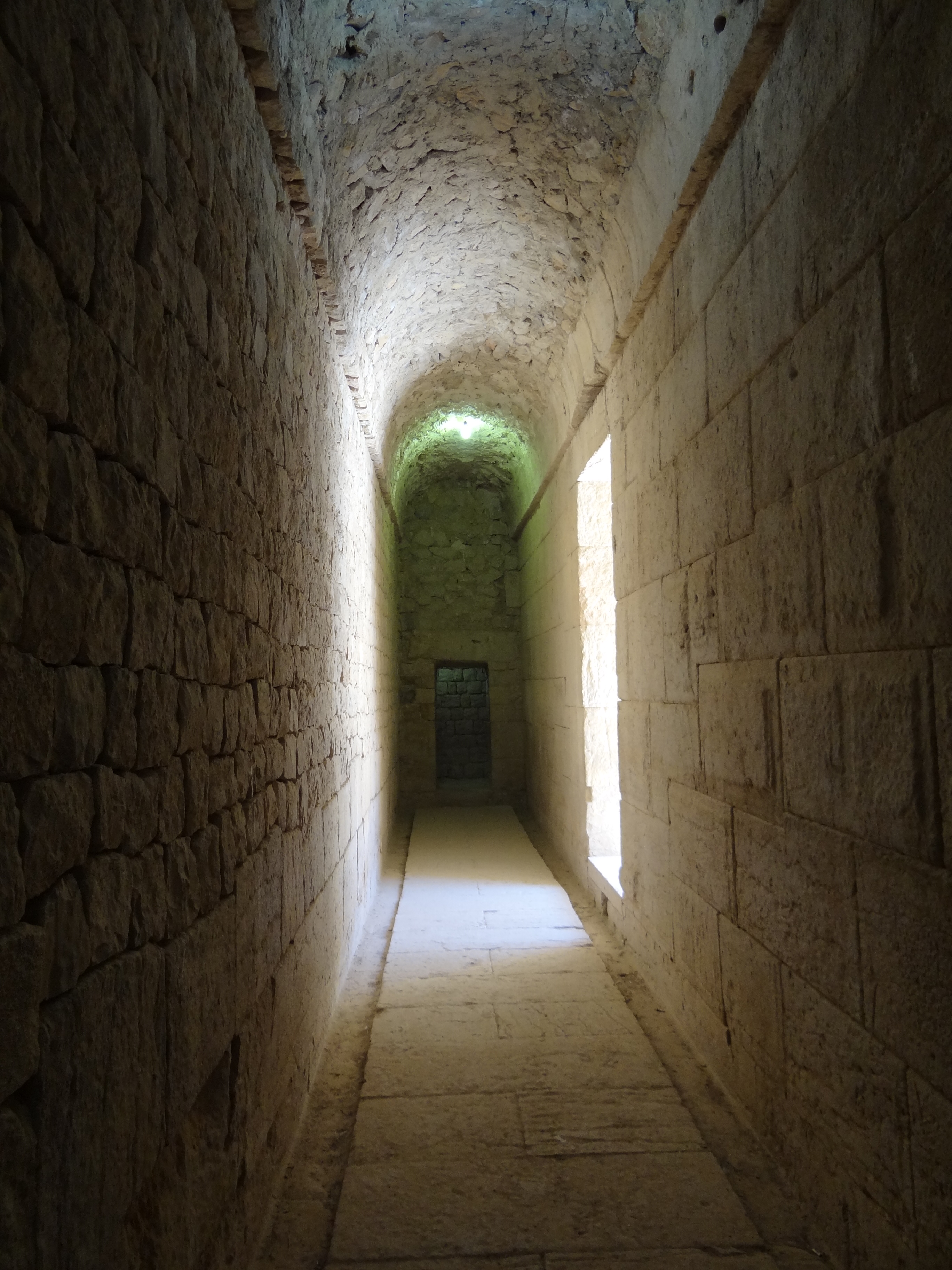
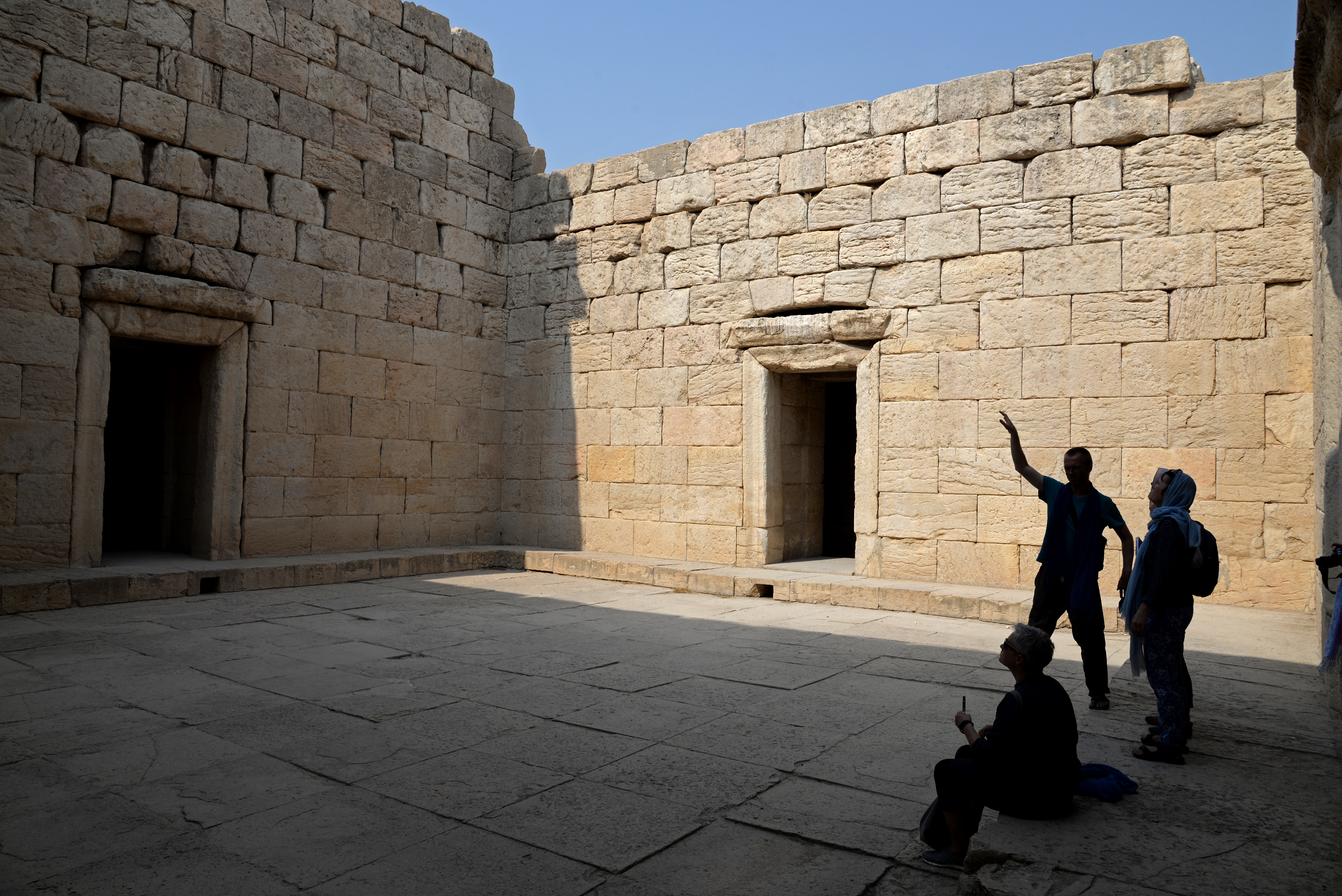
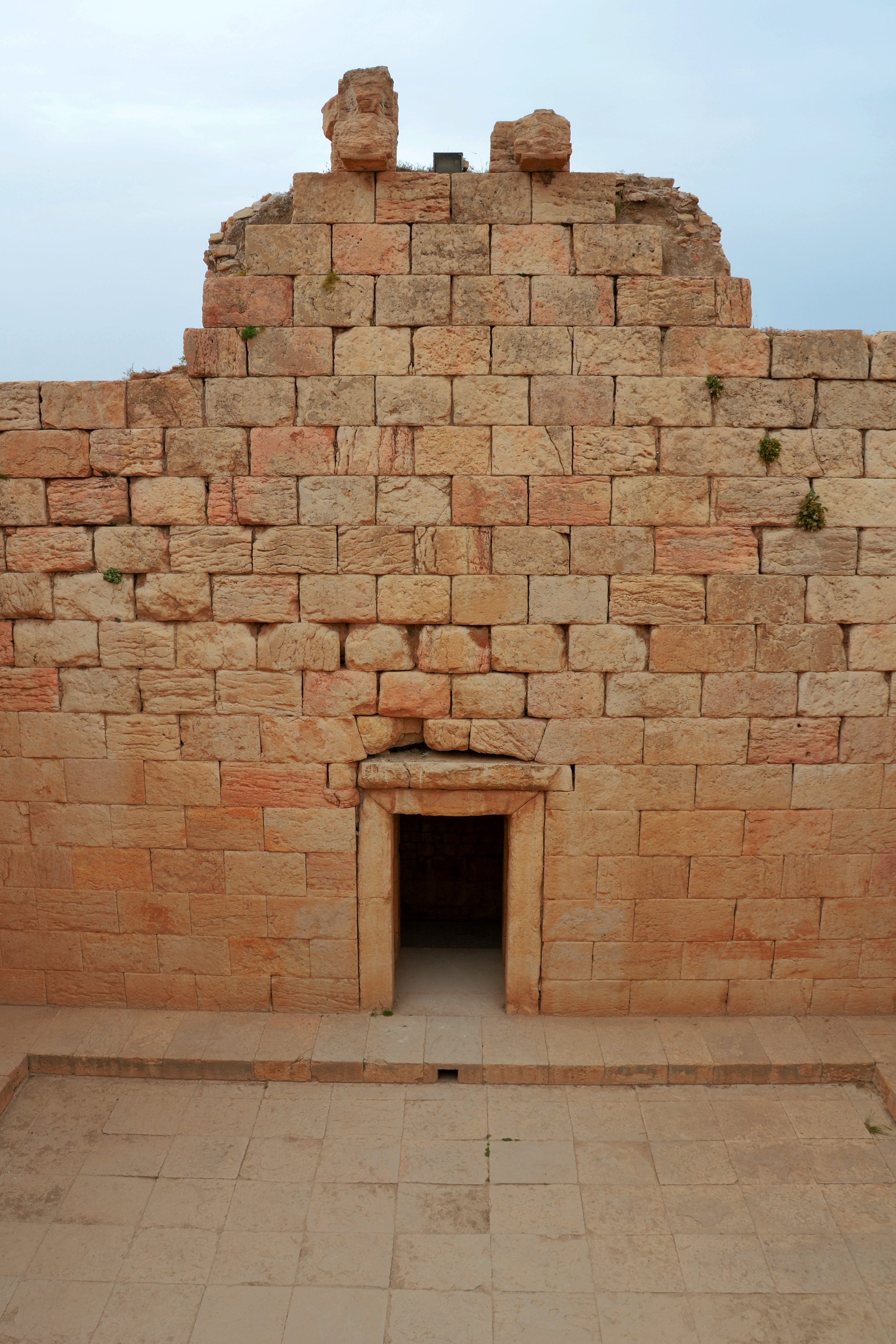
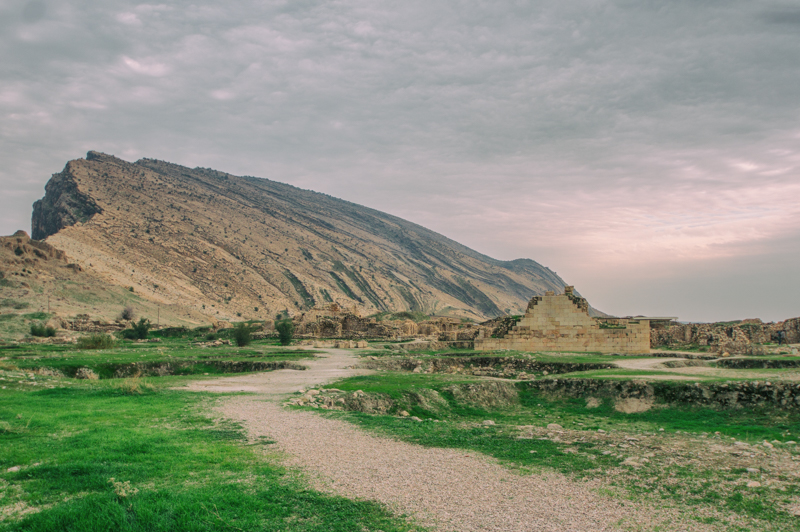
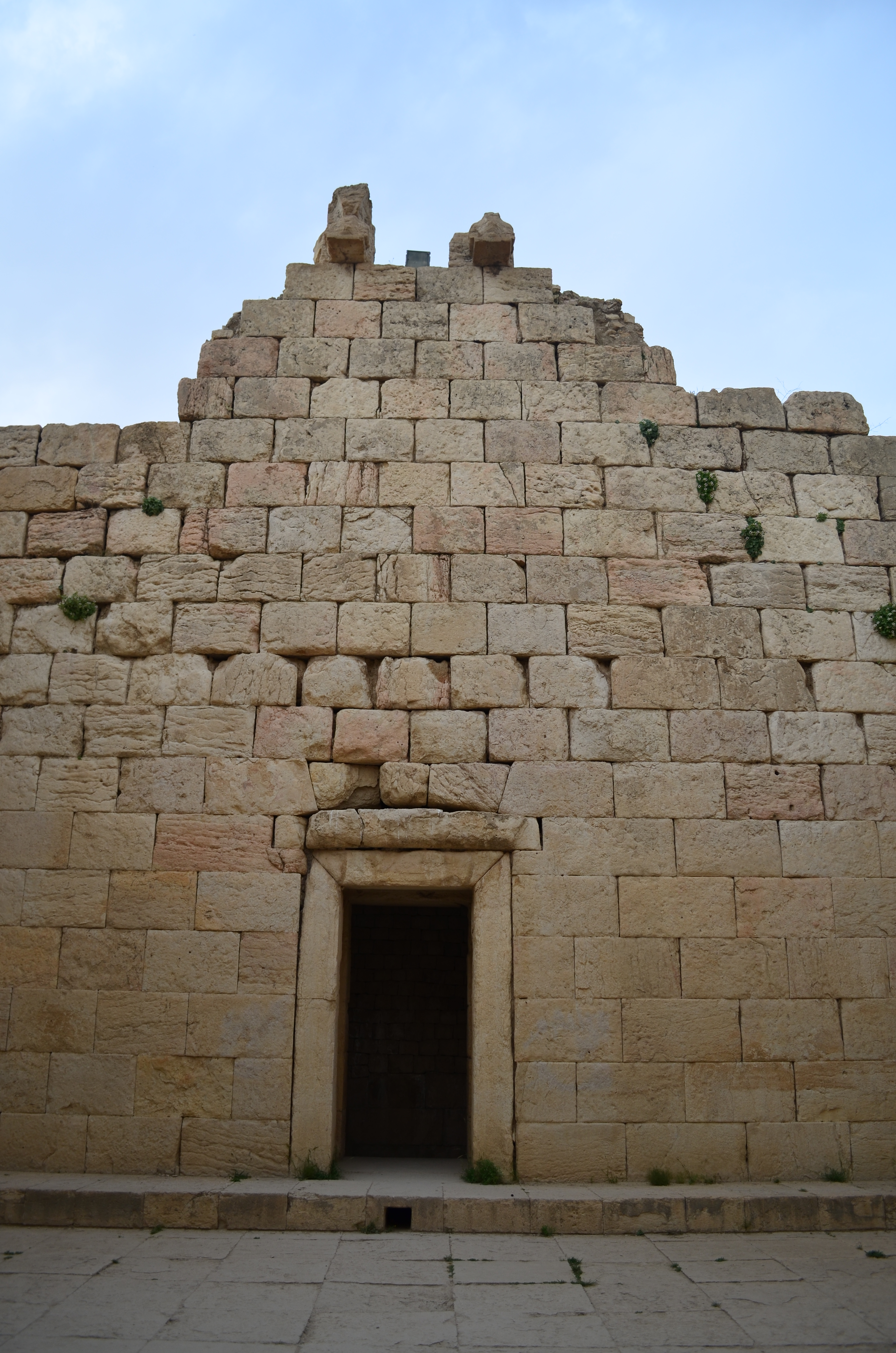
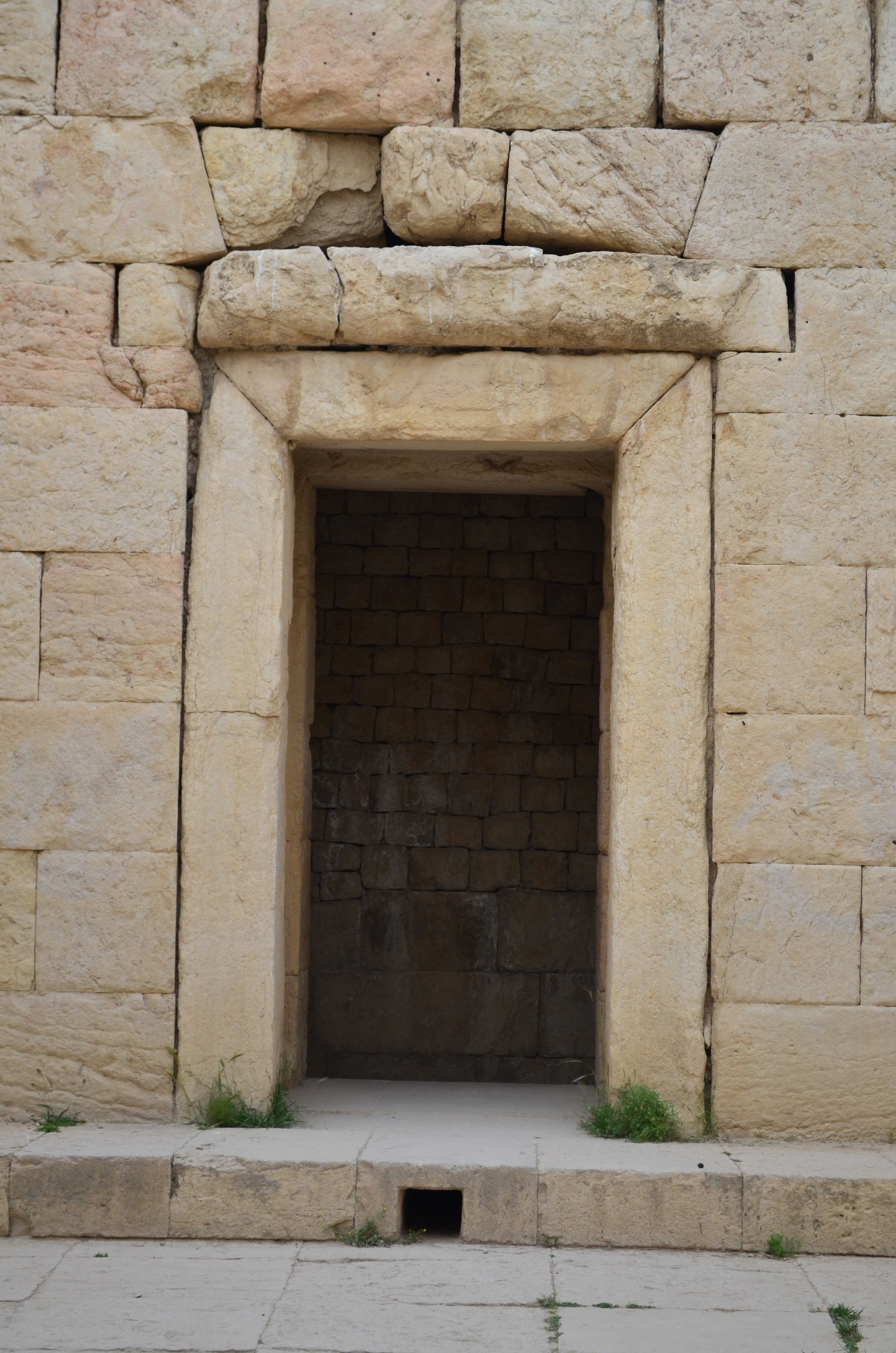
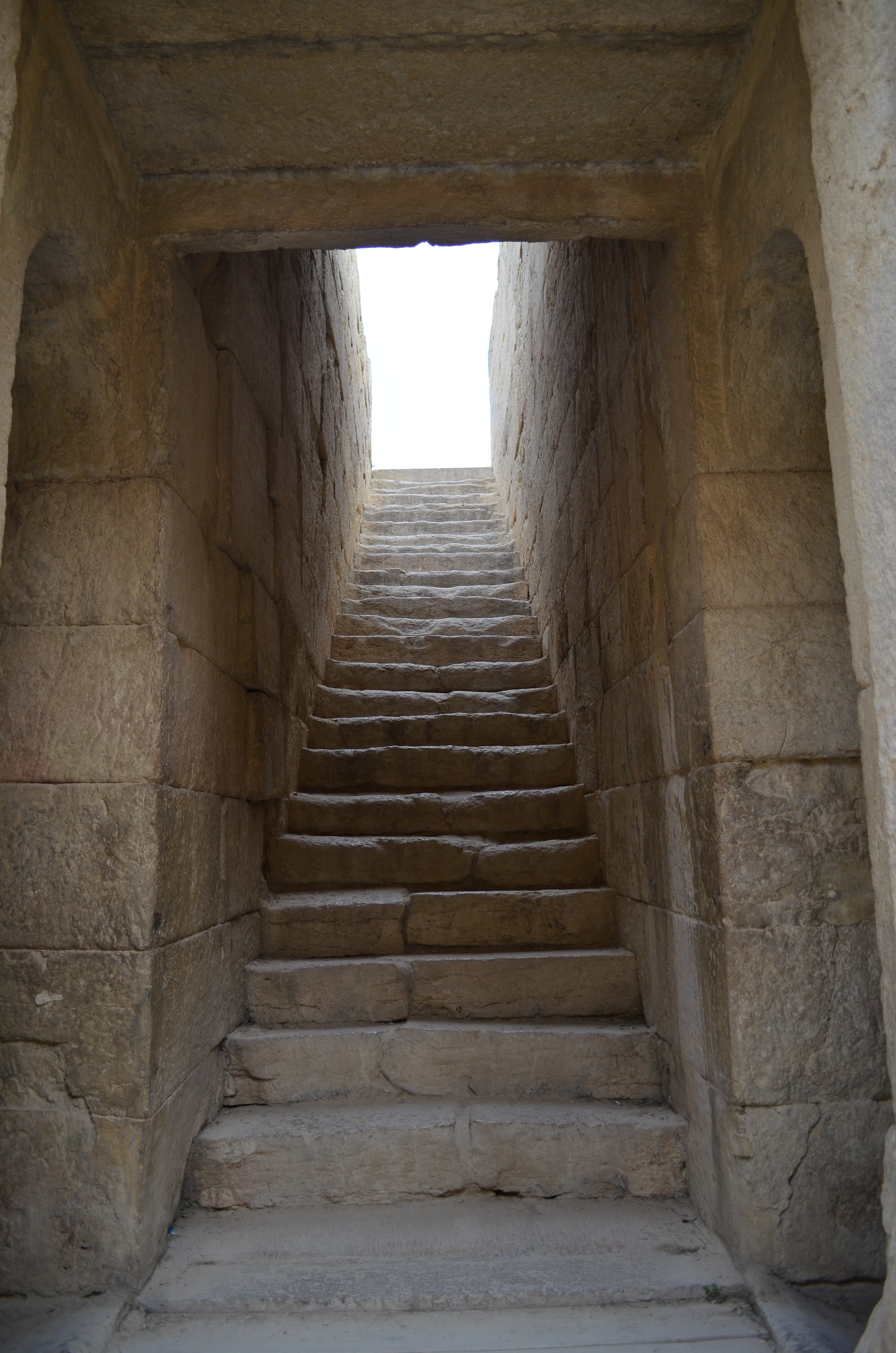
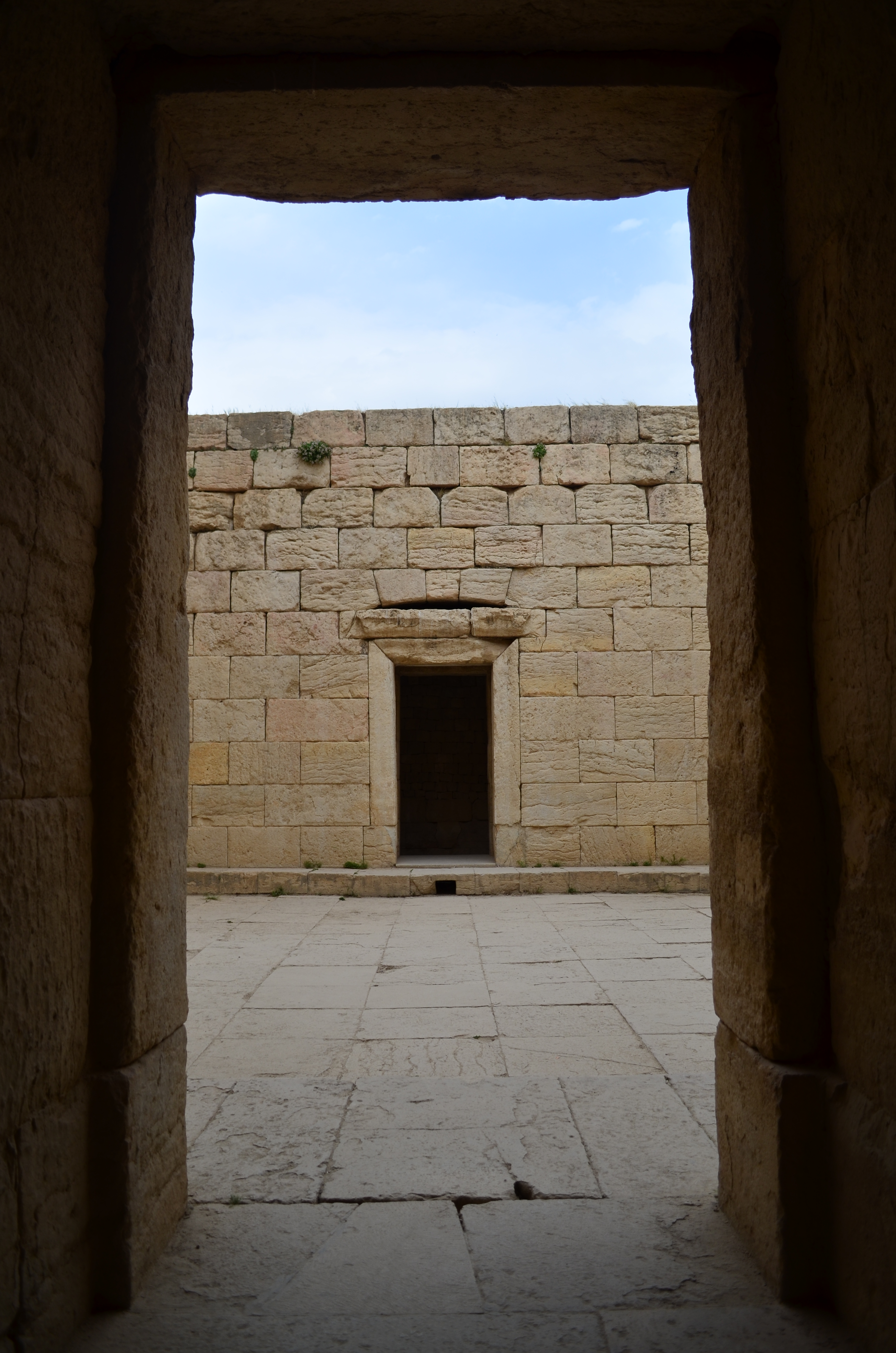
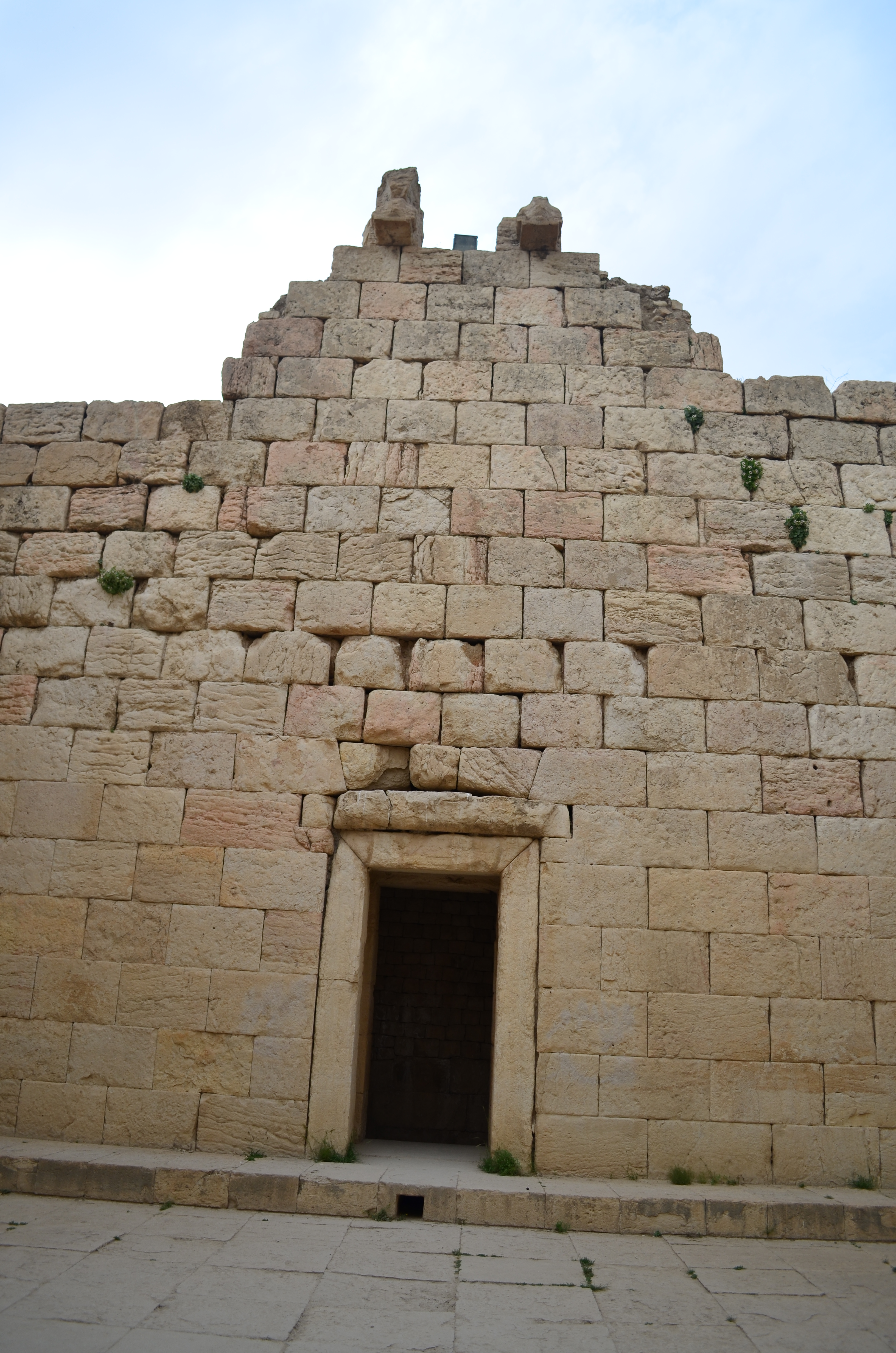
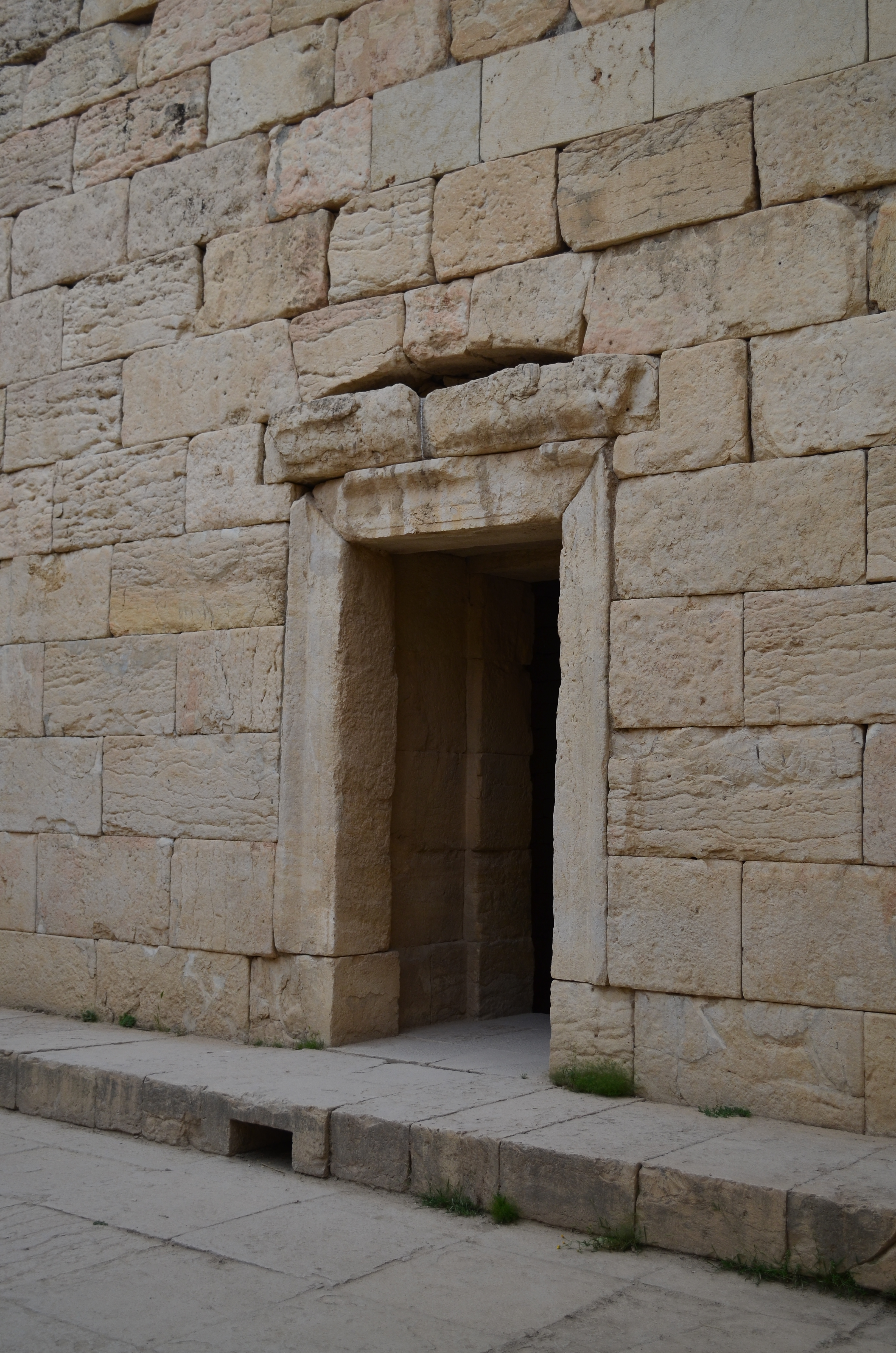
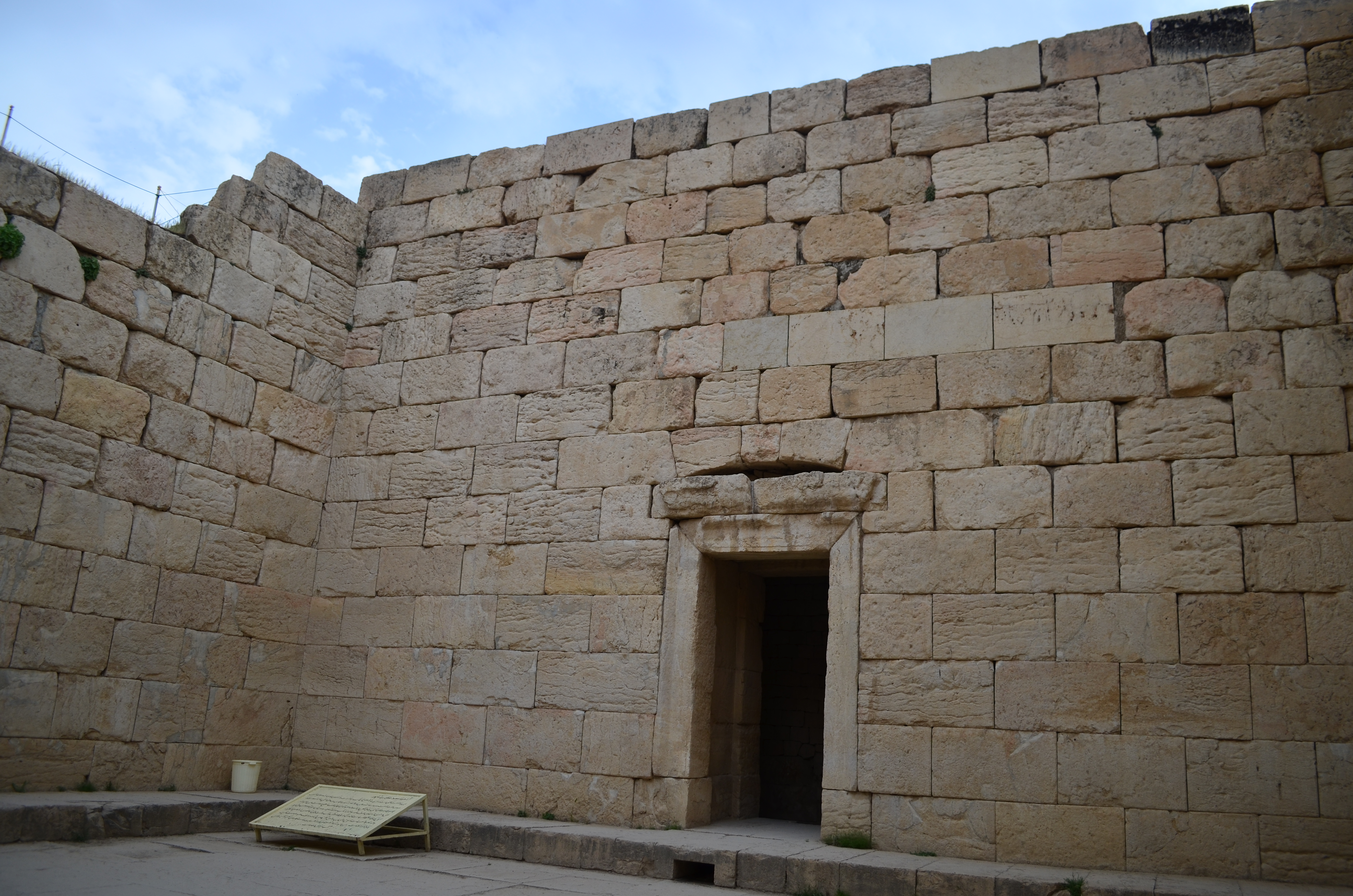
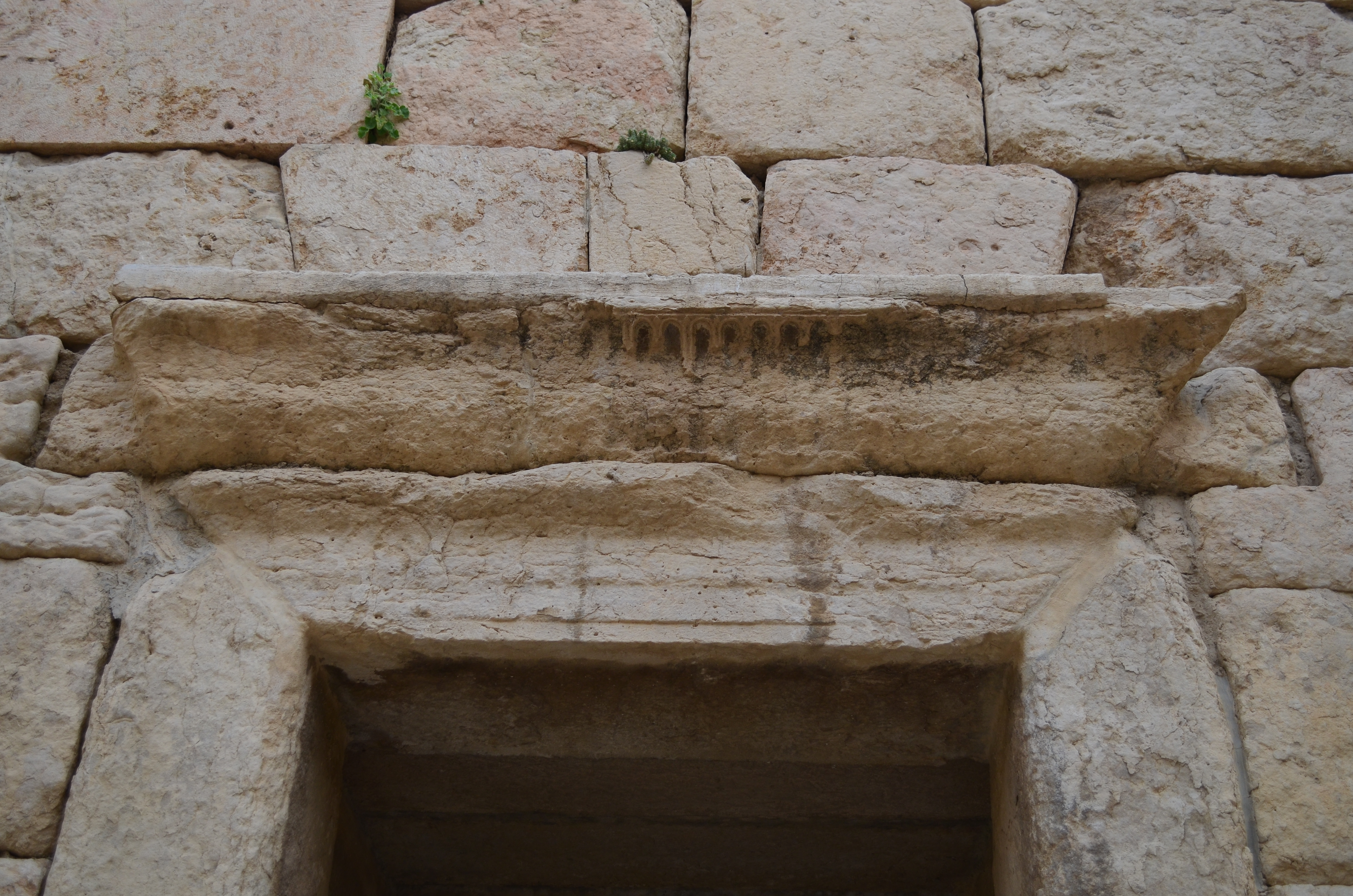
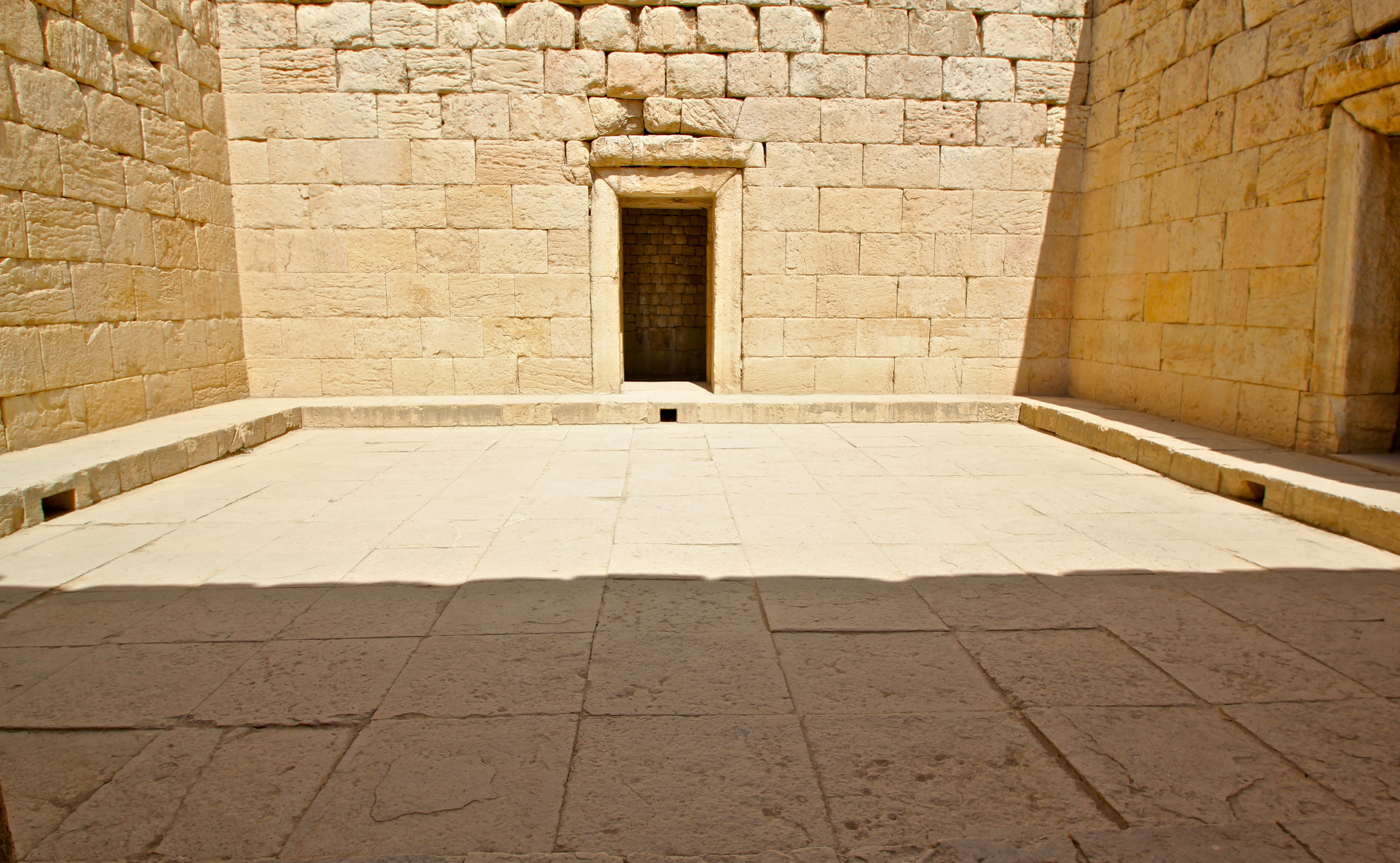
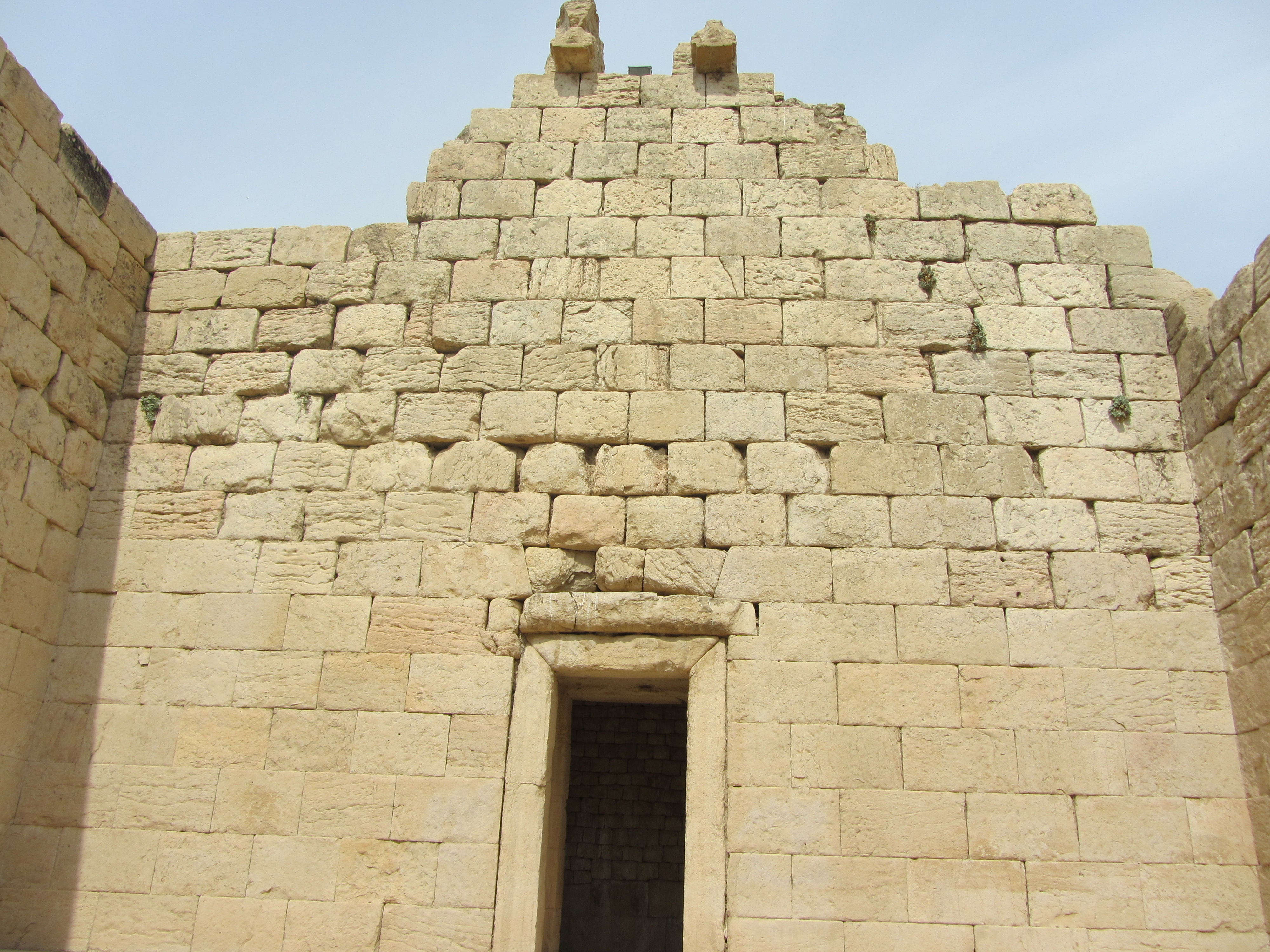
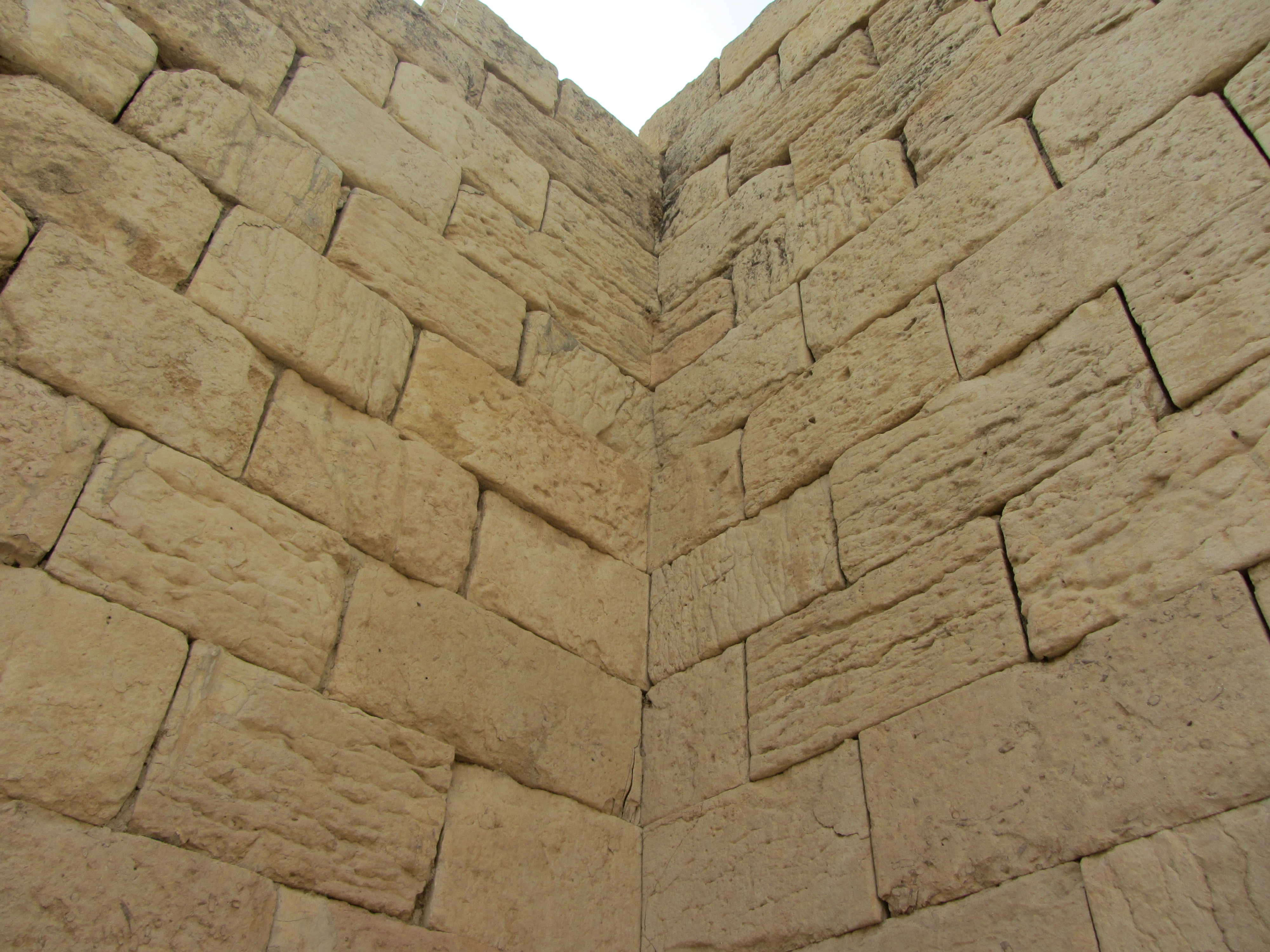
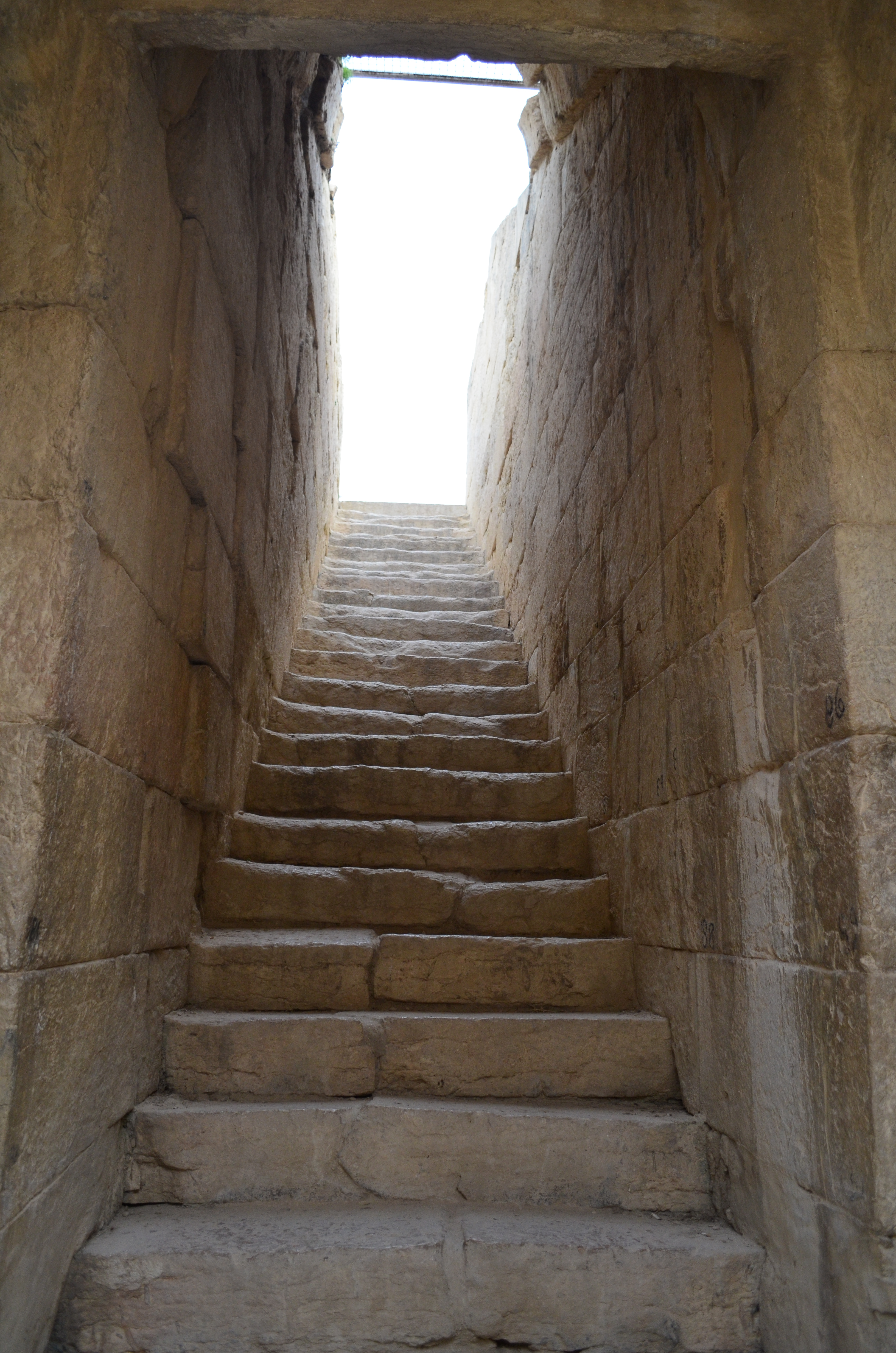
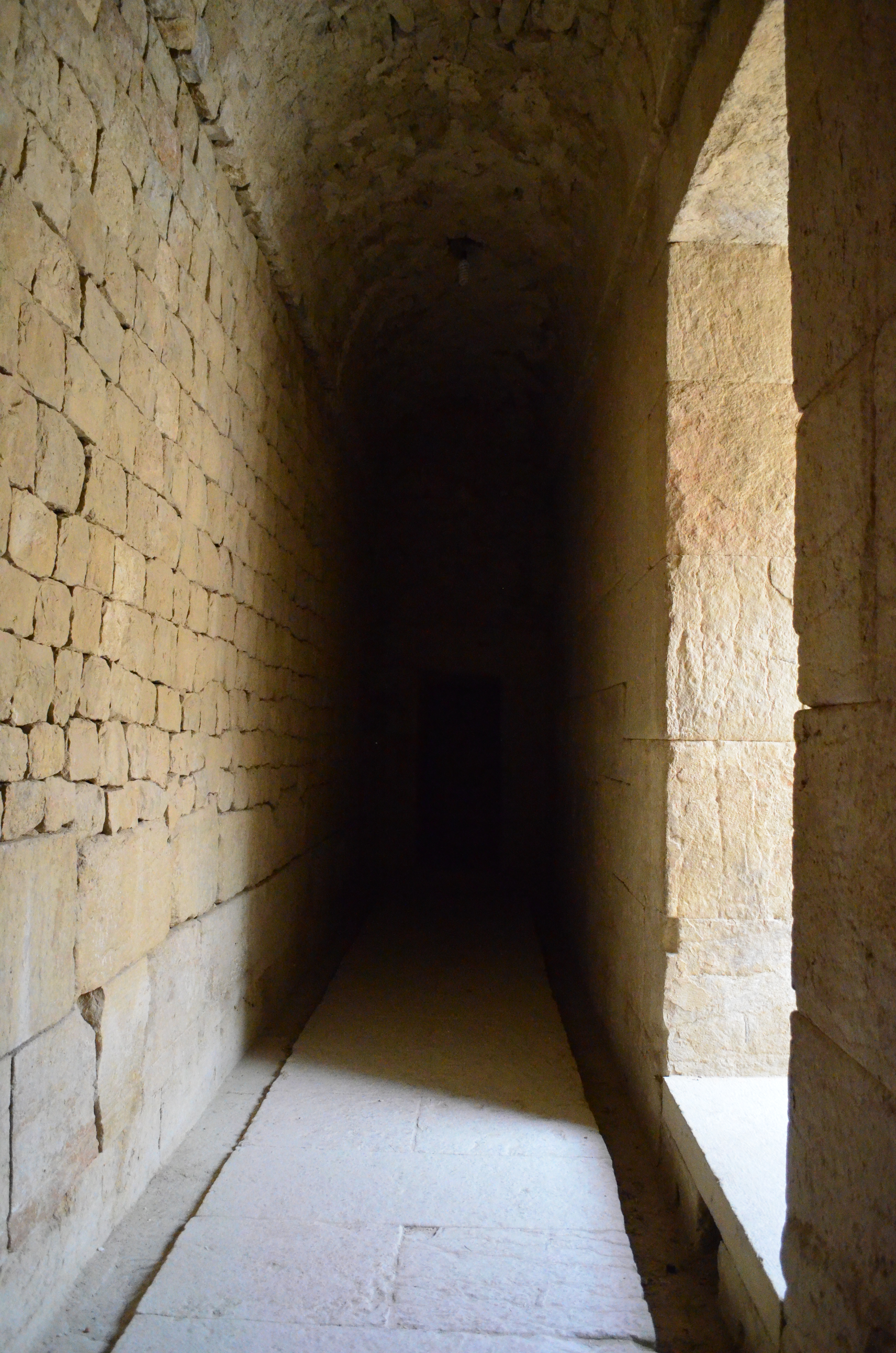
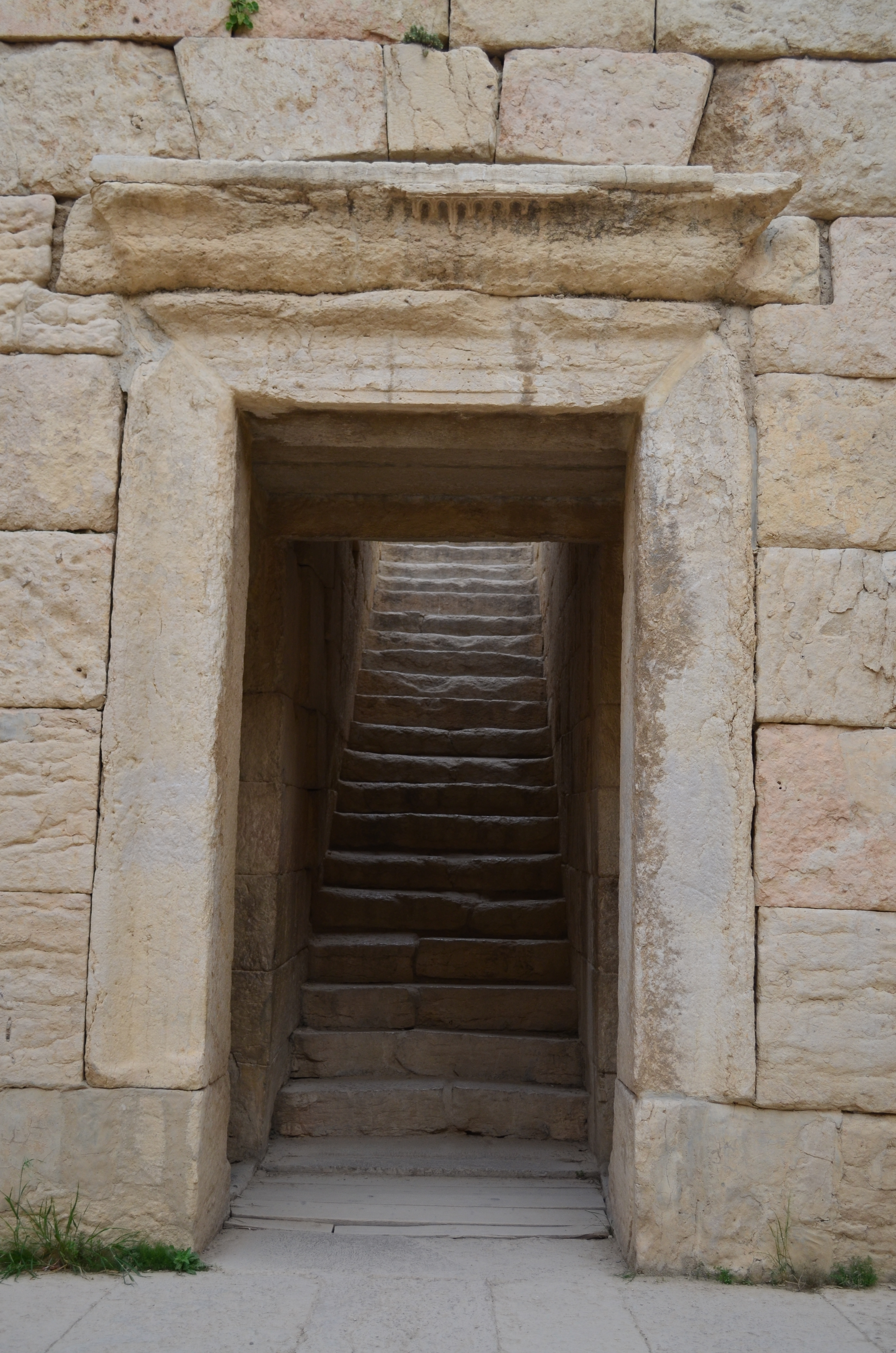
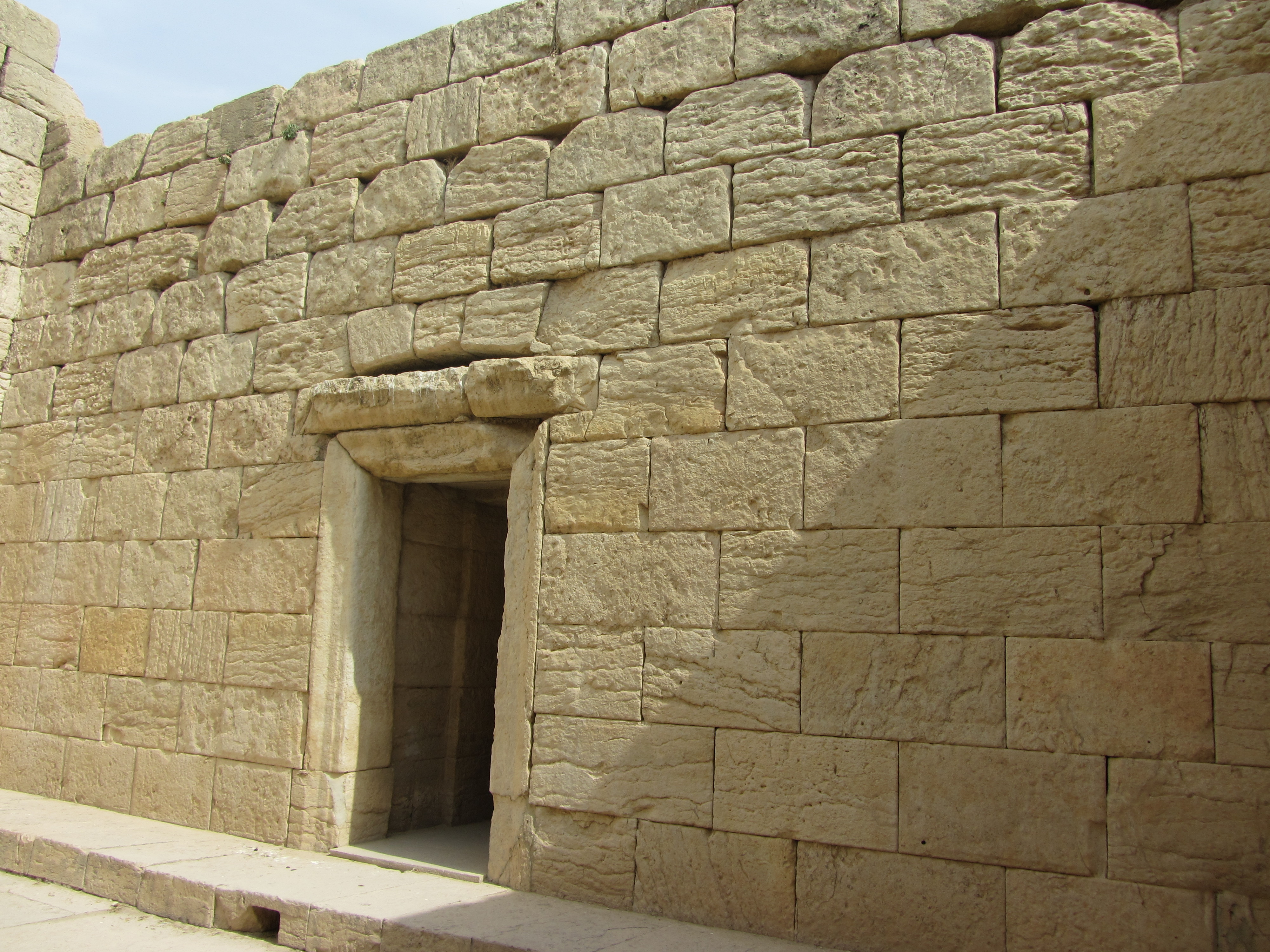
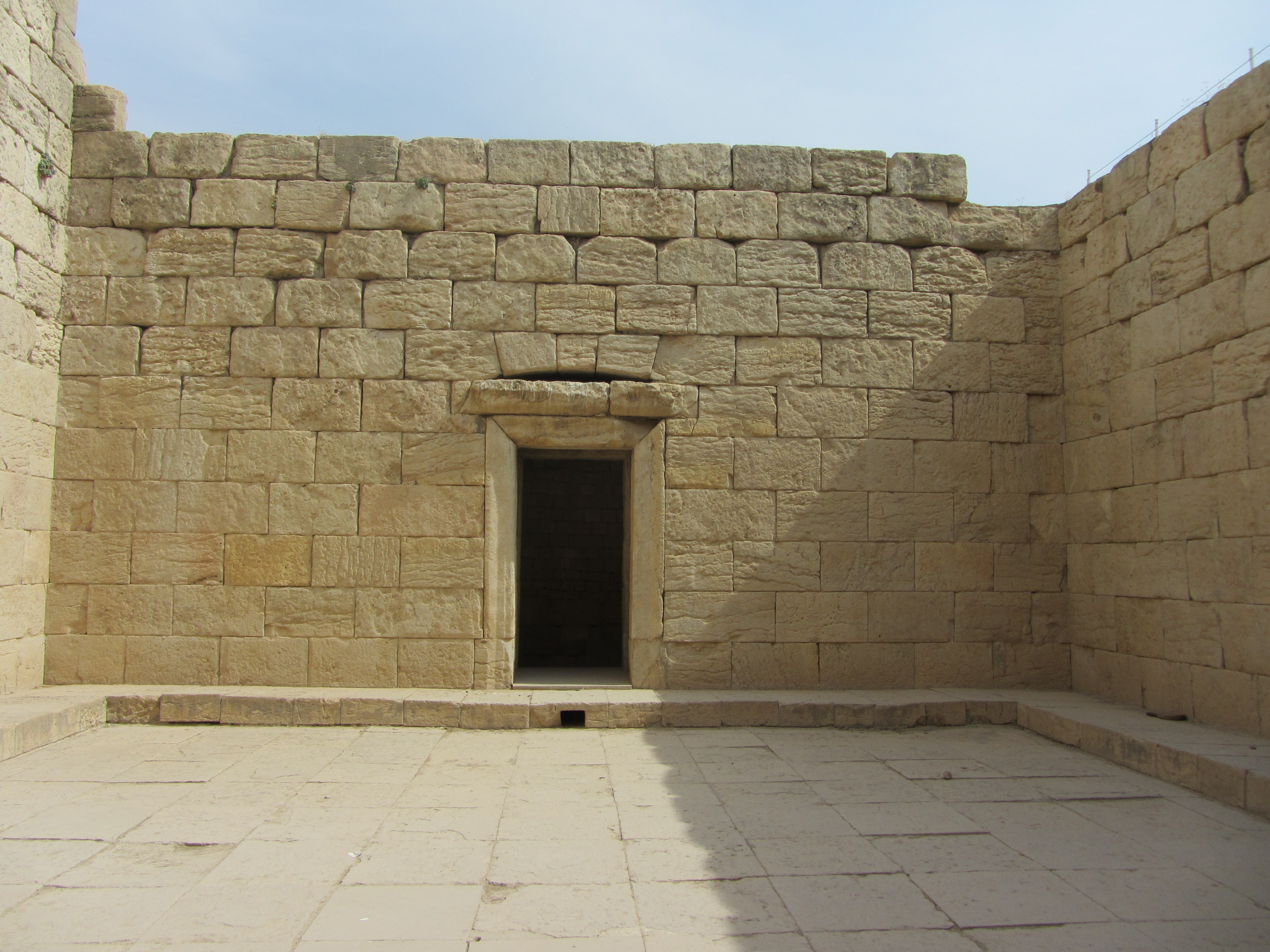
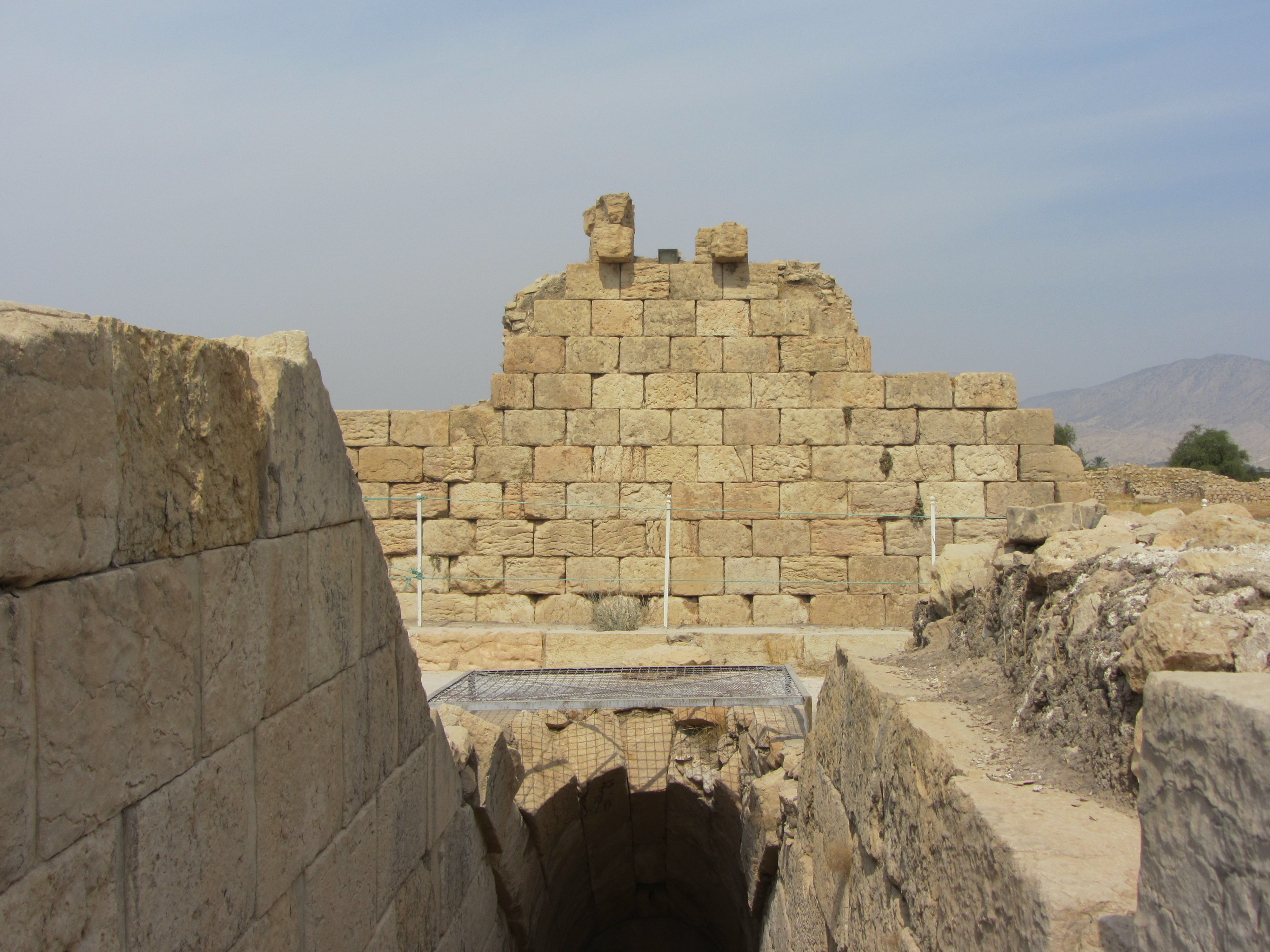
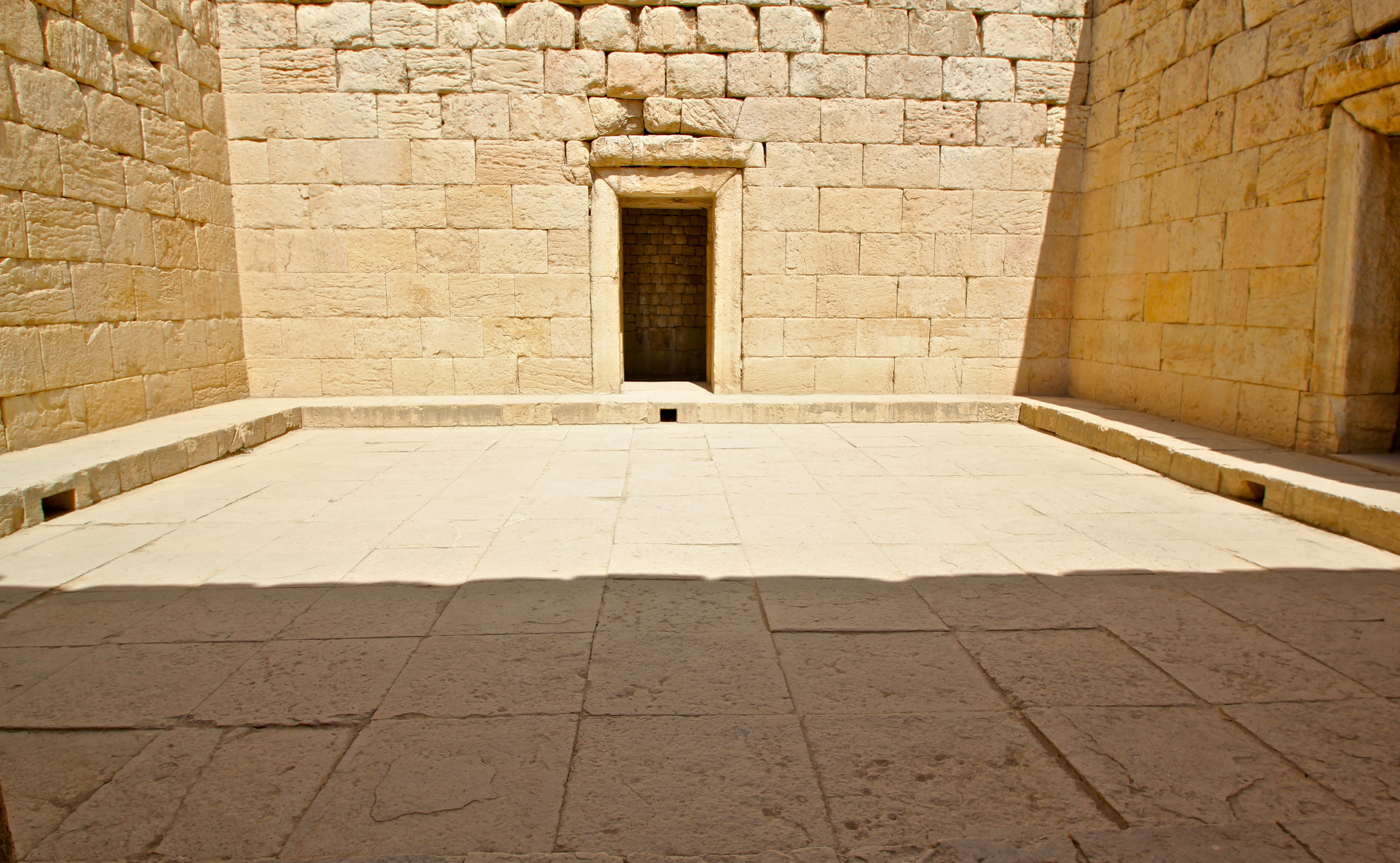
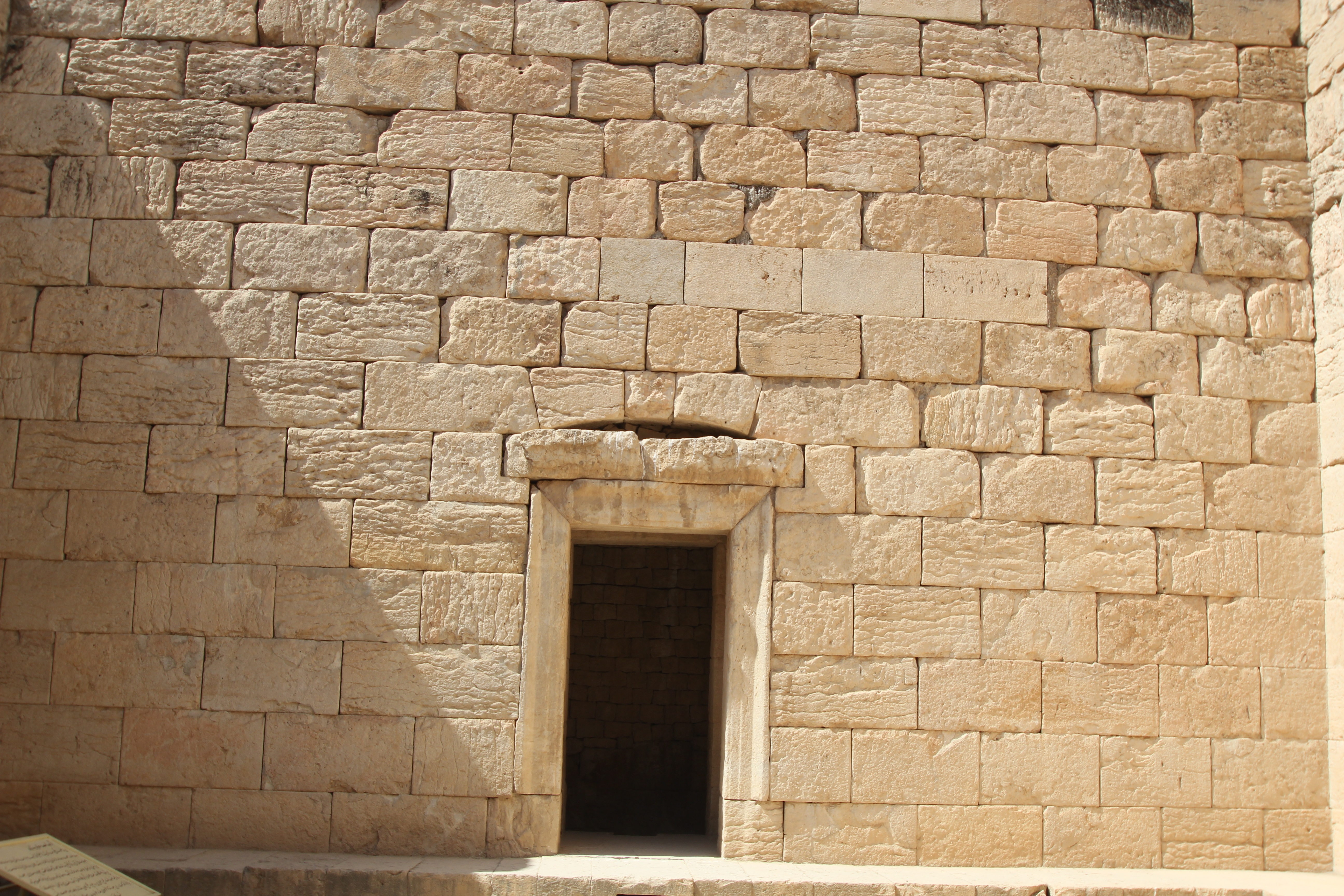
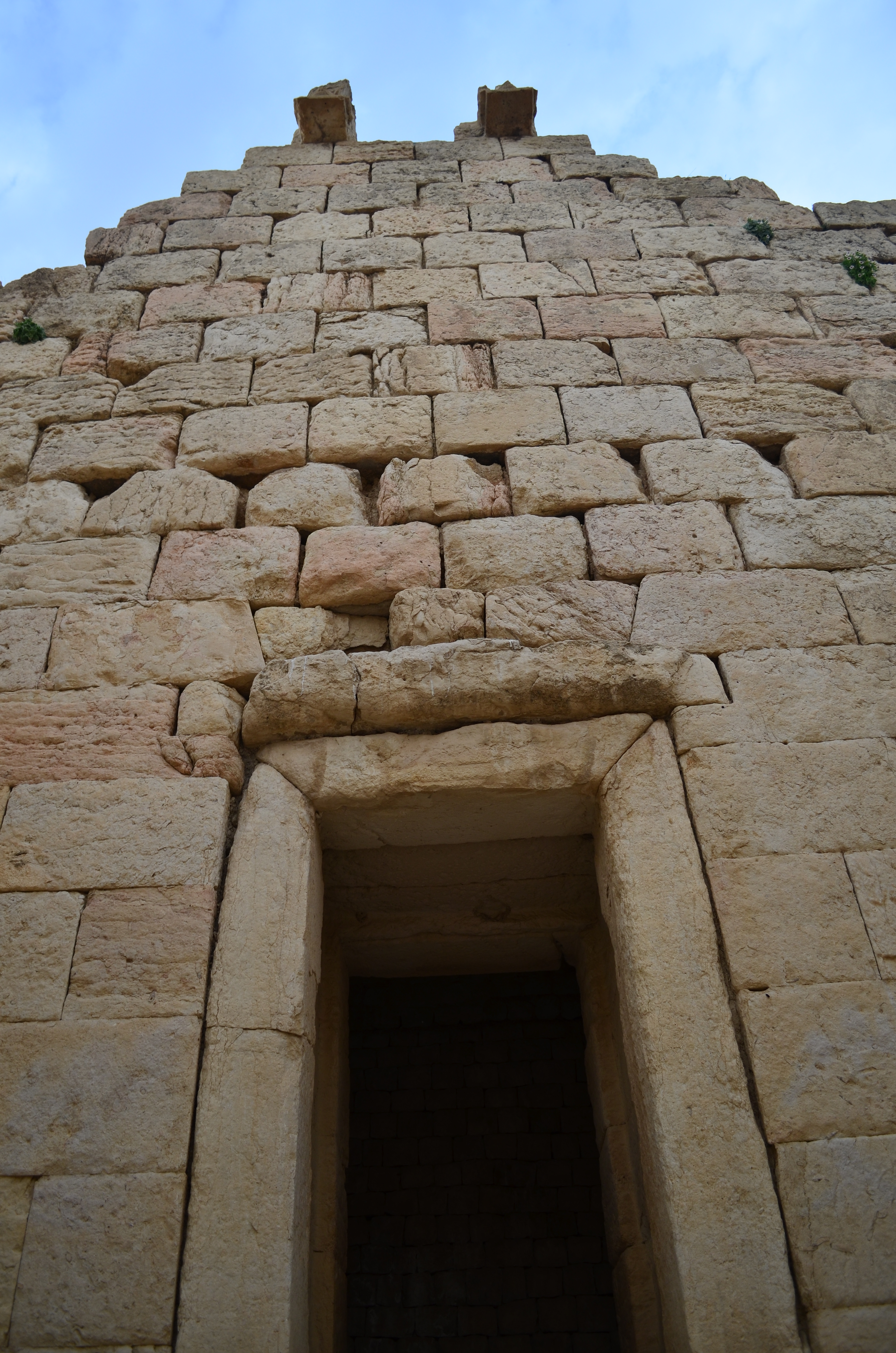
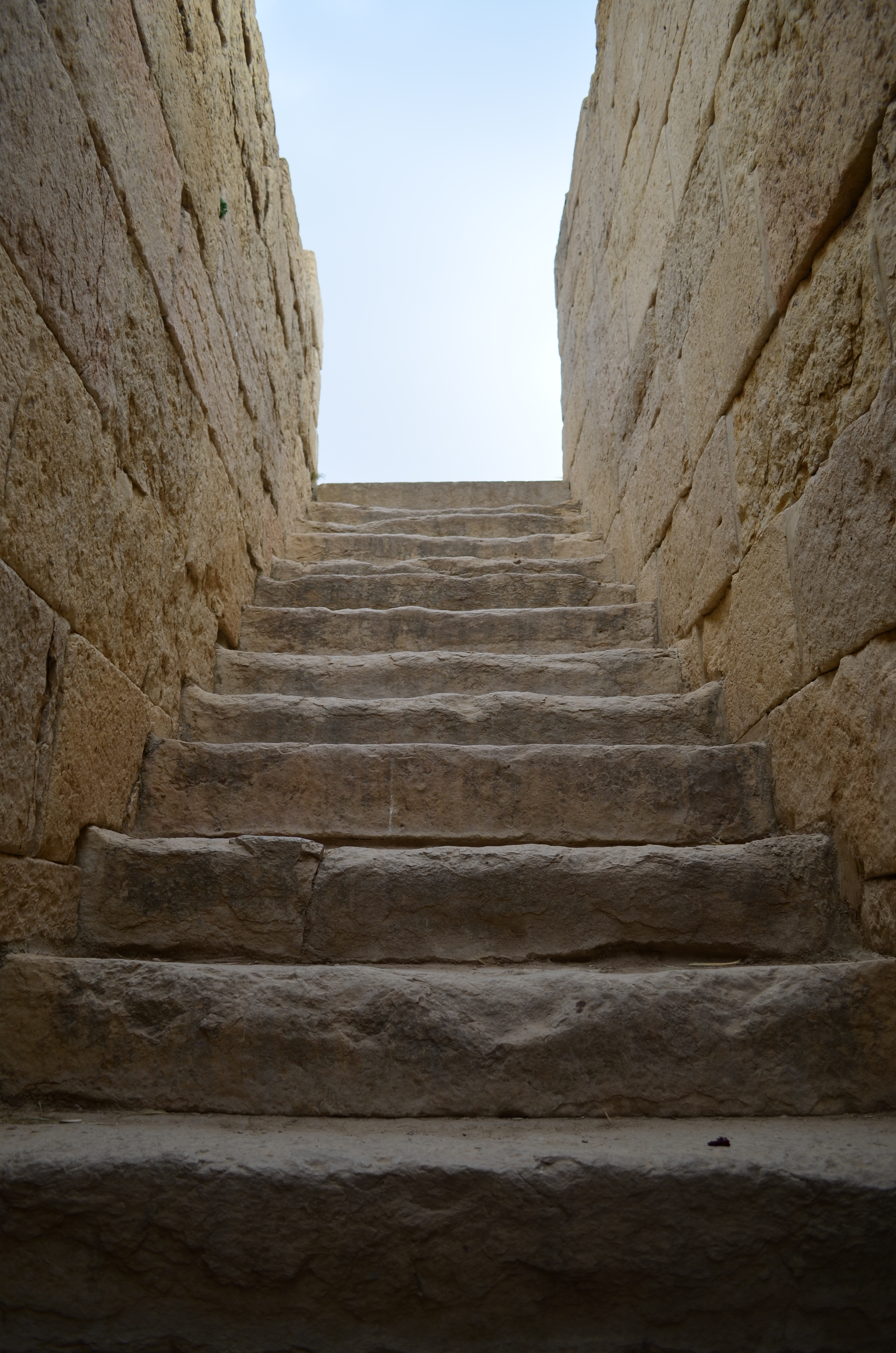
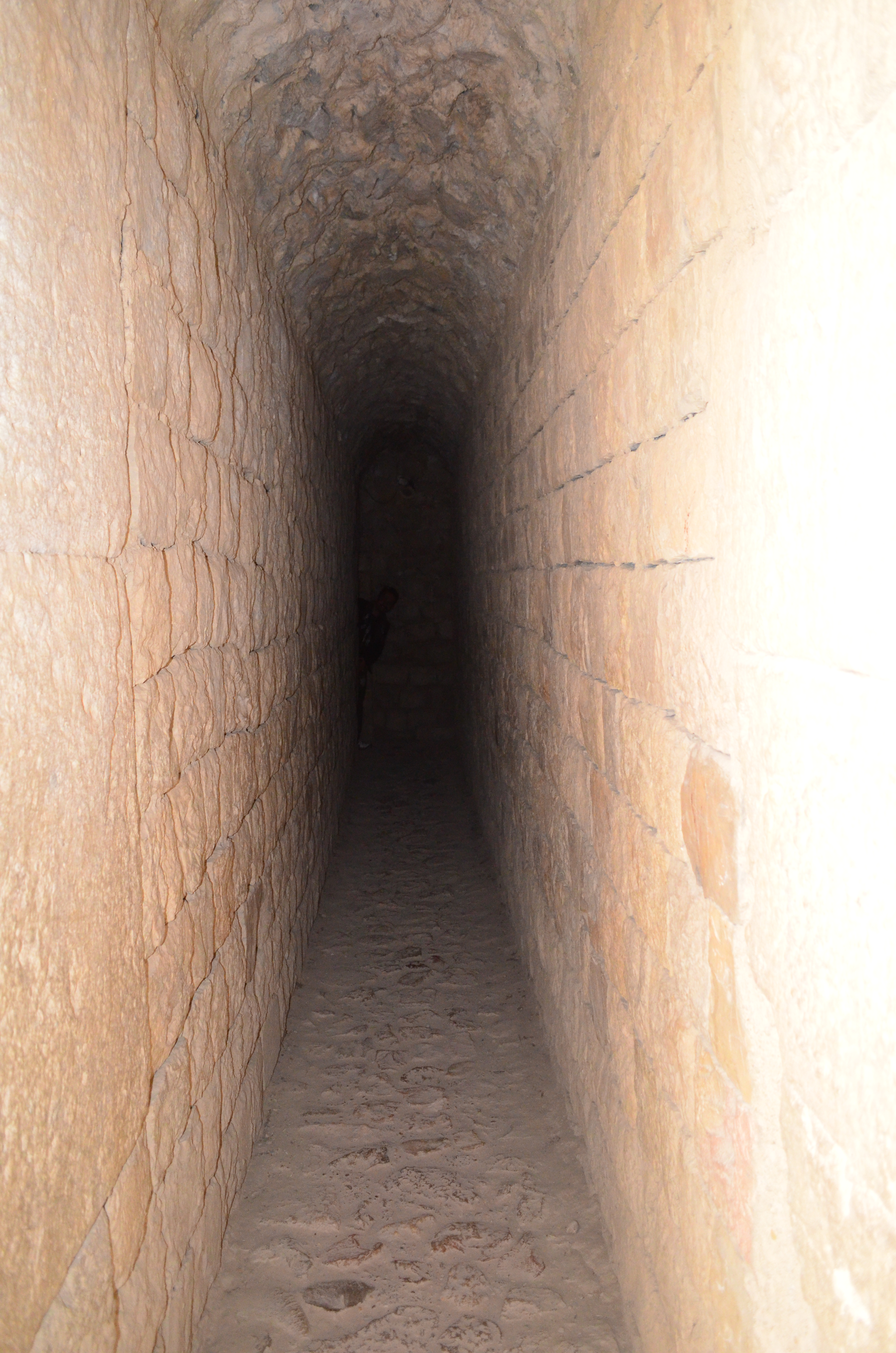
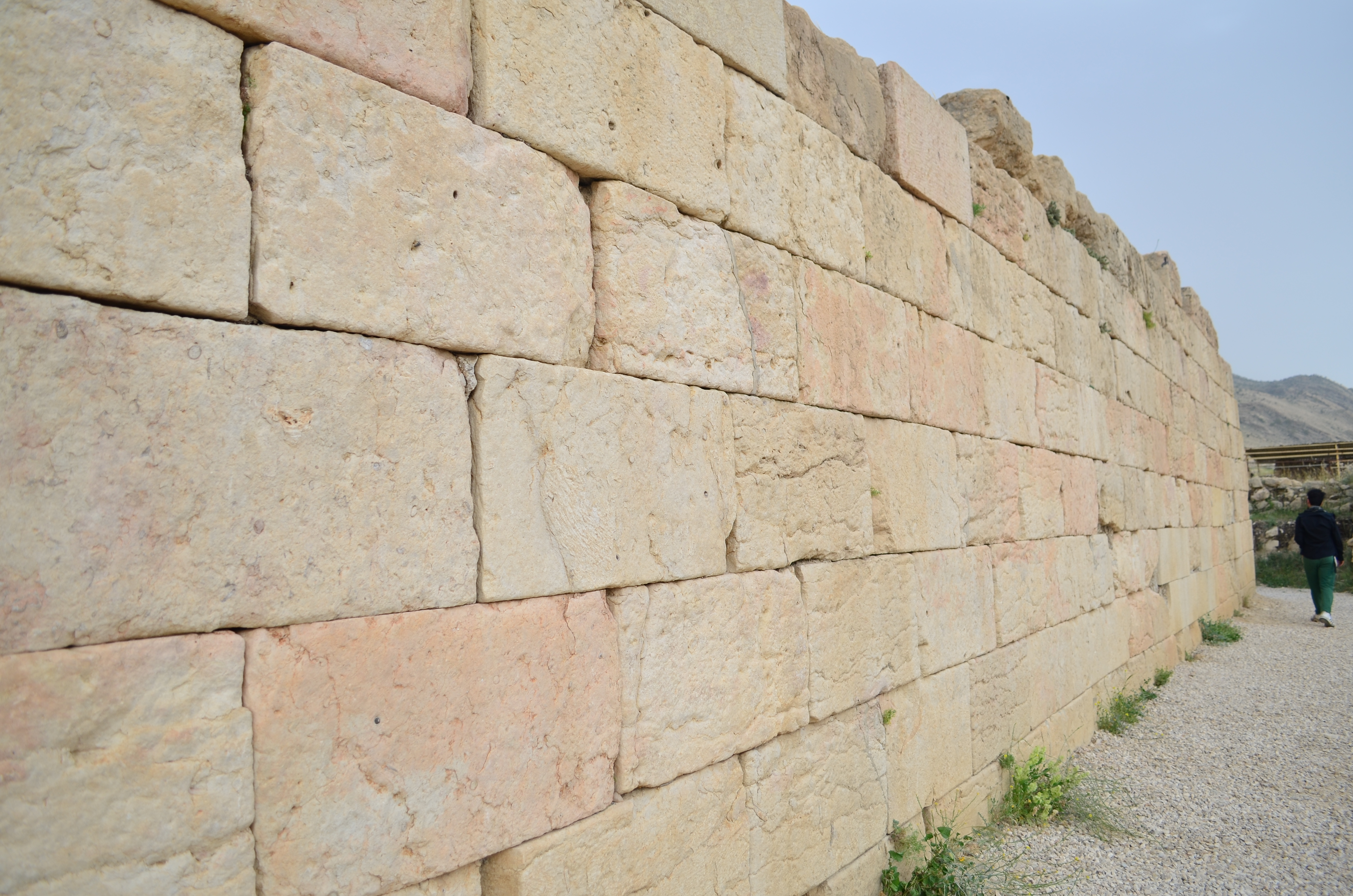
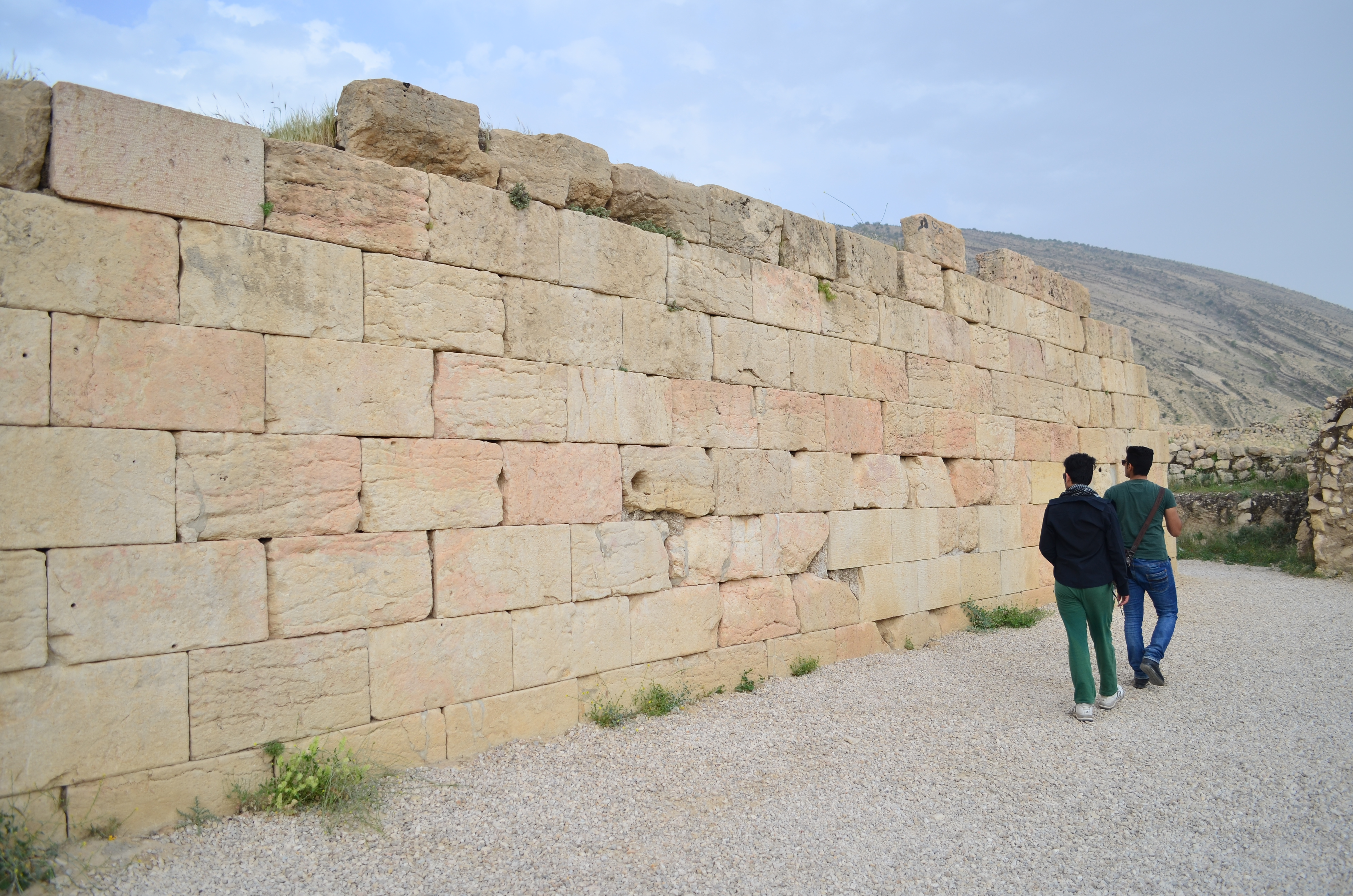
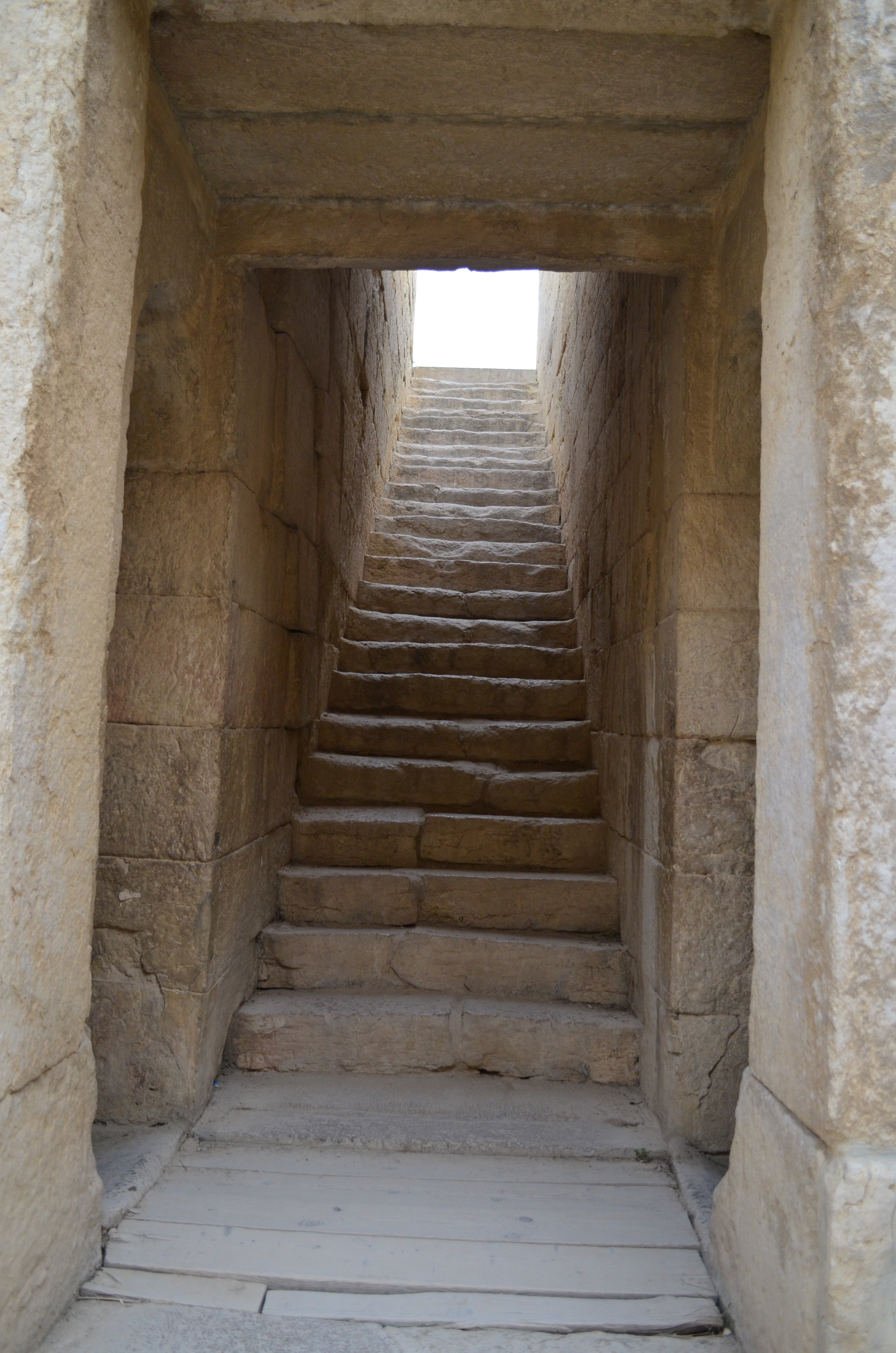
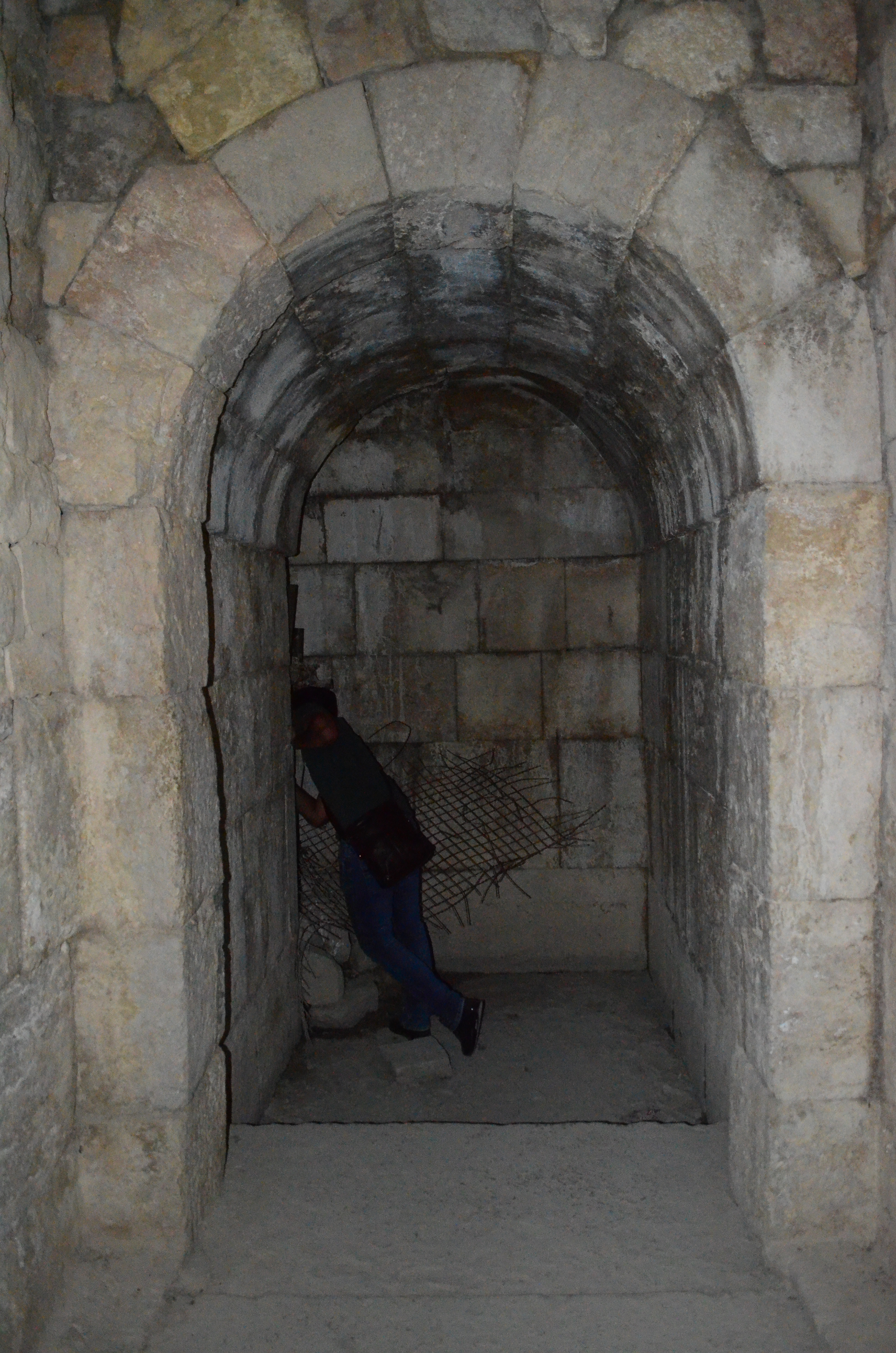
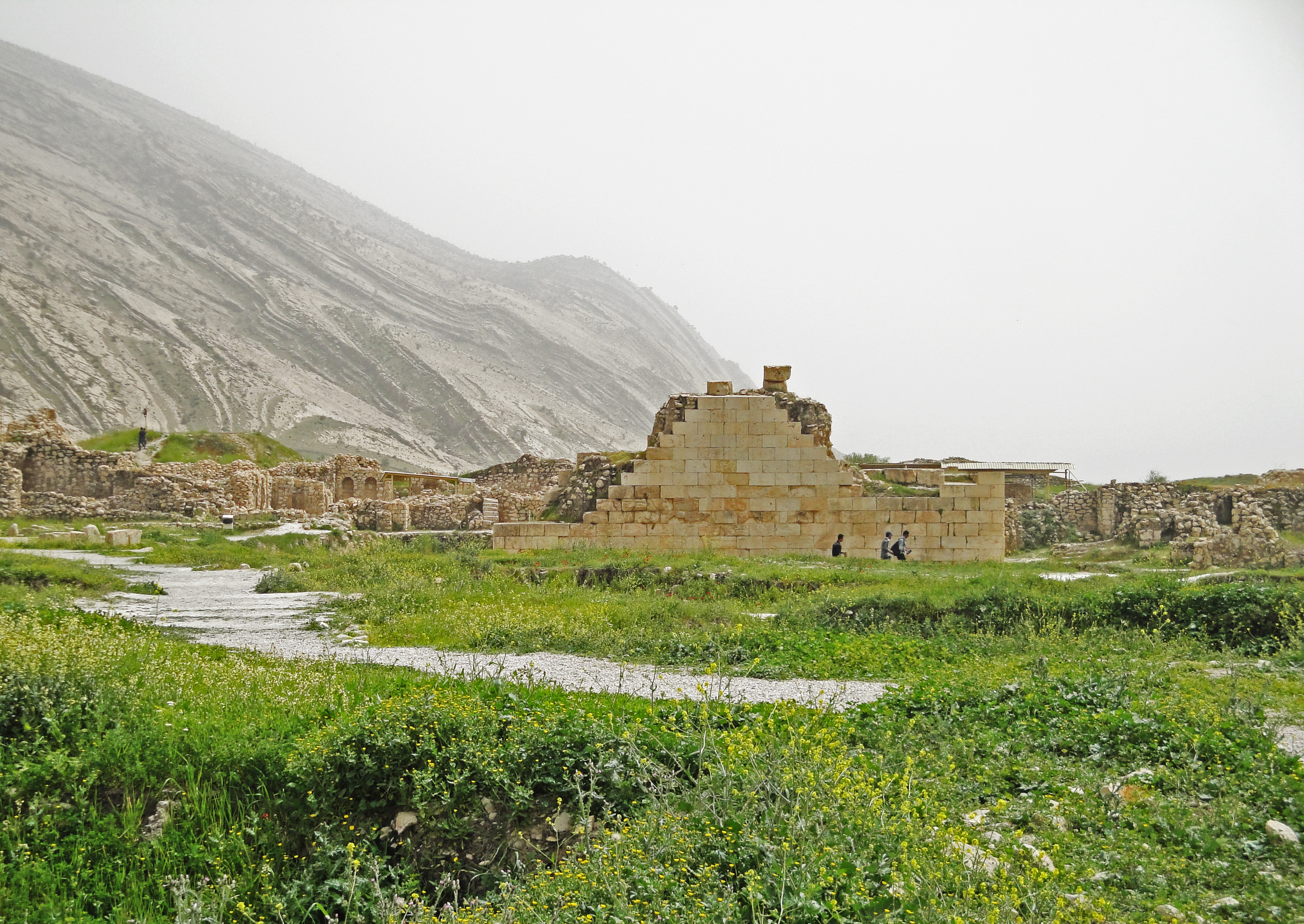
معبد آناهیتا
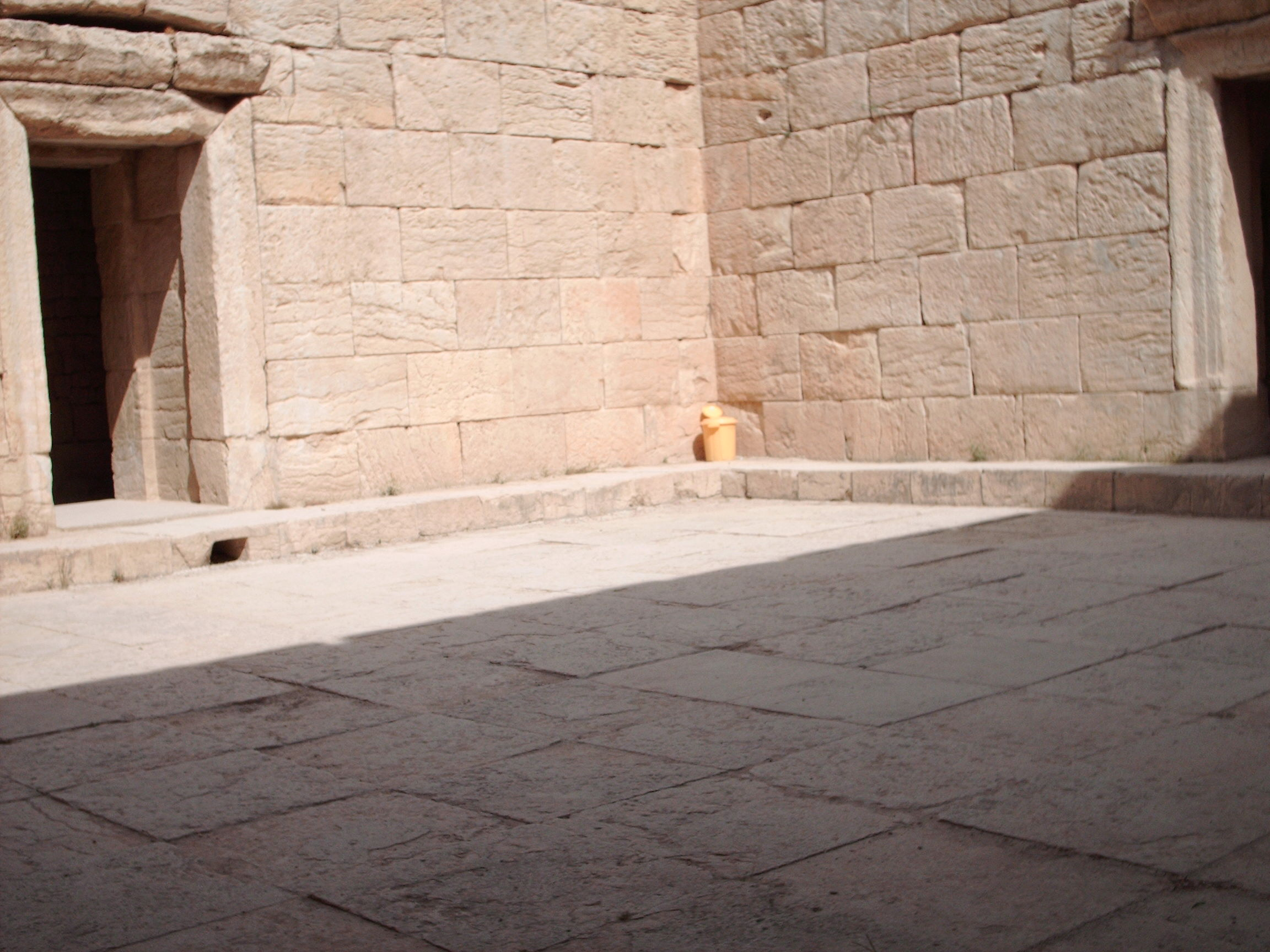
نیایشگاه آناهیتا بیشاپور
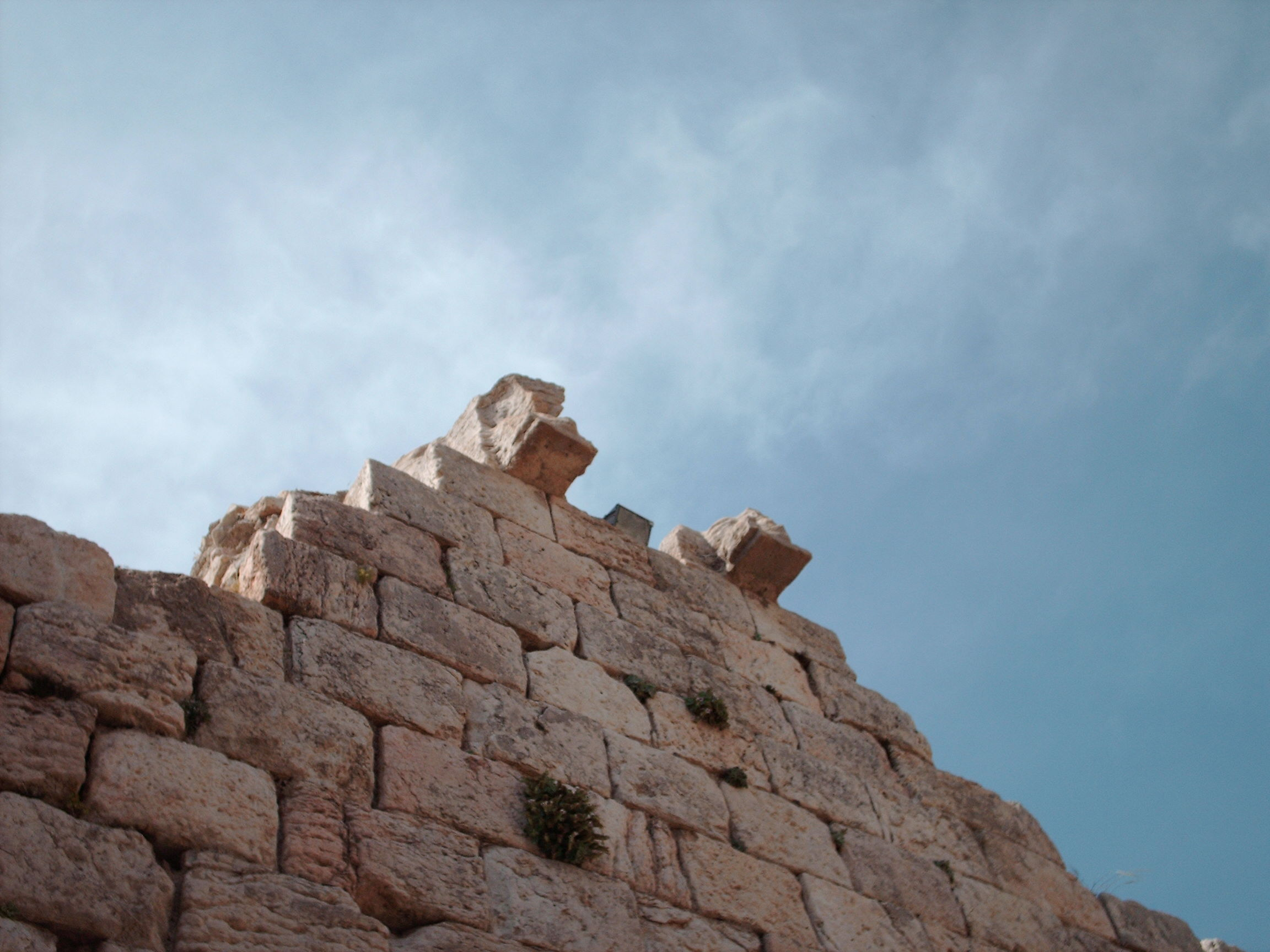
نیایشگاه آناهیتا بیشاپور
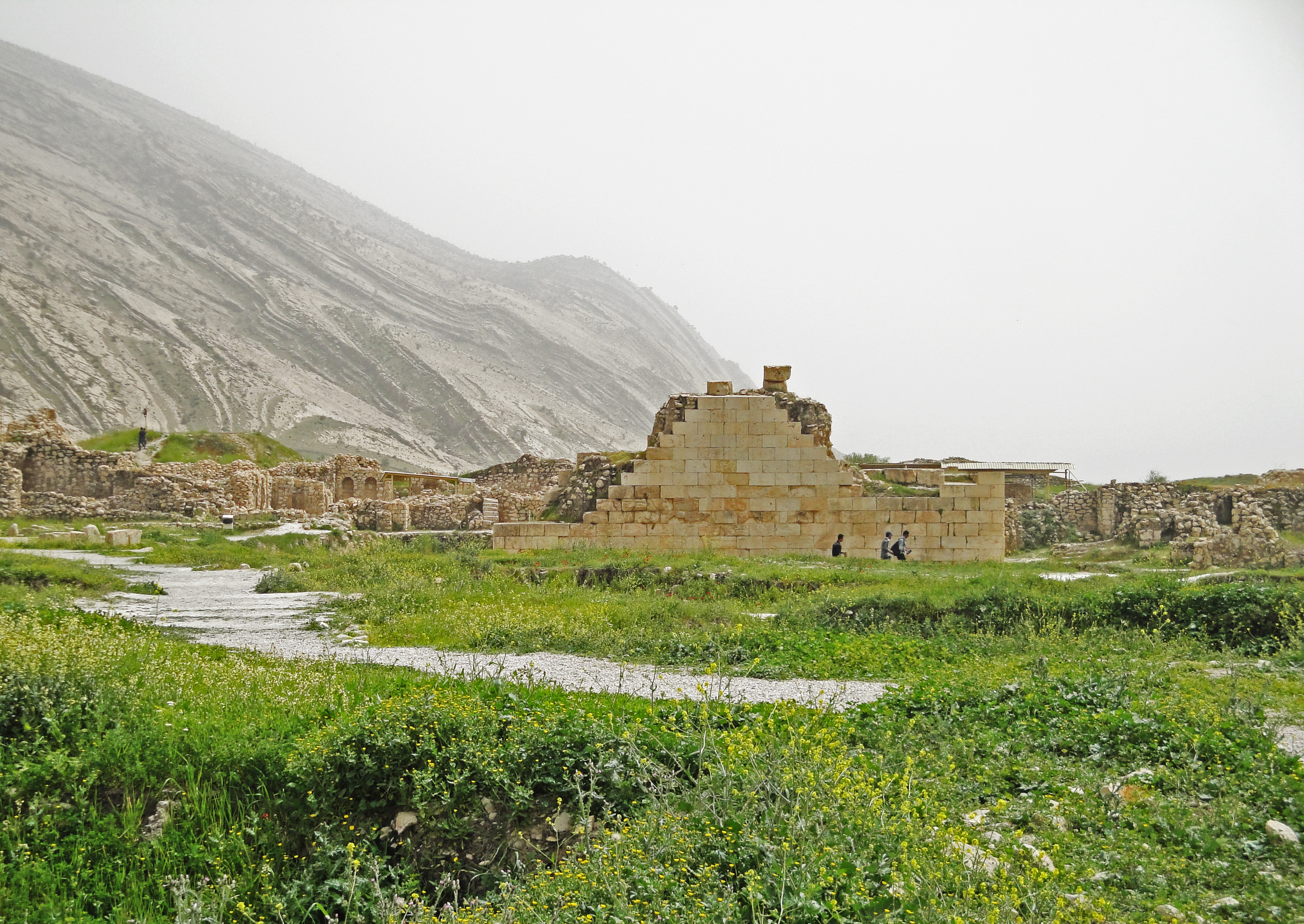
نمای بیرونی
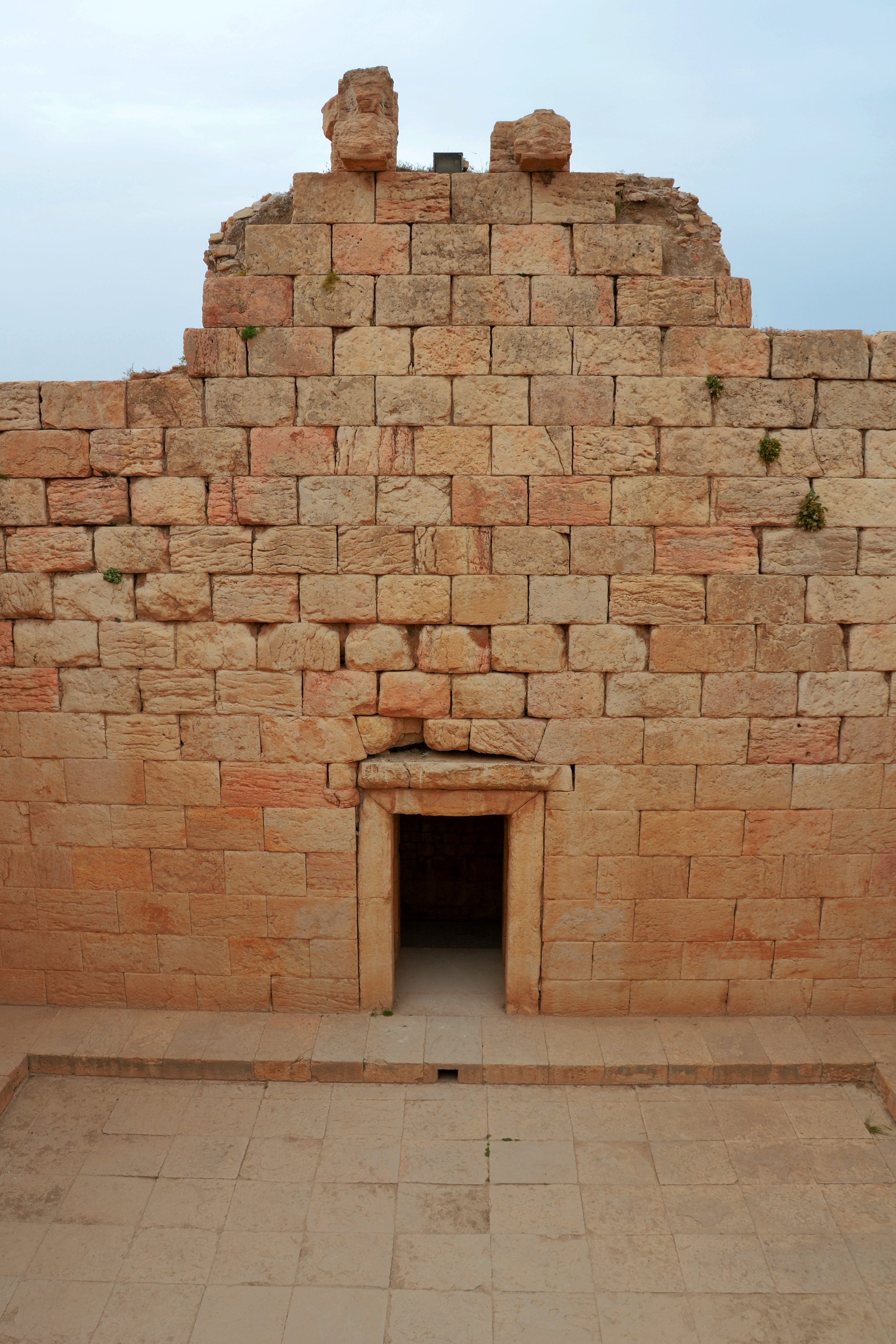
دیواره نیایشگاه
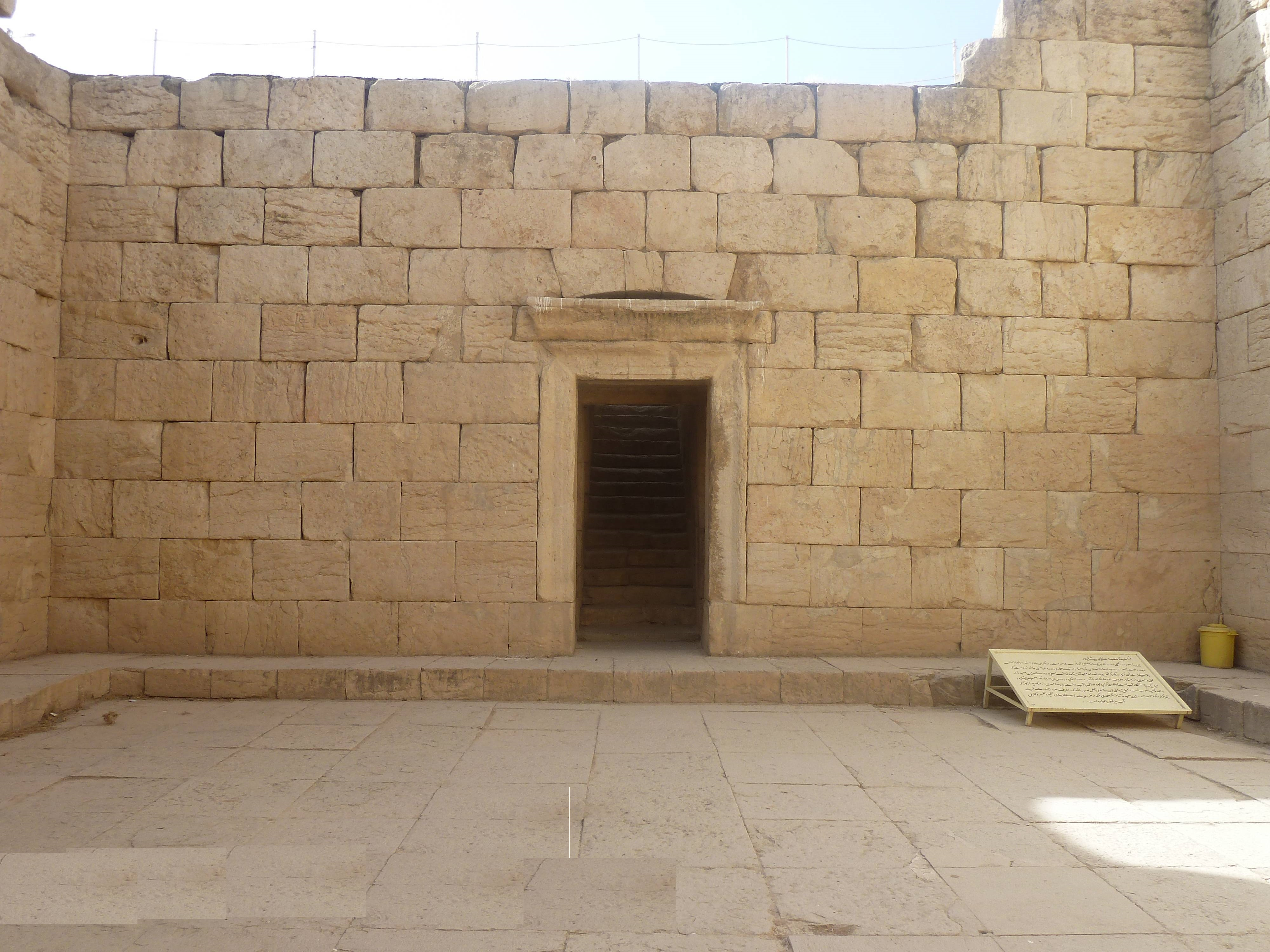
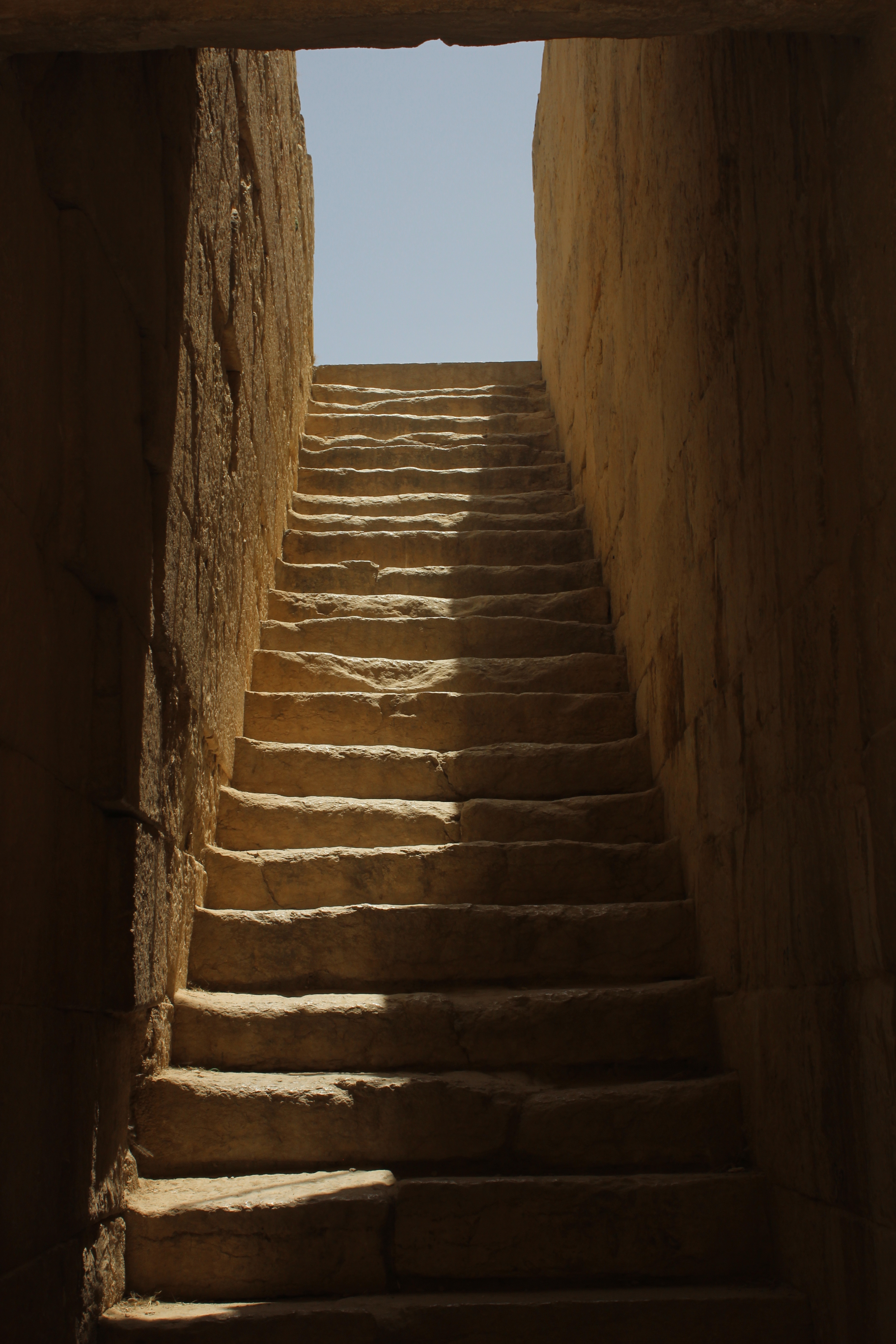
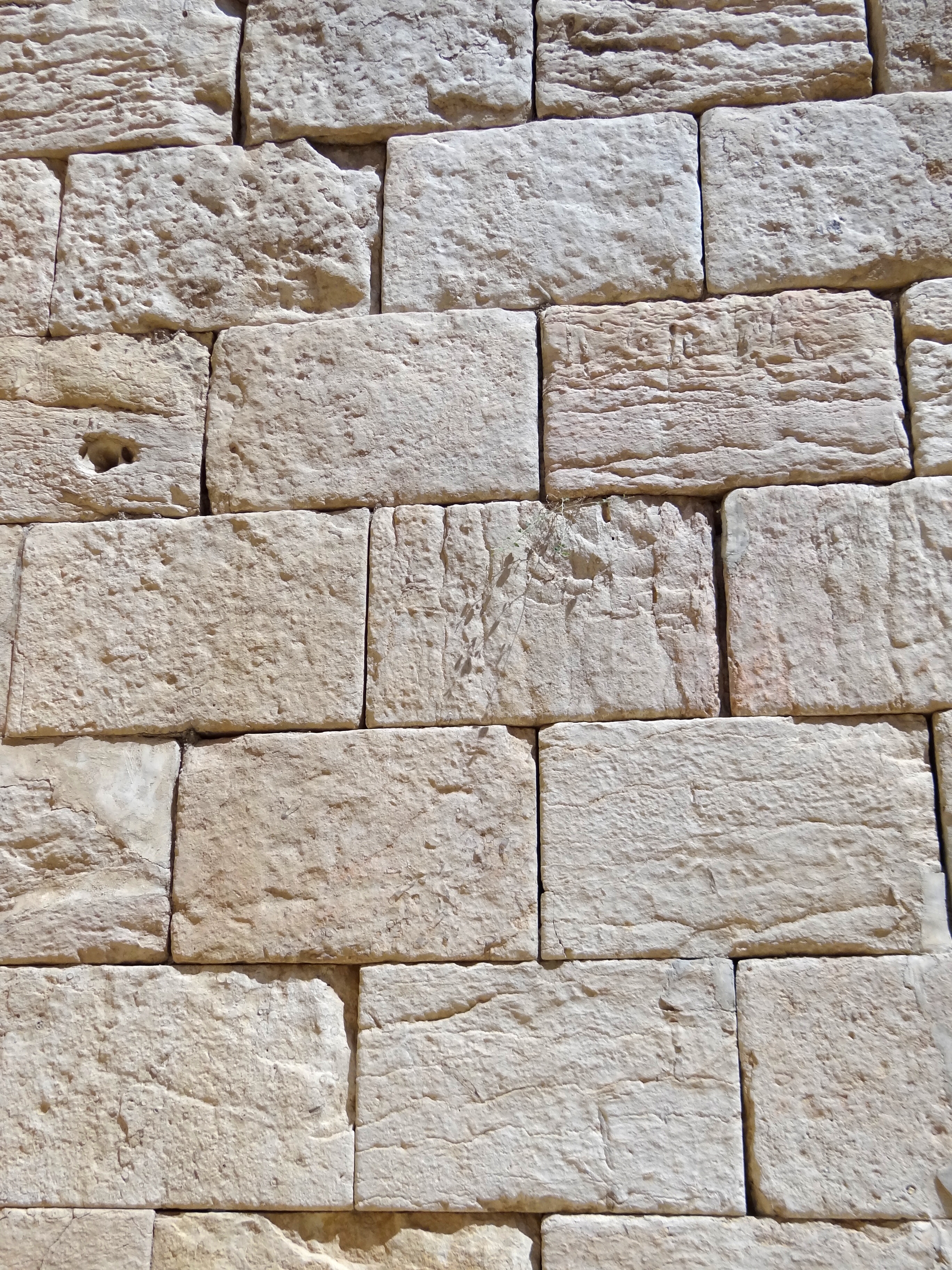
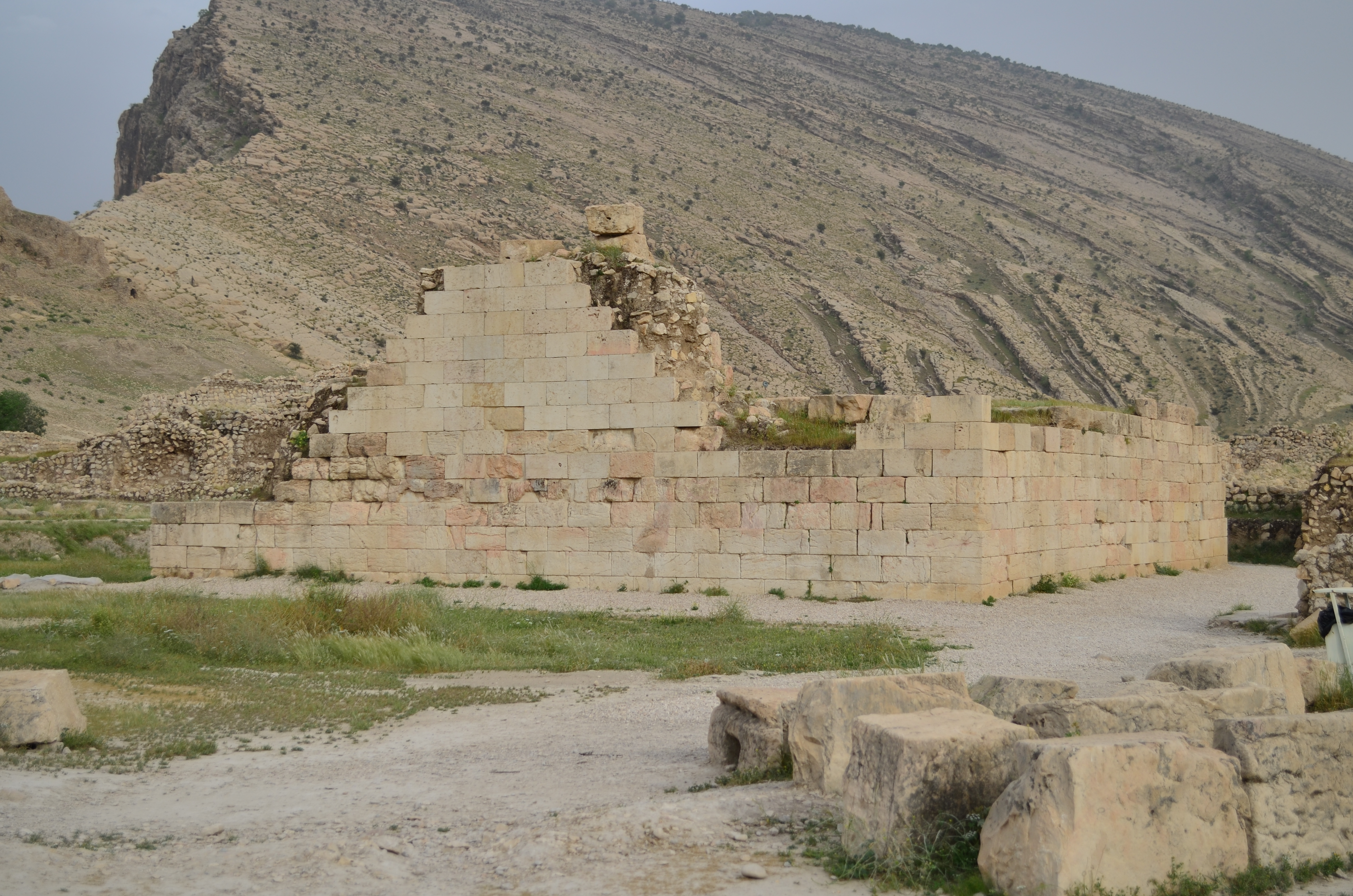
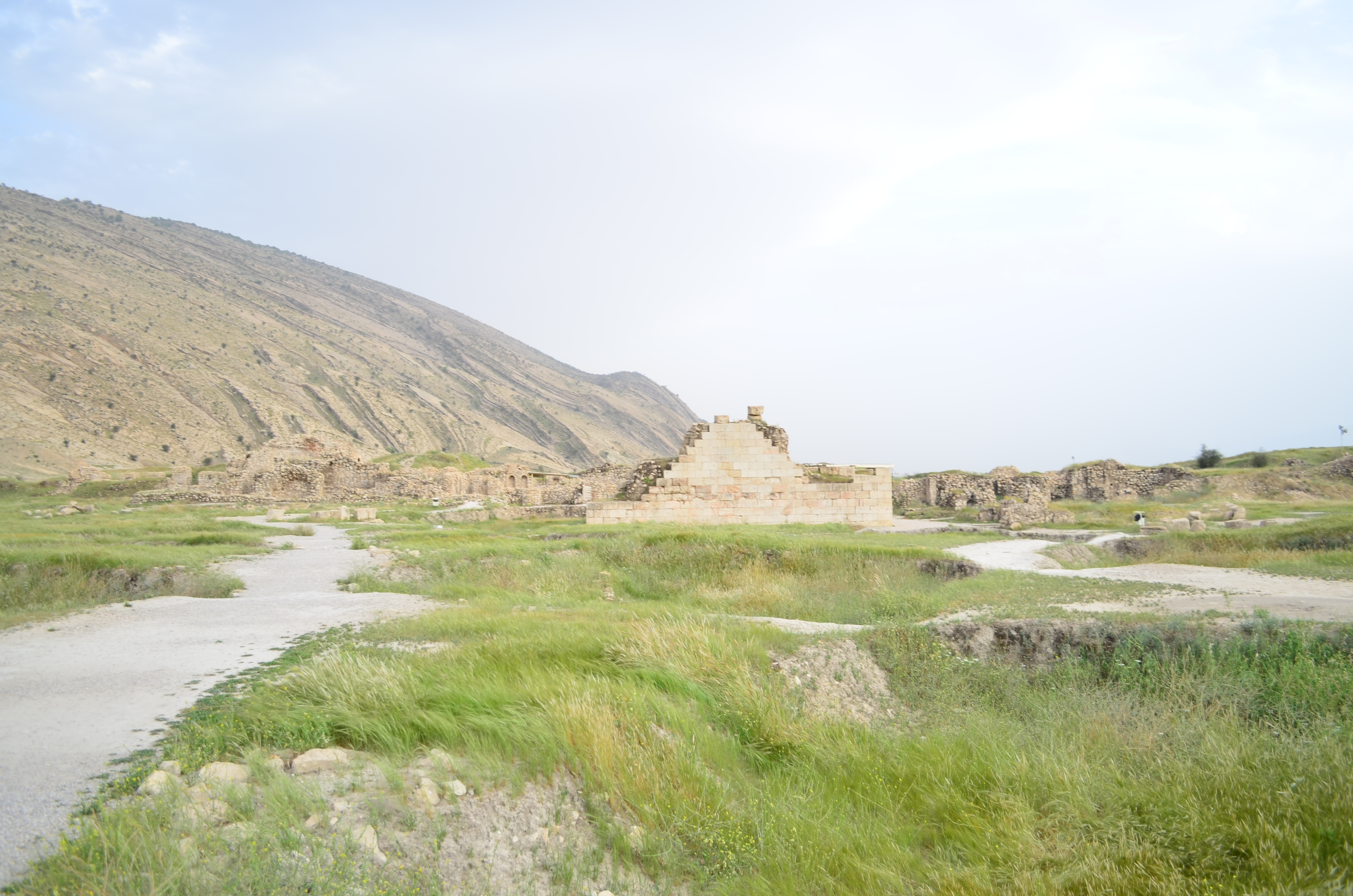
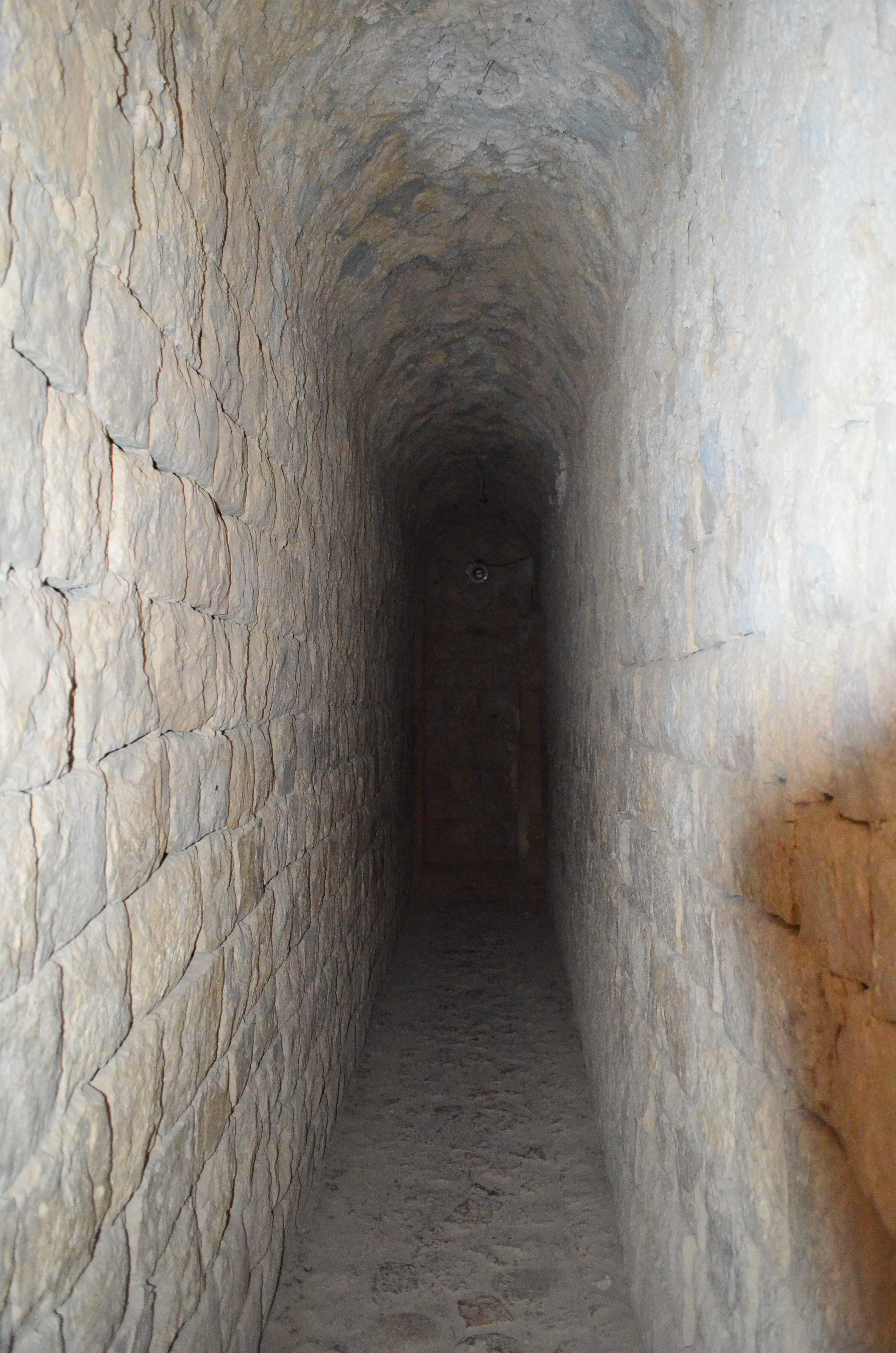
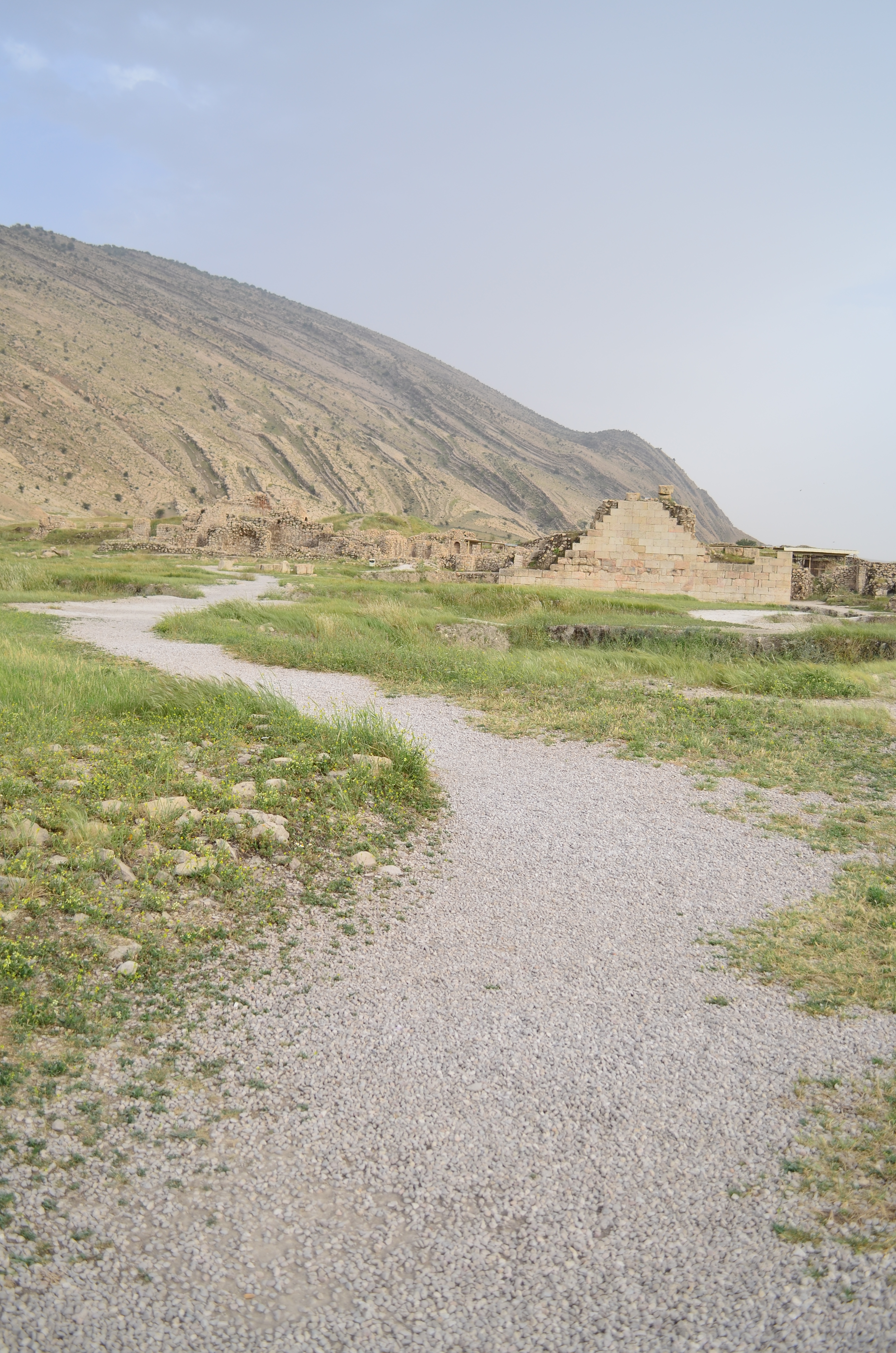
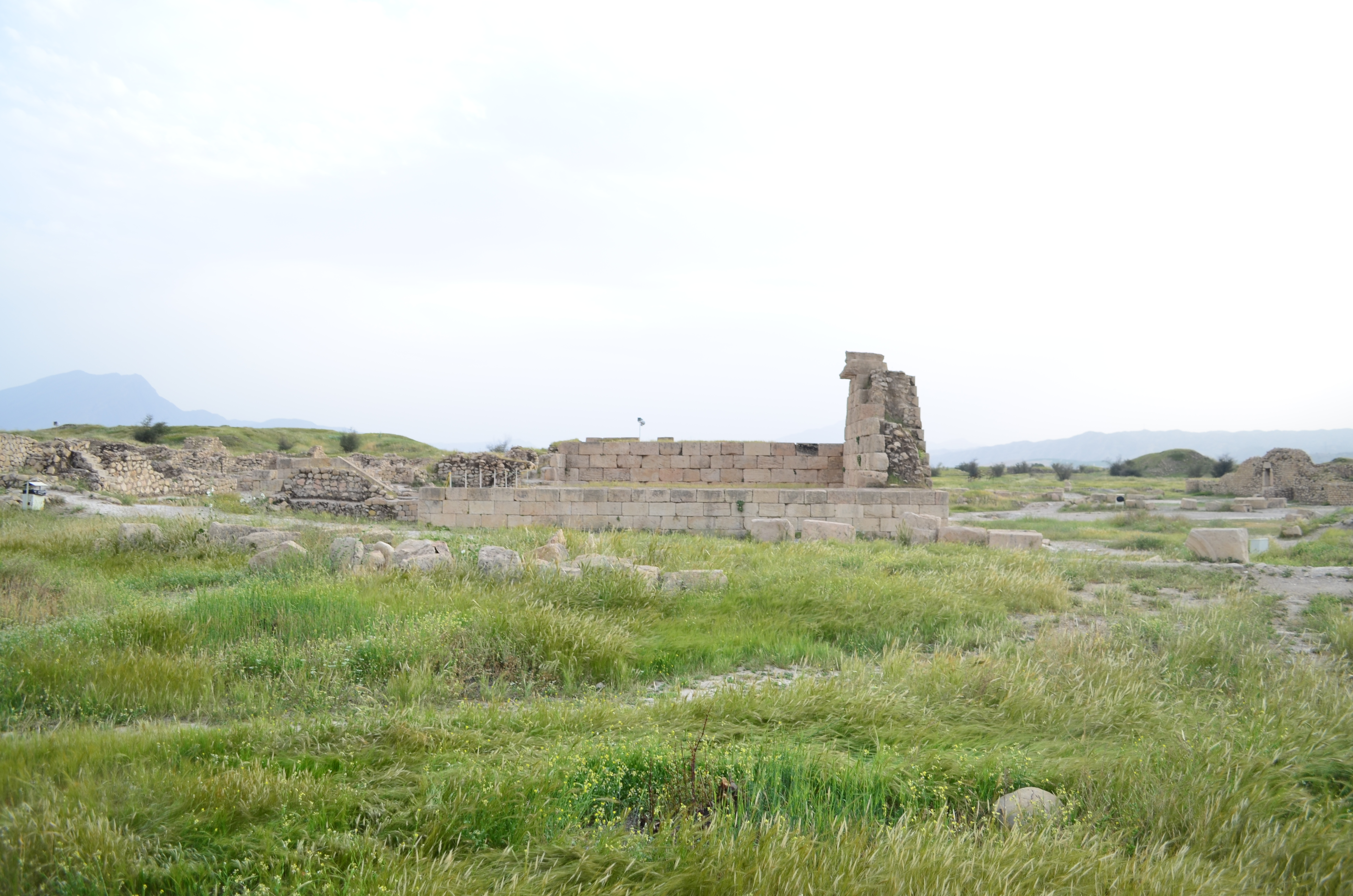
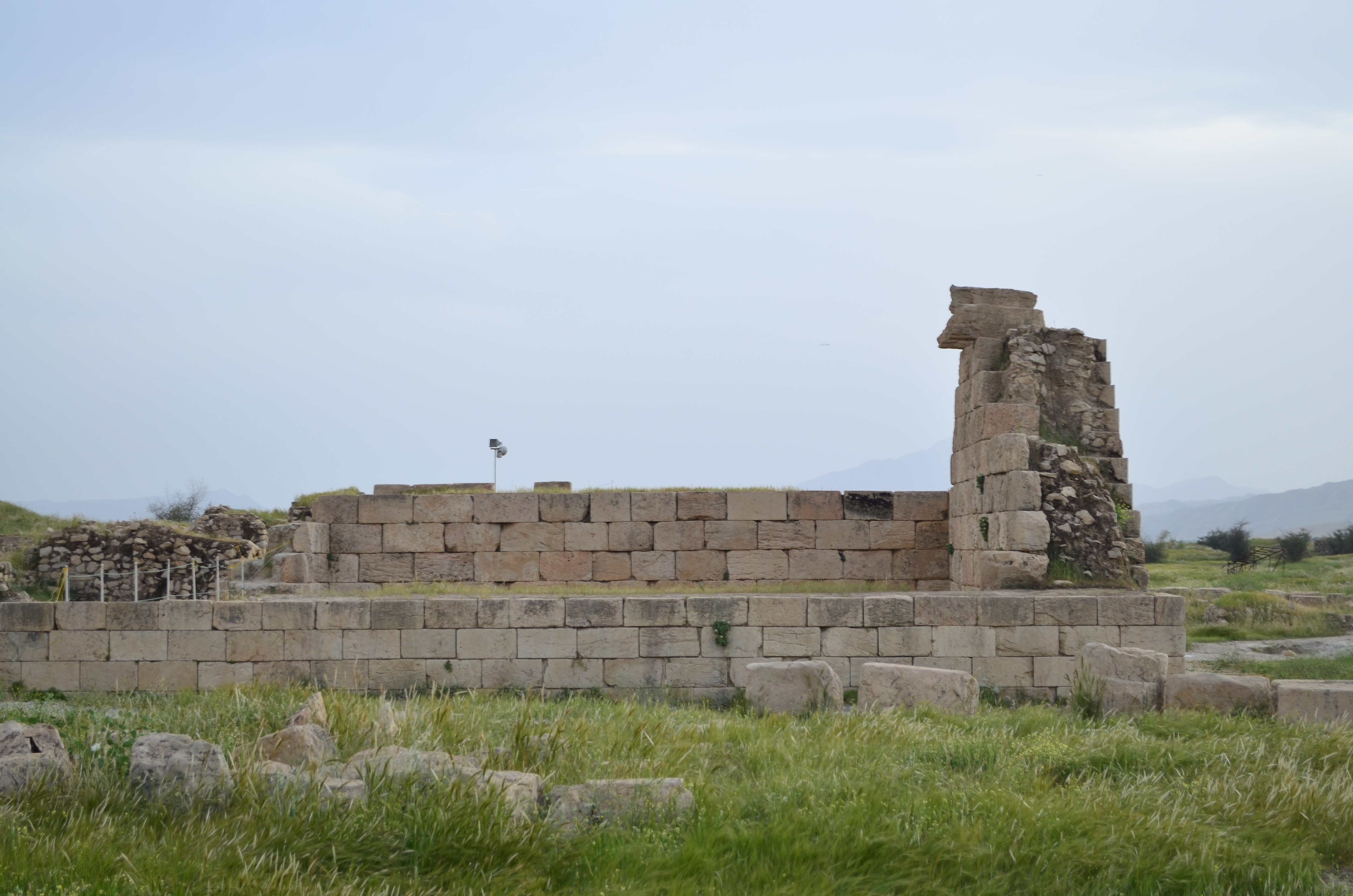
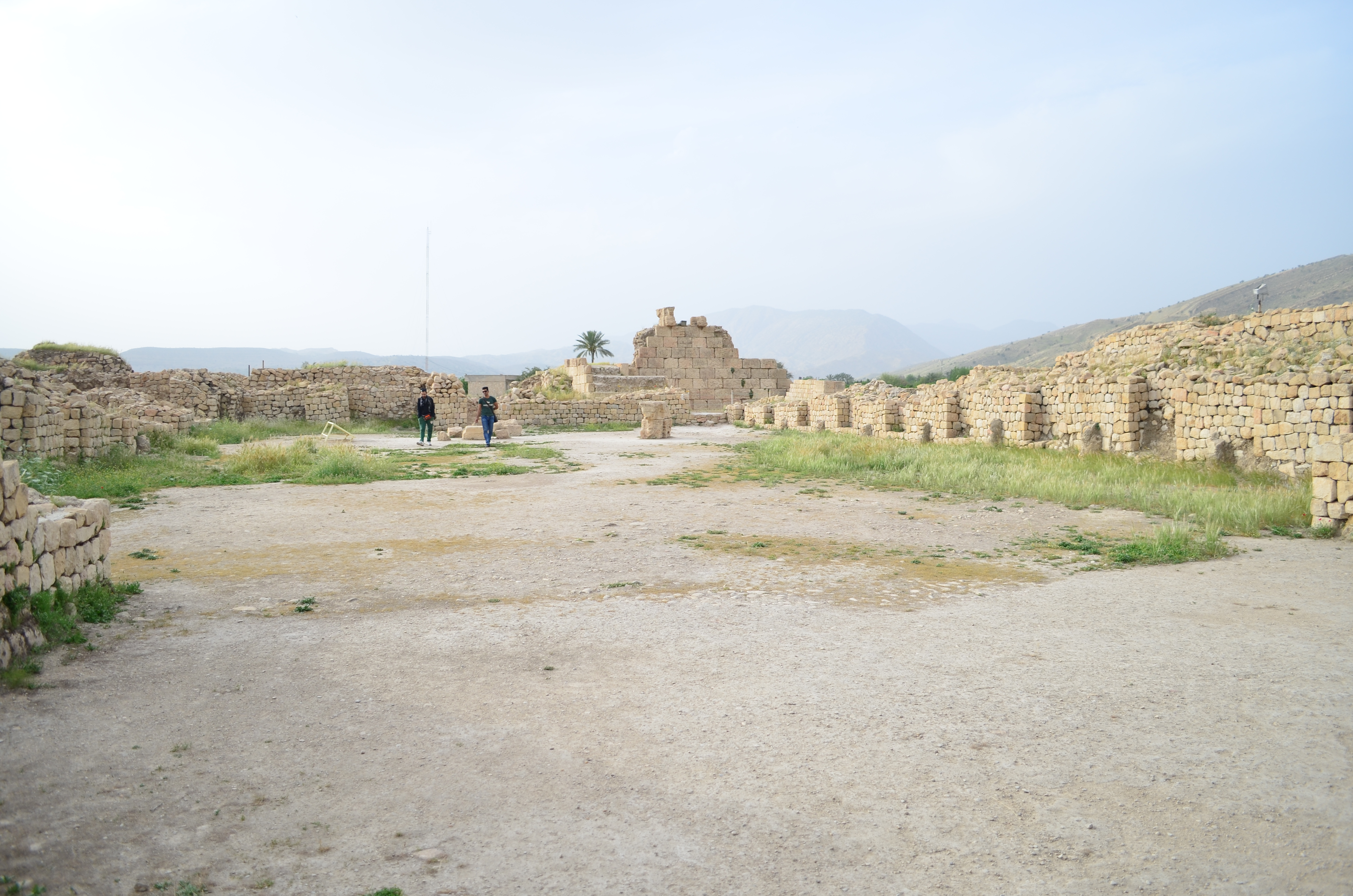
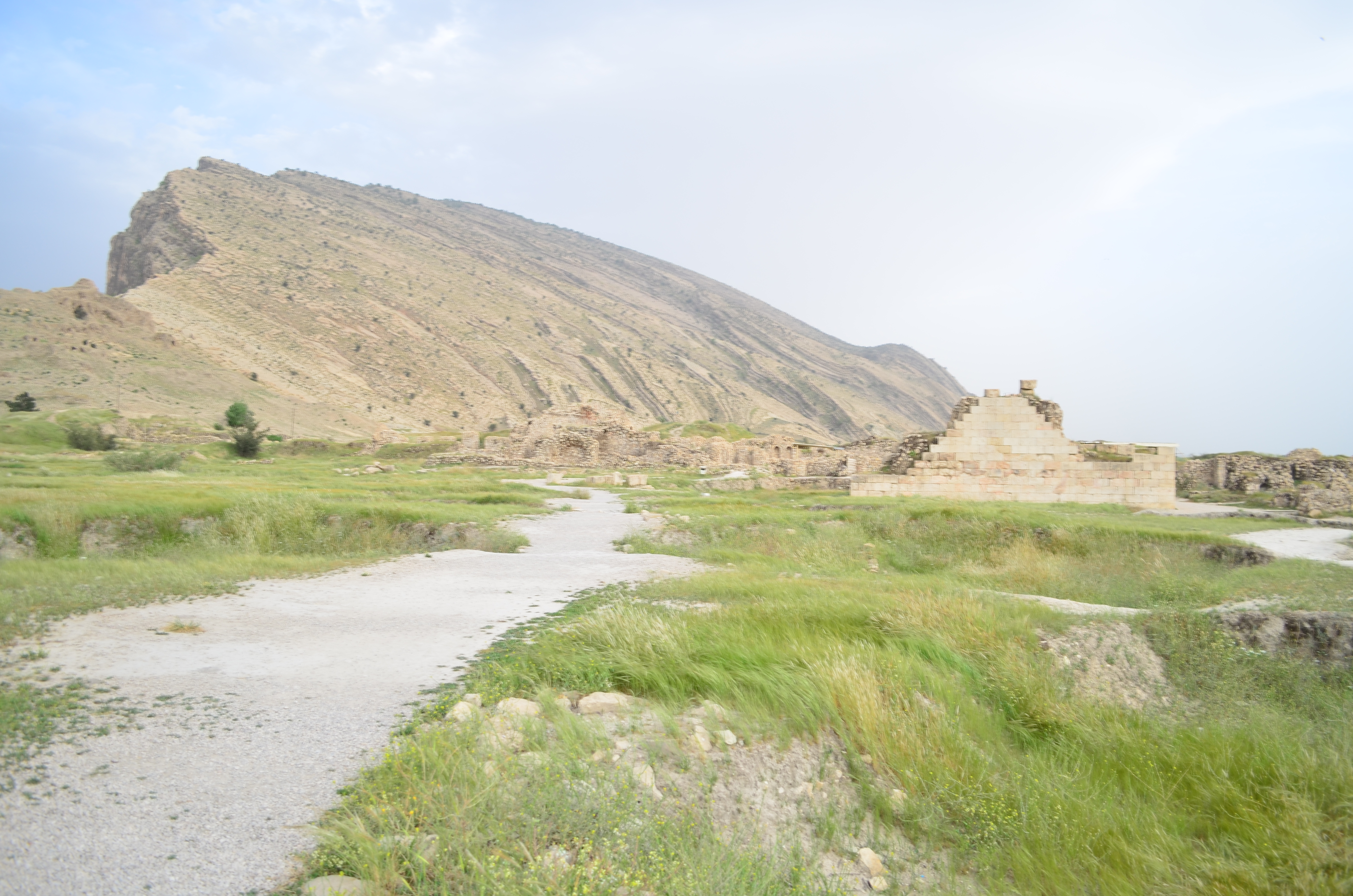
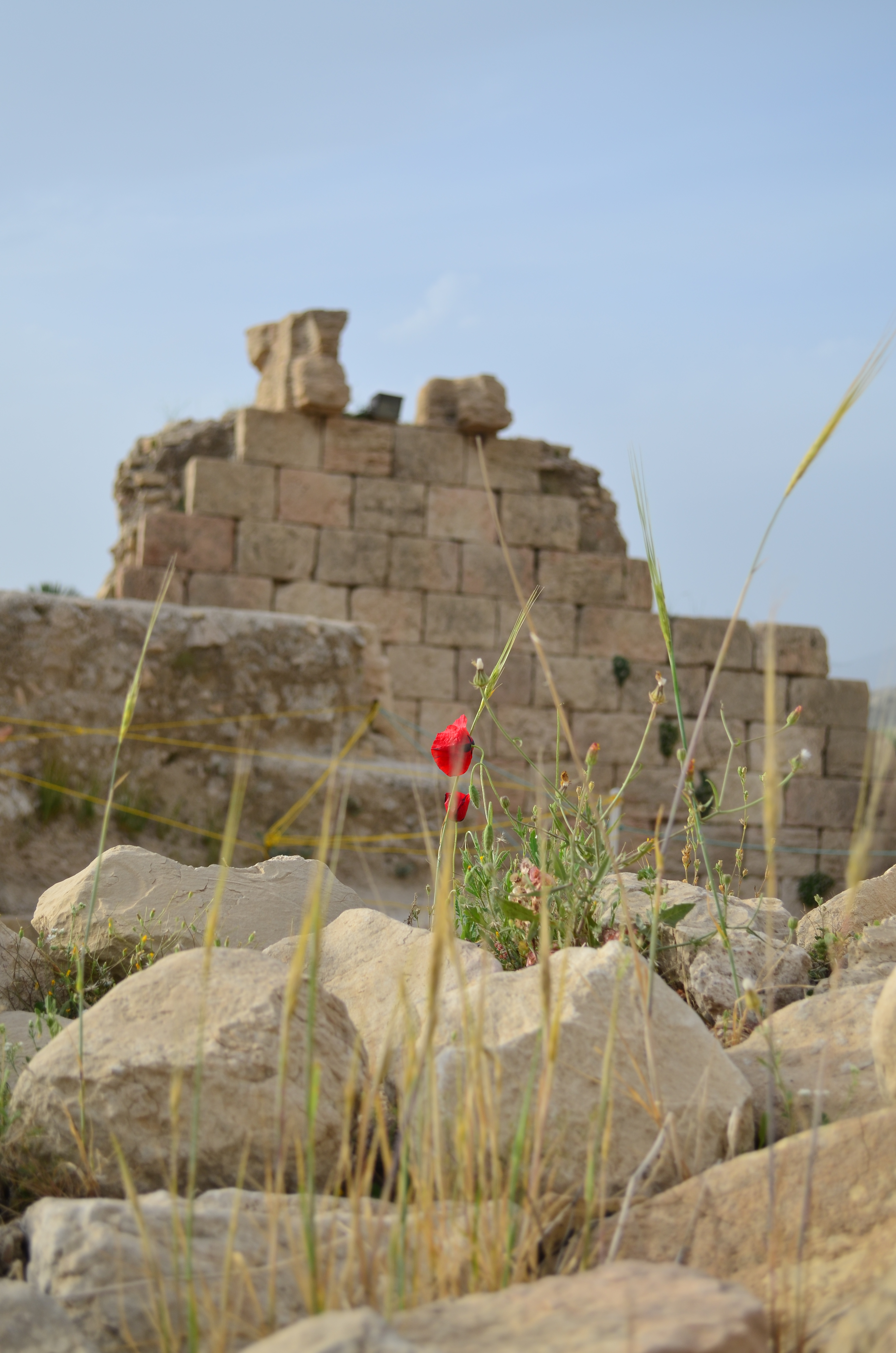
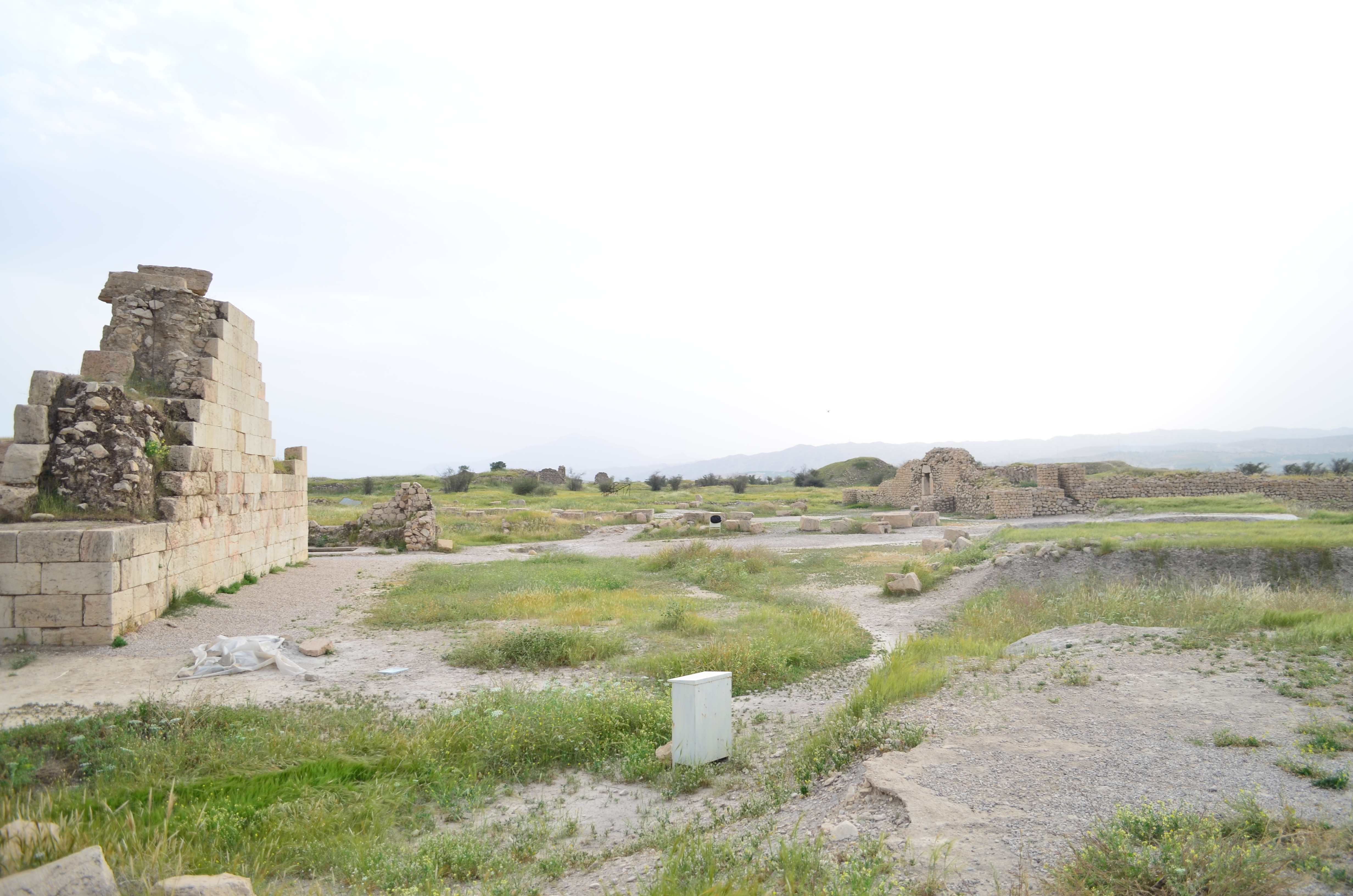
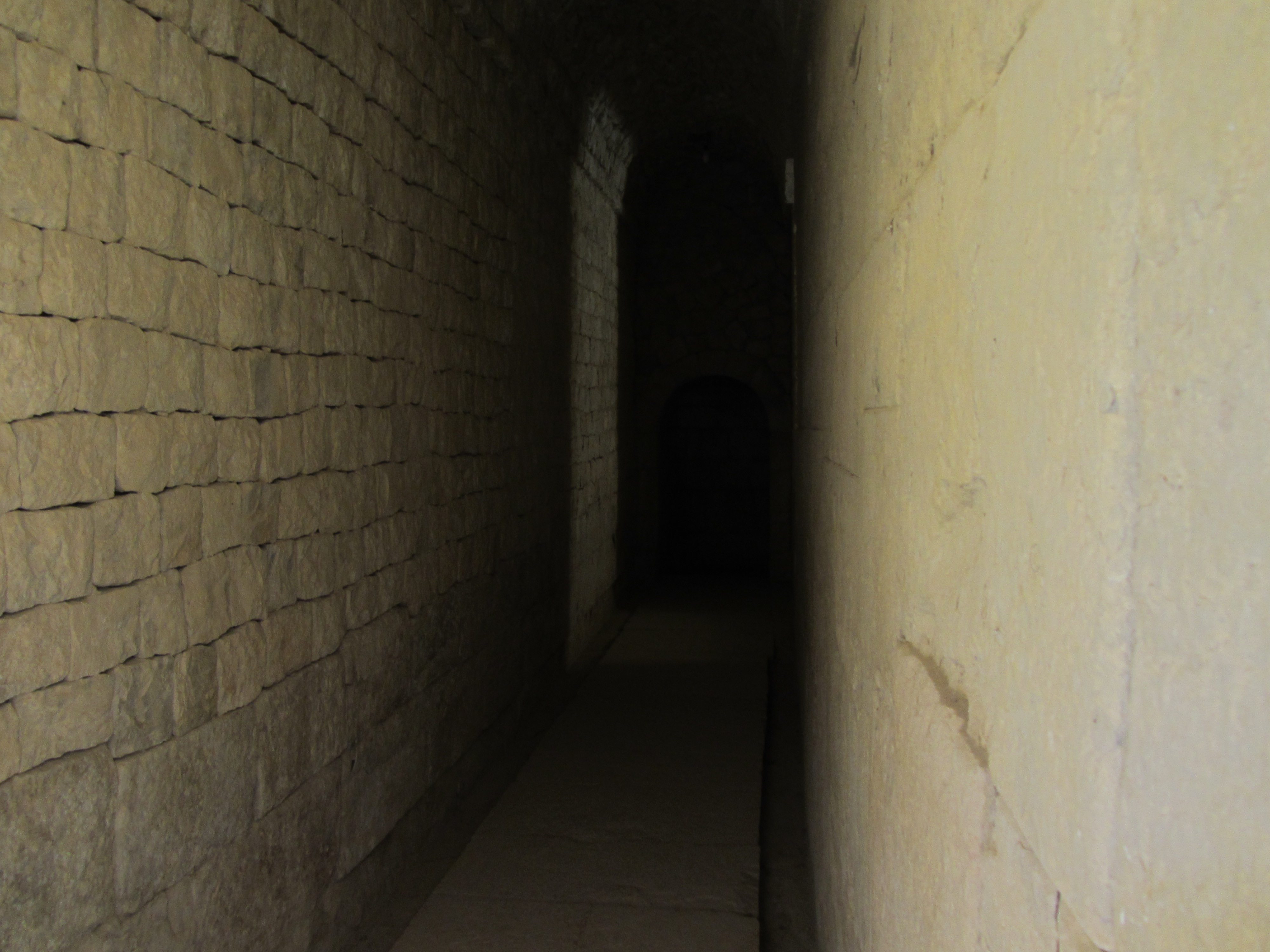
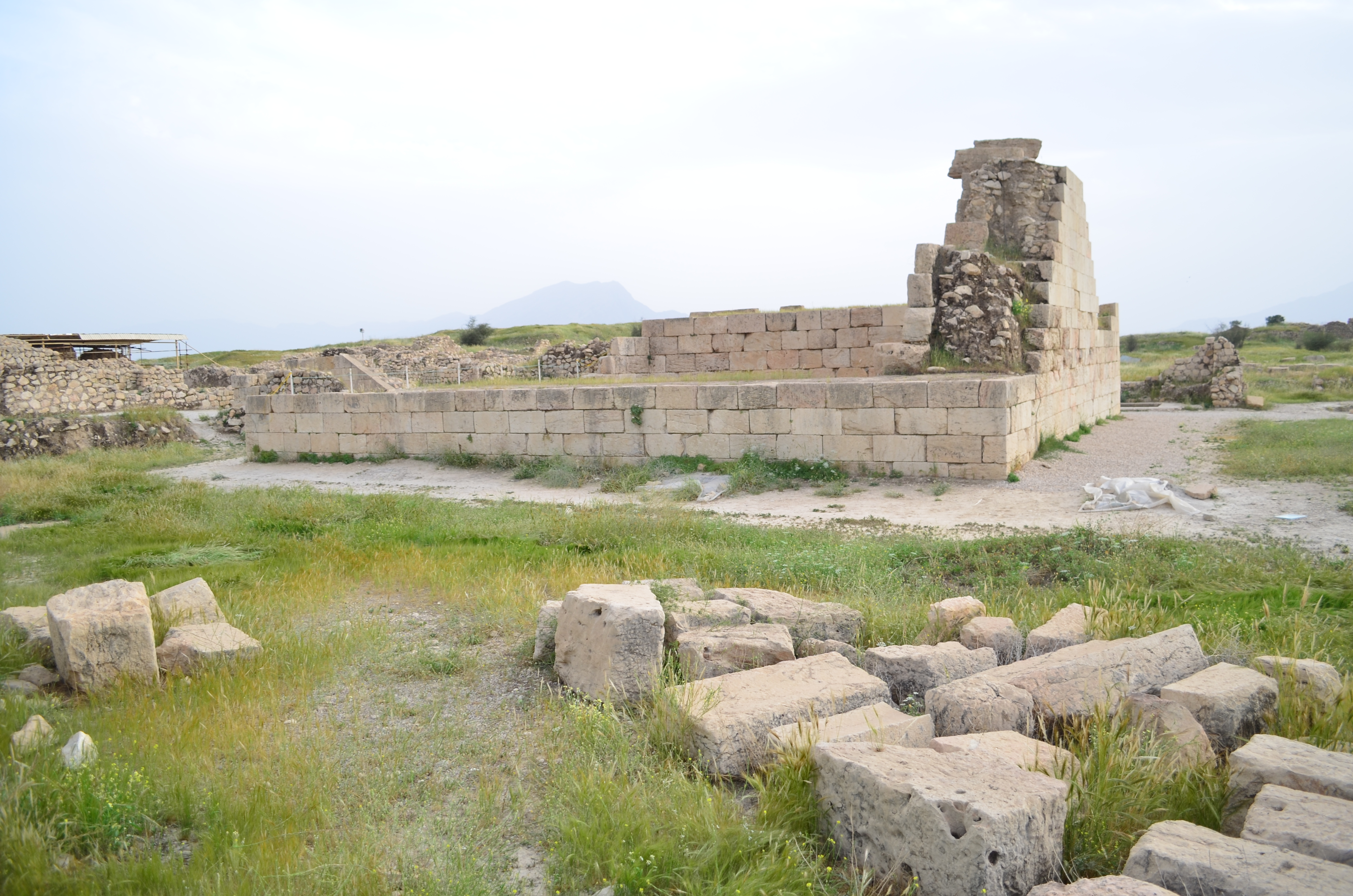
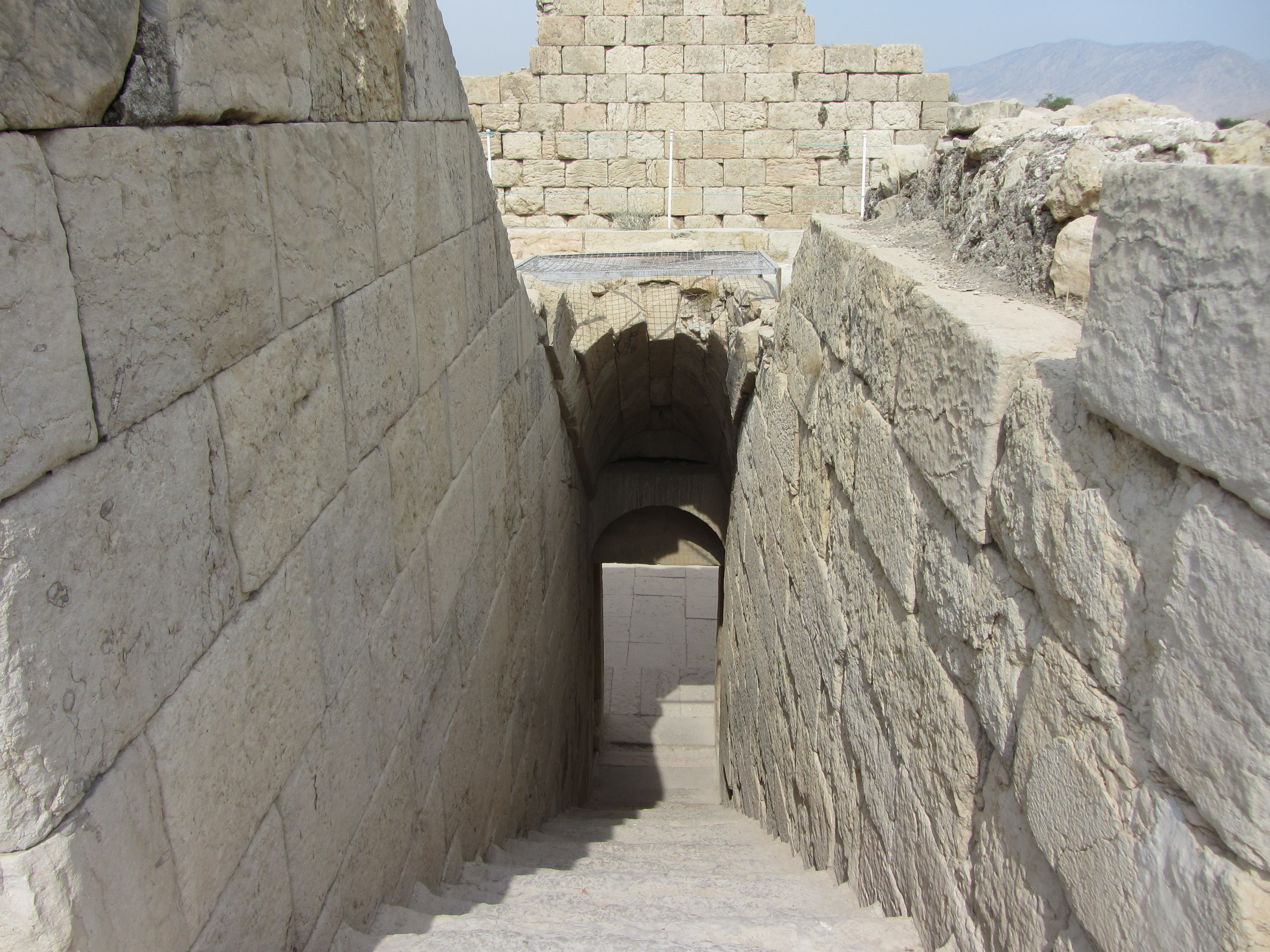